# Munich
Pour les articles homonymes, voir Munich (homonymie).
 (décembre 2024).
Si vous disposez d'ouvrages ou d'articles de référence ou si vous connaissez des sites web de qualité traitant du thème abordé ici, merci de compléter l'article en donnant les références utiles à sa vérifiabilité et en les liant à la section « Notes et références ».
Munich (prononcé en français /my.nik/ ; en allemand : München /ˈmʏnçn̩/  ; en bavarois : Minga /ˈmɪŋ(ː)ə/ ) est une ville allemande, capitale du Land et État libre de Bavière. Avec 1 605 174 habitants intra-muros au 31 mars 2025 et 2 351 706 habitants dans son aire urbaine, elle est la troisième ville au niveau fédéral allemand par la population après Berlin et Hambourg. La Région métropolitaine de Munich, qui englobe également Augsbourg et Ingolstadt, compte quant à elle plus de cinq millions d'habitants. Traversée par l'Isar, affluent du Danube, elle se situe dans le district de Haute-Bavière, non loin des Préalpes bavaroises.
Le nom de la ville provient du vieux haut allemand Munichen (« par les moines », cf. allemand standard moderne Mönchen, datif pluriel de Mönch « moine »), en raison de la présence d'un monastère bénédictin à l'emplacement actuel de la vieille ville ; l'héraldique fait par ailleurs figurer un moine. Mentionnée pour la première fois en 1158, Munich devient la ville de résidence des ducs de Bavière en 1255 et de l'empereur romain germanique Louis IV. Ville catholique — ce dont témoigne la cathédrale Notre-Dame, principal édifice religieux de la ville —, elle est l'un des foyers de la Contre-Réforme. Devenue capitale de l'électorat de Bavière (1623) puis du royaume de Bavière (1805), elle devient un des principaux centres culturels, artistiques et scientifiques allemands au XIXe siècle, sous l'impulsion du roi Louis II.
Au cours du XXe siècle, Munich connaît un important développement industriel, devenant le premier pôle économique de la République fédérale allemande (1949 – 1990) puis de l'Allemagne réunifiée. Elle accueille notamment le siège de grandes sociétés comme Siemens, Allianz, BMW, Munich Re, Linde, Infineon, MAN, Airbus Deutschland et HypoVereinsbank. Selon Eurostat, la zone urbaine élargie de la région métropolitaine de Munich est la plus importante d'Allemagne en ce qui concerne le PIB avec 117,6 milliards d'euros, devant Hambourg, Berlin et Francfort. Avec un PIB par habitant de 53 073 euros, Munich est également l'une des villes les plus riches de l'Union européenne. La ville est un centre mondial d’art, de science, de technologie, de finance, d’édition, de culture, d’innovation, d’éducation, de commerce et de tourisme. Réputée être l'une des villes les plus agréables à vivre au monde, elle jouit d’un très haut niveau de vie et de qualité de vie : elle est la première en Allemagne et la troisième au monde selon le "Mercer 2018 Survey".
Deuxième destination touristique d'Allemagne après Berlin, Munich est célèbre pour sa traditionnelle fête de la bière, l’Oktoberfest, qui se déroule chaque année de fin septembre à début octobre. Outre la cathédrale, la ville a également un important patrimoine historique, composé notamment du Château de Nymphenburg, de très nombreux musées richement dotés et de deux vastes jardins, le Hofgarten et le Englischer Garten (jardin anglais). Munich accueille de nombreux évènements internationaux, dont les Jeux olympiques d'été de 1972, qui furent le théâtre d'une sanglante prise d'otages. Enfin, elle est le lieu de résidence de l'un des principaux clubs de football d'Europe, le Bayern Munich, qui joue dans l'Allianz Arena, au nord du centre-ville.

## Histoire
| Appartenances historiques Duché de Bavière 907–1255 Duché de Haute-Bavière 1255–1353 Duché de Bavière-Landshut 1353-1392 Duché de Bavière-Munich 1392-1505 Duché de Bavière 1505–1623 Électorat de Bavière 1623–1806 Royaume de Bavière 1806–1918 Empire allemand 1871-1918 République de Weimar 1918–1933 Reich allemand 1933–1945 Allemagne occupée 1945–1949 Allemagne de l'Ouest 1949–1990 Allemagne 1990-présent |

### Les débuts
Le village de « Munichen » (chez les moines, en vieil-allemand) voit le jour au IXe siècle près d'une abbaye bénédictine (le moinillon des armoiries de la ville rappelle cette origine).
Au début du IIe millénaire, le sel avait une importance capitale. Des « routes du sel » permettaient d'acheminer le sel depuis les villes productrices au sud (par ex. Berchtesgaden, Bad Reichenhall, Salzbourg) vers le nord. Une telle route est à l'origine de la ville de Munich.
Dans les années 1150, une querelle éclate entre Henri le Lion (Heinrich der Löwe), le duc de Saxe et l'évêque de Freising. En 1156, Henri le Lion reçoit de l'empereur Barberousse le duché de Bavière. Henri fait alors détruire un pont de l'Isar qui se trouvait sur les terres de l'évêché à Föhring, pour détourner la route du sel sur ses terres et profiter ainsi des droits de douane et récupérer les taxes sur le sel. Cette route traversait l'Isar un peu plus en amont à l'endroit où une île facilitait la construction d'un pont. Ce pont historique se situait à l'endroit de l'actuel Ludwigsbrücke. À cet endroit se trouvait un monastère bénédictin du VIIIe siècle d'où le nom « bei Munichen ».
Les deux rivaux trouvent un accord lors du conseil de l'empire convoqué par l'empereur Barberousse. Cet accord, l'« Augsburger Vergleich » du 14 juin 1158, le premier document évoquant Munich est donc considéré comme l'acte fondateur de la ville. Ce document entérine le déplacement du marché, du pont et de la douane. En échange de cette faveur, Henri s'acquitte d'un versement d'un tiers des recettes à l'évêque.
En 1180, Otton de Wittelsbach devient duc de Bavière et fonde une dynastie qui règne sur la région jusqu'en 1918.
Au XIIIe siècle, Munich reçoit une charte communale et des fortifications.
En 1255, le duché de Bavière est séparé en deux parties ; Munich devient la capitale de la Haute-Bavière.
En 1327, la ville est détruite par un incendie et l'empereur Louis IV du Saint-Empire la fait reconstruire assez rapidement. Bien que Munich devienne ville de résidence de l'Empereur en 1328, la croissance de Munich en une grande ville ne se fit que 450 ans plus tard.

### La guerre de Trente Ans
Lors de la Bataille de la Montagne Blanche en 1620, Frédéric V du Palatinat, premier électeur de l'empire, ayant accepté la couronne de Bohême que détenait l'empereur Ferdinand II, est vaincu par son cousin le duc Maximilien. Ce dernier qui prend fait et cause pour le catholicisme est soutenu par son neveu le prince Charles de Lorraine-Vaudémont. L'empereur recouvre son royaume de Bohême, transmet la dignité électorale au duc de Bavière.
En 1632, durant la guerre de Trente Ans, la ville tombe aux mains de Gustave II Adolphe de Suède. En 1634, la peste lui fait perdre les deux tiers de sa population. Veuf de la princesse Elisabeth de Lorraine et sans enfants, l'Electeur Maximilien Ier épouse l'archiduchesse Marie-Anne d'Autriche, fille de l'empereur Ferdinand II du Saint-Empire. Après la guerre, il s'allie à La France.
Entre 1651 et 1679, sous le règne de l'électeur Ferdinand-Marie de Bavière et grâce à sa femme Henriette-Adélaïde de Savoie, Munich s'enrichit de monuments de style baroque italien (église des Théatins, château de Nymphenburg...). En 1680, la princesse Marie-Anne de Bavière épouse Louis, Dauphin du Viennois, fil aîné et héritier du roi de France Louis XIV.
En 1705, pendant la guerre de Succession d'Espagne, l'électeur Maximilien II ayant pris parti pour les Bourbons, la ville retourne sous le patronage de la Maison de Habsbourg. En 1740, l'empereur Charles VI du Saint-Empire s'éteint ne laissant que deux filles. Soutenu par la France, l'Electeur Charles-Albert se pose en candidat à la couronne impériale et est élu en 1742. L'Autriche répond immédiatement, chasse Charles-Albert de ses états et occupe sa capitale. L'empereur Charles VII meurt en 1745 et, prudent, son fils Maximilien III Joseph de Bavière renonce à la couronne impériale. L'Académie bavaroise des sciences est créée en 1759.

### Capitale de la Bavière
À partir de la fin du XVIIIe siècle, Munich grandit rapidement. Lorsque la ville devient la capitale du nouveau royaume de Bavière créé sous l'égide de Napoléon Bonaparte en 1806, cette croissance s'accélère. En effet, alors qu'elle n'est peuplée en 1700 que de 24 000 habitants, Munich voit ensuite sa population doubler tous les trente ans : entre 1870 et 1933, elle passe de 170 000 à 840 000 habitants.
Sous le règne du roi Louis Ier de Bavière (1825-1848), Munich devient également un centre artistique réputé. La plupart des bâtiments de la ville datent du XIXe siècle, en particulier du règne de Maximilien II : les architectes classiques Leo von Klenze et Friedrich Wilhelm von Gärtner ont construit la Ludwigstraße, la Königsplatz, le Ruhmeshalle et la Résidence.
Sous le prince régent Luitpold (1886-1912), Munich connaît un important développement culturel et artistique avec, notamment, la construction de la Prinzregentenstraße et du Théâtre du Prince-Régent. Schwabing devient, au tournant du siècle, le quartier des artistes, accueillant un grand nombre d'écrivains et de peintres célèbres. En 1896, le journal culturel munichois Jugend (Jeunesse) paraît pour la première fois, ainsi que la revue satirique Simplicissimus.
À travers ses cabarets, quelquefois nommés théâtres intimes, la ville attire de nombreux artistes. Nombre d'entre eux, tel Frank Wedekind, rayonnèrent bien au-delà de Munich, et par exemple furent à l'origine de la naissance du mouvement Dada quelques années plus tard, à Zurich. Cette vogue du cabaret entraîne une modification majeure dans le rapport avec la poésie qui, au lieu d'être simplement lue en silence, devint clamée à forte voie. Frank Wedekind, au cabaret des Onze Bourreaux, a été un représentant important de cette approche. Cette innovation influera sur le développement du futurisme et, de là, sur tout le mouvement de la performance artistique.

### De la Première Guerre mondiale à la Seconde Guerre mondiale
Après la Première Guerre mondiale, Munich traverse une période révolutionnaire tourmentée, qui commence par la chute de la monarchie le 7 novembre 1918. Le ministre-président social-démocrate Kurt Eisner est assassiné le 21 février 1919 et, le 7 avril, les conseils révolutionnaires de la ville proclament la république des conseils de Bavière (Bayerische Räterepublik) qui est finalement écrasée dans le sang le 2 mai 1919. Dans les années suivantes, Munich voit naître le nazisme et devient le chef-lieu du mouvement d'Adolf Hitler.
En novembre 1923, Adolf Hitler et ses compagnons tentent un coup d'État (le putsch de la Brasserie) mais ils échouent et le Führer du NSDAP est emprisonné.
Arrivés au pouvoir, les nazis font de Munich la « capitale du mouvement » et construisent plusieurs édifices entre 1933 et 1945. Le 20 mars 1933, le premier camp de concentration permanent d'Allemagne est ouvert par Himmler à Dachau dans la banlieue de Munich.
En 1938, les accords de Munich sont signés entre Hitler, Mussolini, Chamberlain et Daladier. Ils donnent les Sudètes au dirigeant nazi. En 1939, Georg Elser essaye, en vain, d'assassiner Hitler avec une bombe.
Pendant la seconde Guerre mondiale, un groupe d'étudiants munichois fonde La Rose blanche (Die Weiße Rose), l'un des plus célèbres mouvements de la résistance allemande au nazisme. Ses six principaux membres seront exécutés par les nazis en 1943 à la prison de Stadelheim, au sud de Munich. Comme la plupart des grandes villes allemandes, Munich subit d'importantes destructions dues aux bombardements massifs des Alliés, mais elle est reconstruite pendant l'occupation américaine : contrairement à de nombreuses autres villes allemandes qui ont été lourdement bombardées, Munich a restauré la plupart de son paysage urbain traditionnel. La ville a été occupée le 30 avril 1945 par des unités du XVe corps de la VIIe Armée US. À 60 km au nord-est de Munich, un camp de prisonniers important est installé à Moosburg,.

### Période contemporaine
La ville continua de jouer un rôle très important dans l'économie, la politique et la culture allemandes, d'où son surnom Heimliche Hauptstadt (« capitale secrète ») dans les décennies qui suivirent la Seconde Guerre mondiale. Au cours des premières décennies d'après-guerre, Munich a profité indirectement de la division de l'Allemagne, car de nombreuses entreprises de la RDA et de Berlin se sont délocalisées vers le sud. Siemens en est l'un des exemples les plus connus. Elle est devenue la plus importante zone économique d'Allemagne du Sud. De plus après la reconstruction, Munich se développe comme place vouée aux nouvelles technologies, à l'instar du groupe MBB. En outre, un grand nombre d'entreprises de services s'y installe, telles que des entreprises de médias, d'assurances et de services bancaires. Les musées (par exemple l’Alte Pinakothek, la Neue Pinakothek et la Pinakothek der Moderne, la Glyptothèque, le Deutsches Museum) connaissent également un regain d'intérêt.
En 1972, Munich accueille les Jeux olympiques d'été à l'occasion desquels la ville inaugure sa première ligne de métro. Le 5 septembre 1972, l'organisation palestinienne Septembre noir tue deux Israéliens et en prend neuf autres en otage. Tous les otages sont tués, ainsi que cinq des huit terroristes et un policier. Les Jeux sont interrompus pendant une journée et certains athlètes décident de quitter la compétition. En juin 2012, l'hebdomadaire allemand Der Spiegel, s'appuyant sur un rapport du Service fédéral de Renseignement (BND) révèle que deux militants néo-nazis auraient aidé l'organisation palestinienne dans les préparatifs du massacre des athlètes israéliens.
Aujourd'hui, le taux de criminalité est faible par rapport à d'autres grandes villes allemandes, comme Hambourg ou Berlin. Pour sa haute qualité de vie et sa sécurité, la ville a été surnommée « Toytown » parmi les résidents anglophones. Les habitants allemands l'appellent « Millionendorf », une expression qui signifie « village d'un million d'habitants ».
Avec le XXIe siècle, de nouveaux quartiers émergent, au centre comme à la périphérie, qui mêlent immeubles d'habitation et bureaux, commerces et institutions culturelles. En raison du niveau de vie élevé et de l'économie florissante de la ville et de la région, il y a eu un afflux de personnes et la population de Munich a dépassé 1,5 million en juin 2015, soit une augmentation de plus de 20 % en 10 ans.
En juillet 2016, une fusillade mortelle a lieu dans un centre commercial de Munich. Perpétrée par un homme de 18 ans d'origine iranienne, elle fait au moins dix morts (dont l'auteur de l'attaque) et vingt-sept blessés.
En février 2025, un « attentat » à la voiture bélier commis par un Afghan, dont la demande d’asile avait été rejetée, fait 30 blessés dont dix grièvement,.

## Géographie
Munich se trouve sur les hautes plaines de Haute-Bavière, à environ 50 km au nord de la limite nord des Alpes, à une altitude moyenne d'environ 520 m. Munich est une des villes allemandes les plus vastes en superficie. Son altitude la plus élevée est Warnberg avec 579 m, son altitude la plus faible est 482 m à Feldmoching.
L'Isar traverse la ville du sud-ouest au nord-est sur une distance de 13,7 km. L'île sur la rivière la plus connue est l'île aux Musées, sur laquelle se trouve le Deutsches Museum. La deuxième île de la ville étant celle du Prater. Aux alentours de Munich se trouvent un grand nombre de lacs, par exemple le Tegernsee, l'Ammersee, Wörthsee ou le Starnberger See. Les autres rivières sont la Würm, qui coule du Starnberger See et traverse l'ouest de la ville, le Hachinger Bach, l'Eisbach, l'Auer Mühlbach et le Brunnbach. Les ruisseaux de la ville se trouvent pour la plupart au voisinage de l'Isar, d'autres coulent également dans le centre-ville, les ruisseaux dans le centre sont pour la plupart souterrains (dans des canalisations) d'autres ont été asséchés au moment de la construction du réseau de métro (U-Bahn) et du chemin de fer urbain (S-Bahn). Les lacs à l'intérieur de la ville sont le Kleinhesseloher See dans l'Englischer Garten (littéralement « le Jardin anglais »), le lac sur le site olympique et les Feldmochinger See, Lerchenauer See et Fasanerie See, au nord de la ville.

### Expansion
La surface totale de la ville de Munich est de 31 043 hectares (environ le triple de Paris intra-muros), ce qui fait de Munich, après Berlin, Hambourg, Cologne, Dresde et Brême la sixième ville la plus vaste d'Allemagne. Sur les 310 kilomètres carrés, 44 % sont constitués de bâtiments et des surfaces libres y attenant, 16,9 % sont des surfaces de campagne, 14,7 % des surfaces de récupération, 4,4 % des surfaces boisées, 1,2 % des surfaces d'eau et 2,2 % des surfaces pour d'autres utilisations. Les points extrêmes nord et sud de la ville sont séparés de 20,9 km tandis que ses points extrêmes est et ouest le sont de 26,8 km.

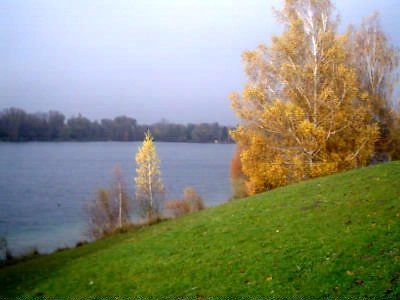
Bords du Lac de Feldmoching, le Feldmochinger See.
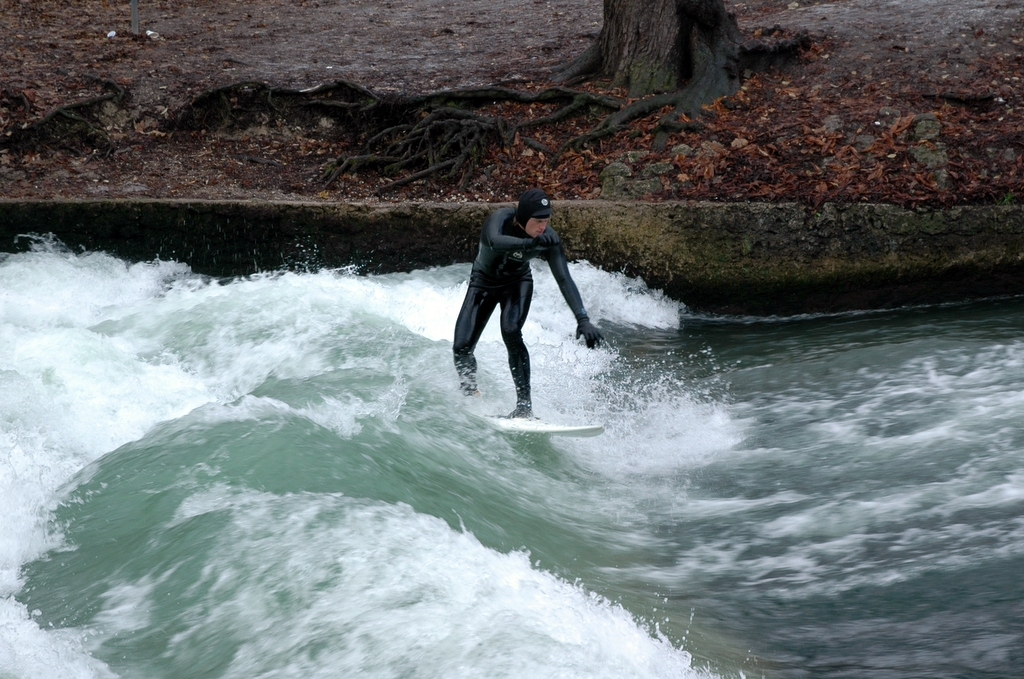
Un surfeur sur l'Eisbach.

### Secteurs et municipalités voisines
Avec la réorganisation de la ville en 1992, le nombre de secteurs (appelés Stadtbezirke) de la ville a été réduit de 41 à 25.
Les communes suivantes sont attenantes à la ville (citées dans le sens horaire en commençant par le nord) : Oberschleißheim, Garching, Ismaning, Unterföhring, Aschheim, Feldkirchen, Haar, Putzbrunn, Neubiberg, Unterhaching, Perlacher Forst, Oberhaching, Grünwald, Pullach, Forstenrieder Park, Neuried, Planegg, Taufkirchen et Gräfelfing (tous de l'arrondissement de Munich), Germering, Puchheim et Gröbenzell (du Landkreis de Fürstenfeldbruck) et Karlsfeld (Landkreis de Dachau).

### Climat
Selon la classification de Köppen et les données actualisées, le climat est de type océanique (Cfb), indépendant de l'isotherme, mais avec certaines caractéristiques de climat continental humide (Dfb) comme des étés chauds à chauds et des hivers froids, mais sans couverture neigeuse permanente. D'autres facteurs influant sur le climat sont les Alpes et le Danube. En raison de cette configuration, le temps est relativement changeant. Le foehn apporte du sud de manière non régulière de l'air chaud et sec vers Munich. Ainsi la visibilité est souvent très bonne — le célèbre ciel bleu bavarois — et il est possible de voir très clairement les Alpes bavaroises depuis Munich. La température la plus élevée mesurée par le service météorologique allemand est de 37,2 °C en juillet 1983 à Munich-Nymphenburg. La ville est très souvent frappée par des orages (l'orage du 12 juillet 1984 a causé des dommages évalués à 1,5 milliard d'euros). En raison de la proximité des Alpes, Munich est également la grande ville la plus enneigée d'Allemagne. Localement, une étude sur les statistiques météorologiques a montré que la partie méridionale de la ville est la plus ensoleillée, que la partie nord est plus nuageuse, ou encore que les quartiers occidentaux sont plus secs que les quartiers orientaux. C'est l'une des conséquences des différences d'altitude à l'intérieur de la ville, qui génèrent des microclimats et expliquent les variations climatiques d'est en ouest, de part et d'autre de l'Isar[réf. nécessaire].
| Mois                              | jan. | fév. | mars | avril | mai  | juin | jui. | août | sep. | oct. | nov. | déc. | année |
| --------------------------------- | ---- | ---- | ---- | ----- | ---- | ---- | ---- | ---- | ---- | ---- | ---- | ---- | ----- |
| Température minimale moyenne (°C) | −5   | −3,7 | 0,4  | 2,9   | 7,1  | 10,4 | 12   | 11,7 | 8,8  | 4,5  | 0,2  | −3,5 | 3,8   |
| Température moyenne (°C)          | −2,2 | −0,4 | 3,4  | 7,6   | 12,2 | 15,4 | 17,3 | 16,6 | 13,4 | 8,2  | 2,8  | −0,9 | 7,8   |
| Température maximale moyenne (°C) | 1,1  | 2,5  | 8,4  | 13,3  | 18   | 21,4 | 23,8 | 22,9 | 19,4 | 13,6 | 6,5  | 2,3  | 12,8  |
| Ensoleillement (h)                | 61   | 84   | 128  | 157   | 199  | 209  | 237  | 213  | 173  | 129  | 69   | 49   | 1 708 |
| Précipitations (mm)               | 54   | 45   | 60   | 70    | 93   | 124  | 118  | 115  | 90   | 69   | 71   | 58   | 967   |

## Population
De seulement 24 000 habitants en 1700, la population de la ville a doublé tous les 30 ans environ. Elle était de 100 000 en 1852, 250 000 en 1883 et 500 000 en 1901, faisant de Munich la troisième plus grande ville du Reich allemand après Berlin et Hambourg. Les effets physiques de la Seconde Guerre mondiale sont clairement visibles. À la fin de la guerre, 90 % de la vieille ville avait été détruite lors de 73 raids aériens et la moitié de la ville était en ruines. Les estimations de l'impact de ces incursions sur la population font état de 6 000 morts. Au total, Munich a perdu 34% de sa population, avec 279 000 personnes déplacées par évacuation, migration, déportation et sans-abri à cause de frappes aériennes. La population totale est passée de 829 000 en mai 1939 à 550 000 en mai 1945. Le niveau de la population d'avant-guerre n'est atteint qu'en 1950. En 1957 le cap du million d'habitants est franchi. Munich reste en 2021 la troisième ville la plus peuplée d'Allemagne avec 1 540 000 habitants. Elle est la municipalité la plus densément peuplée d'Allemagne (4 500 habitants par km2). La population augmente sans discontinuer depuis la fin du XIXe siècle, Munich attirant toujours en raison de son dynamisme économique et de ses débouchés professionnels. En contrepartie, Munich est l'une des villes les plus chères d'Allemagne pour se loger. La capitale bavaroise est très cosmopolite, et les diverses nationalités cohabitent en toute quiétude. Munich accueille plus de 530 000 personnes d'origine étrangère, ce qui représente 37% de sa population. Le groupe le plus important est constitué de personnes originaires d'ex Yougoslavie et de Turquie.

### Religion et immigration
La Bavière étant historiquement à majorité catholique, Munich a une population issue du catholicisme. La ville est le siège de 
l'archidiocèse de Munich et Freising depuis 1821, toutefois depuis une trentaine d'années ses habitants tendent à abandonner la pratique religieuse catholique, dont 40 % se réclament encore, et à se déclarer athées ou adeptes de nouvelles confessions. Ses églises sont nombreuses, surtout dans la vieille ville dominée par la Frauenkirche qui sert de cathédrale et l'église Saint-Pierre. Certaines sont remarquables par leur style architectural comme l'église Saint-Michel, la célèbre Asamkirche baroque, ou la Bürgersaalkirche qui abrite la tombe du résistant Rupert Mayer, SJ. De nombreuses églises ont été construites au XIXe siècle à une époque ou la ville était en pleine expansion. Parmi les églises de cette époque, la Nouvelle église Saint-Jean-Baptiste de Munich ou l'Église de la Sainte-Croix de Giesing.

Églises
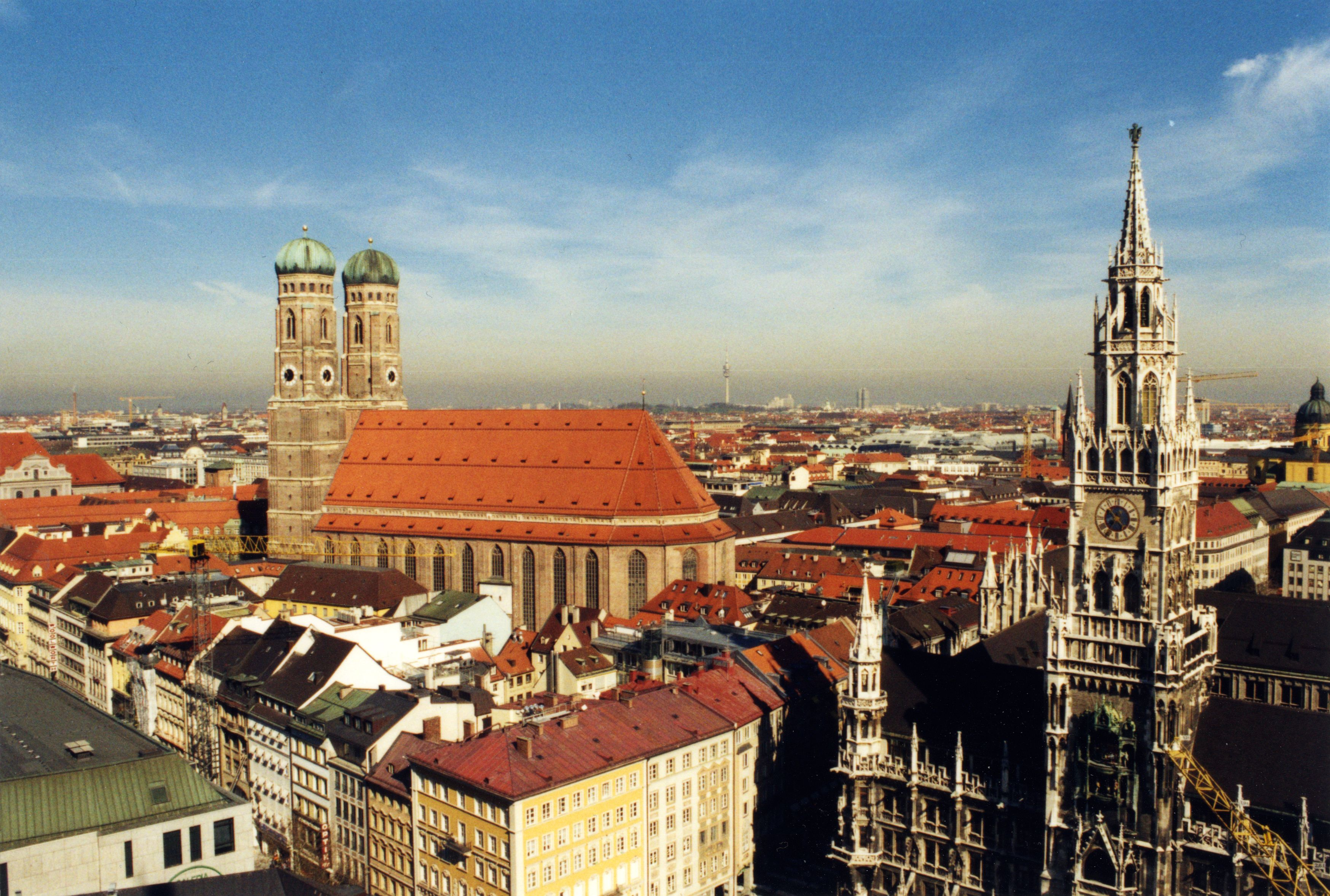
Frauenkirche et nouvelle mairie
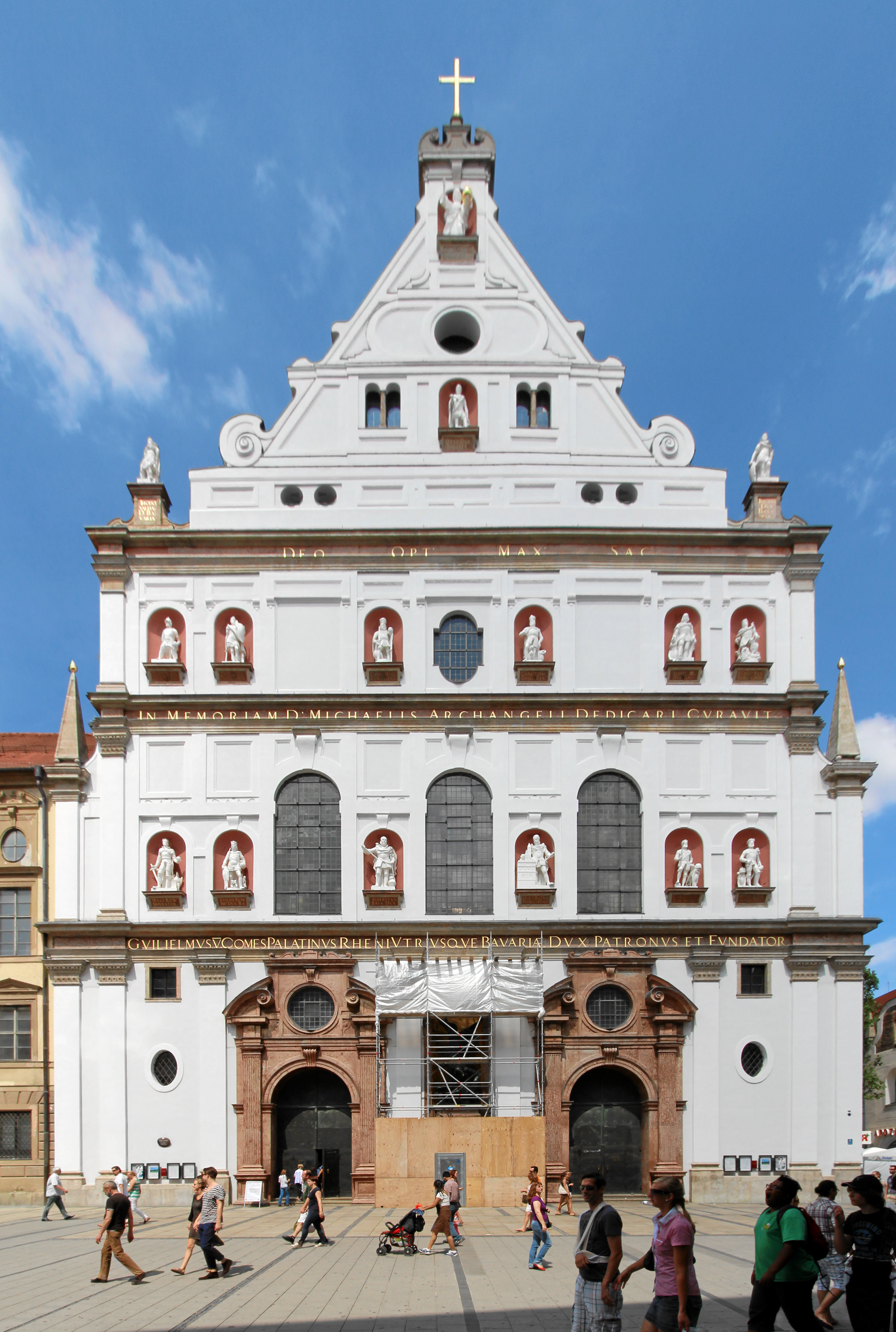
Église Saint-Michel de Munich
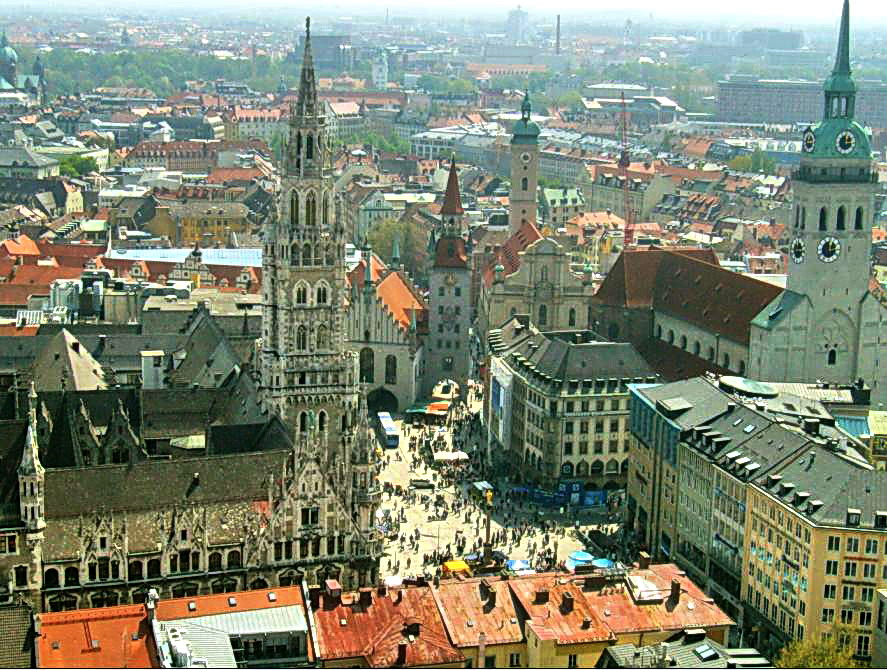
Marienplatz vue de la tour de la Frauenkirche
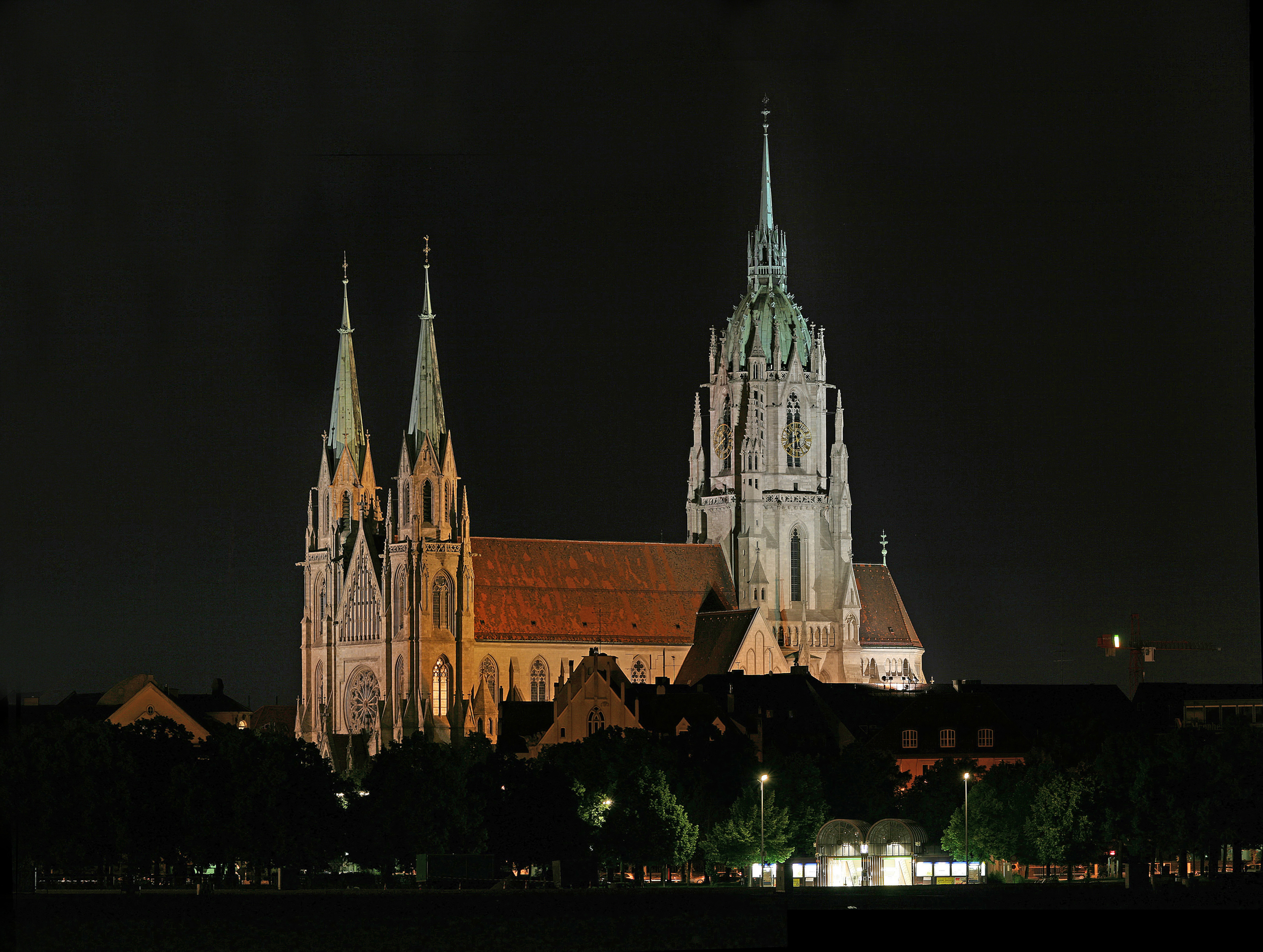
le Paulskirche (une Basilique)
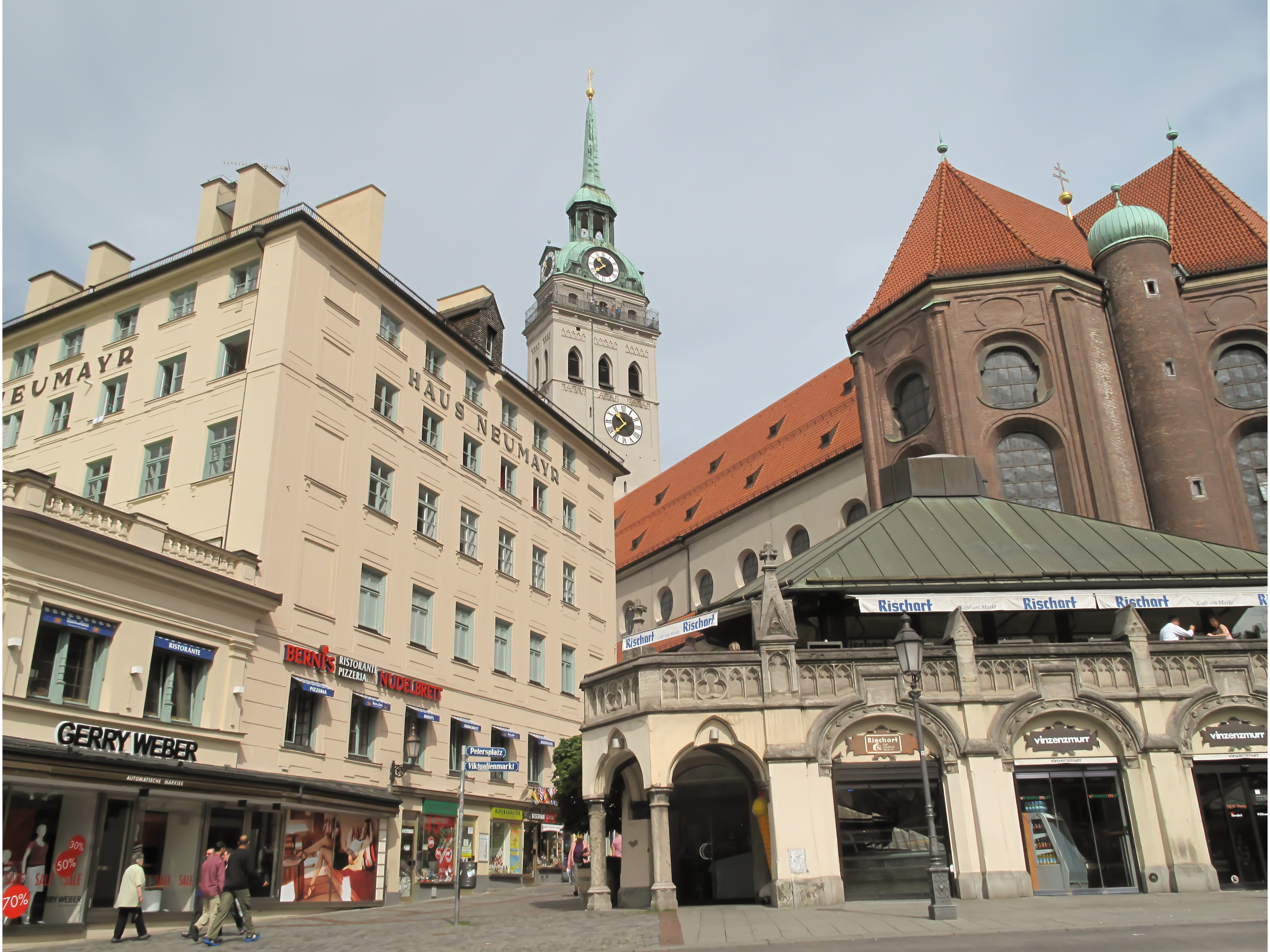
Église Saint-Pierre de Munich (Peterskirche) et Haus Neumayr
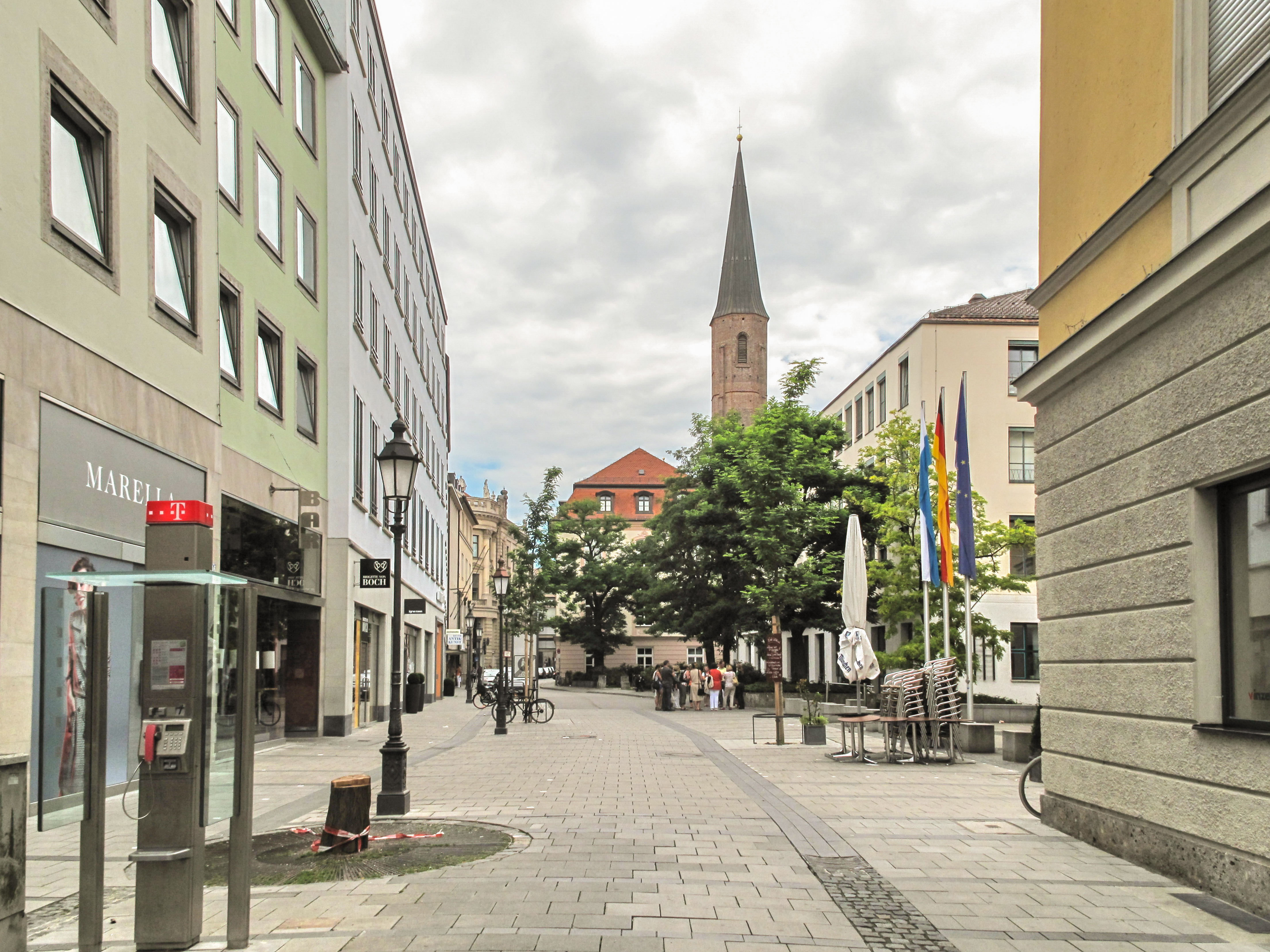
Salvatorkirche: Église du Sauveur

14 % de la population de Munich est de confession luthérienne. La population d'origine turque de plus de 43 000 personnes bénéficie de nouvelles mosquées et s'affirme par son dynamisme démographique. On suppose qu’il y a environ 120 000 musulmans vivant à Munich, ce qui correspond à huit pour cent de la population. Dans le district de Freimann se trouve la première mosquée de Bavière, inaugurée en 1973. La communauté juive rassemble 9 700 personnes (0,4 %). Enfin l'immigration de populations est-européennes a permis l'ouverture de paroisses orthodoxes. On peut aussi noter l'apparition depuis une trentaine d'années de cultes d'origine américaine comme les adventistes ou les mormons.
Voici un tableau qui montre les habitants de Munich nés hors de l'Allemagne en 2013.
| Pays de naissance  | Population |
| ------------------ | ---------- |
| Turquie            | 39 857     |
| Croatie            | 26 070     |
| Grèce              | 25 574     |
| Italie             | 24 337     |
| Autriche           | 21 579     |
| Pologne            | 20 103     |
| Bosnie-Herzégovine | 15 836     |
| Roumanie           | 14 293     |
| Serbie             | 13 631     |
| Irak               | 10 394     |

## Politique et administration

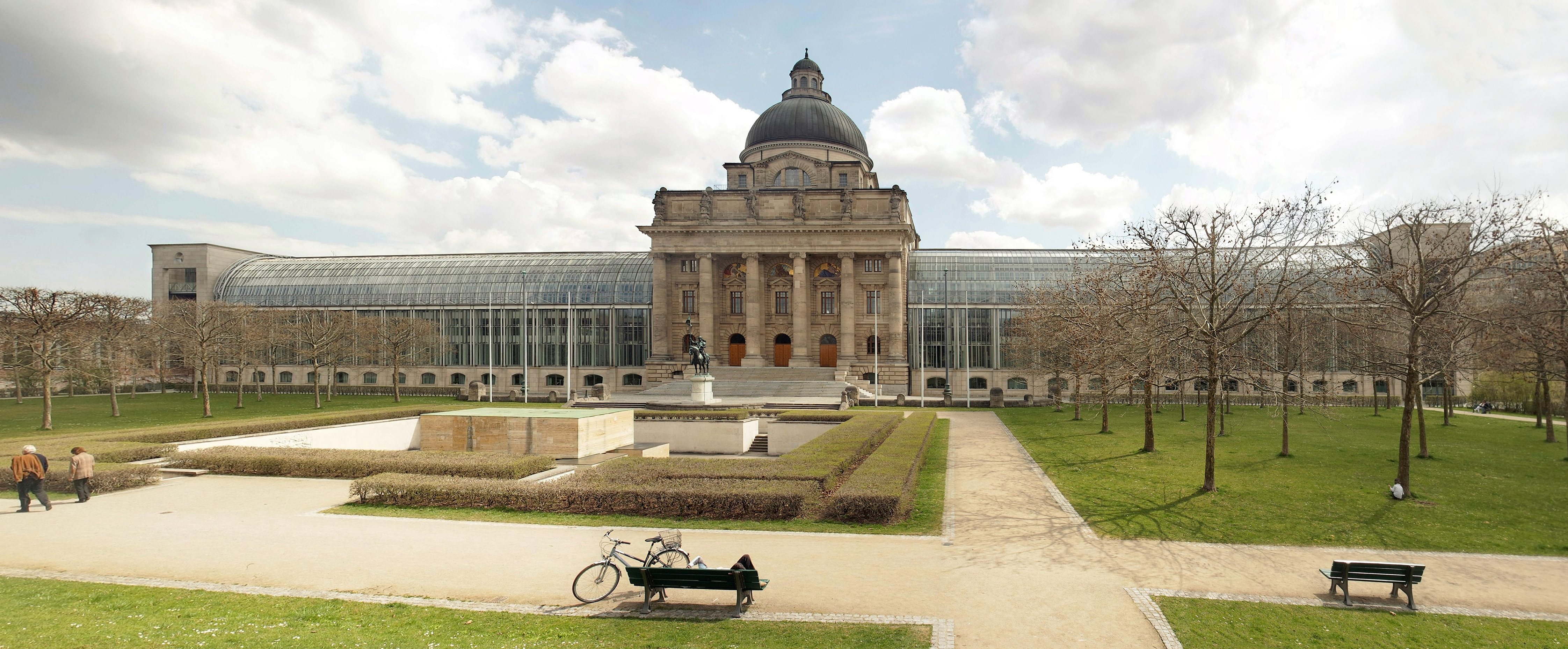
La chancellerie, siège du gouvernement de la Bavière.

En tant que capitale de Land, Munich est le siège du Landtag (parlement du Land) de Bavière et du gouvernement de l'État de Bavière. En plus, Munich est le siège du gouvernement de Haute-Bavière (Oberbayern), du secteur de Haute-Bavière et du Landkreis de Munich.

### Conseil municipal
Traditionnellement, les partis de centre-gauche dominent la vie politique munichoise, ce qui est assez rare en Bavière. C'est ainsi que la circonscription de Munich Nord fut la seule de Bavière à élire en mandat direct un député SPD (Sozialdemokratische Partei : Parti social-démocrate) aux élections législatives de 2002 et 2005. Depuis 2014, la ville est dirigée par le bourgmestre (Oberbürgermeister) social-démocrate Dieter Reiter. Depuis, le conseil municipal de Munich est dirigé par une coalition entre le SPD et CSU. Aux élections municipales de 2020, les Grünen arrivent en tête et forment le premier groupe politique au conseil municipal.

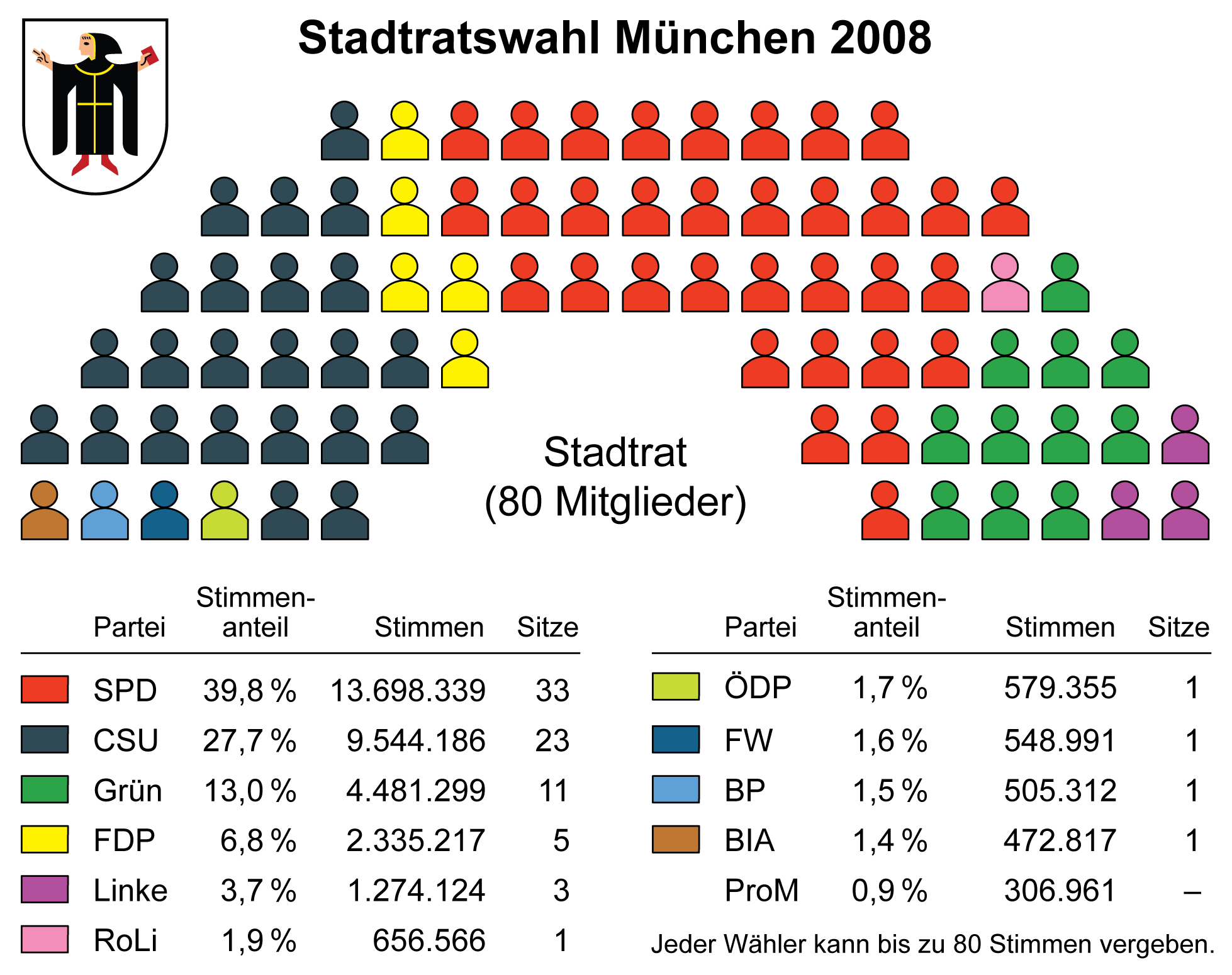
Résultats des élections 2008.

| Année | SPD | CSU | Grüne | FDP | ödp | REP | Rosa Liste | PDS/Linke | AfD | autres | Total | Participation |
| ----- | --- | --- | ----- | --- | --- | --- | ---------- | --------- | --- | ------ | ----- | ------------- |
| 1978  | 31  | 42  | -     | 6   |     |     |            |           |     | 1      | 80    | 61,8          |
| 1984  | 35  | 35  | 6     | 4   |     |     |            |           |     |        | 80    | 63,6          |
| 1990  | 36  | 25  | 8     | 4   |     | 6   |            |           |     | 1      | 80    | 65,4          |
| 1994  | 29  | 30  | 9     | 3   | 1   | 4   |            |           |     | 4      | 80    | 59,2          |
| 1996  | 31  | 32  | 8     | 2   | 1   | 1   | 1          | -         |     | 4      | 80    | 52,8          |
| 2002  | 35  | 30  | 8     | 3   | 1   | 1   | 1          | 1         |     | -      | 80    | 51,0          |
| 2008  | 33  | 23  | 11    | 5   | 1   | -   | 1          | 3         |     | 3      | 80    | 47,6          |
| 2014  | 25  | 26  | 13    | 3   | 2   | -   | 1          | 2         | 2   | 5      | 80    | 42            |
| 2020  | 18  | 20  | 23    | 3   | 3   | -   | 1          | 3         | 3   | 4      | 80    | 49            |

#### Élections municipales de 2020

##### Bourgmestre
| Partis                   | Partis                                    | Candidats                | Premier tour | Premier tour | Premier tour | Second tour | Second tour |
| Partis                   | Partis                                    | Candidats                | Voix         | %            | +/-          | Voix        | %           |
| ------------------------ | ----------------------------------------- | ------------------------ | ------------ | ------------ | ------------ | ----------- | ----------- |
|                          | Parti social-démocrate d'Allemagne (SPD)  | Dieter Reiter            | 259 928      | 47,9         | 7,5          | 401 856     | 71,7        |
|                          | Union chrétienne-sociale en Bavière (CSU) | Kristina Frank           | 115 795      | 21,3         | 15,4         | 158 773     | 28,3        |
|                          | Alliance 90 / Les Verts (Grünen)          | Katrin Habenschaden      | 112 121      | 20,7         | 6,0          |             |             |
|                          | Alternative pour l'Allemagne (AfD)        | Wolfgang Wiehle          | 14 988       | 2,8          | 1,5          |             |             |
|                          | Parti écologiste-démocrate (ÖDP)          | Tobias Ruff              | 8 464        | 1,6          | 0,5          |             |             |
|                          | Parti libéral-démocrate (FDP)             | Jörg Hoffman             | 8 201        | 1,5          | 0,1          |             |             |
|                          | Die Linke                                 | Thomas Lechner           | 7 232        | 1,3          | 0,1          |             |             |
|                          | Électeurs libres (FW)                     | Hans-Peter Mehling       | 5 003        | 0,9          | 0,2          |             |             |
|                          | Autres                                    |                          | 11 031       | 2,1          |              |             |             |
|                          |                                           |                          |              |              |              |             |             |
| Votes valides            | Votes valides                             | Votes valides            | 542 733      | 99,6         |              | 560 629     | 99,7        |
| Votes blancs et nuls     | Votes blancs et nuls                      | Votes blancs et nuls     | 1 997        | 0,4          | 1 616        | 0,3         |             |
| Total                    | Total                                     | Total                    | 544 730      | 100          | -            | 562 245     | 100         |
| Abstention               | Abstention                                | Abstention               | 565 841      | 51,0         |              | 546 780     | 49,3        |
| Inscrits / participation | Inscrits / participation                  | Inscrits / participation | 1 110 571    | 49,0         | 1 109 025    | 50,7        |             |

##### Conseil municipal
|                           |                                           |            |      |      |        |               |
| Parti                     | Parti                                     | Voix       | %    | +/-  | Sièges | +/-           |
|                           | Alliance 90 / Les Verts (Grünen)          | 11 762 516 | 29,1 | 12,5 | 23     | 10            |
|                           | Union chrétienne-sociale en Bavière (CSU) | 9 986 014  | 24,7 | 7,8  | 20     | 6             |
|                           | Parti social-démocrate d'Allemagne (SPD)  | 8 884 562  | 22,0 | 8,8  | 18     | 7             |
|                           | Parti écologiste-démocrate (ÖDP)          | 1 598 539  | 4,0  | 1,4  | 3      | 1             |
|                           | Alternative pour l'Allemagne (AfD)        | 1 559 476  | 3,9  | 1,4  | 3      | 1             |
|                           | Parti libéral-démocrate (FDP)             | 1 420 194  | 3,5  | 0,1  | 3      | en stagnation |
|                           | Die Linke                                 | 1 319 464  | 3,3  | 0,8  | 3      | 1             |
|                           | Électeurs libres (FW)                     | 1 008 400  | 2,5  | 0,2  | 2      | en stagnation |
|                           | Autres                                    | 2 860 214  | 7,1  |      | 5      |               |
|                           |                                           |            |      |      |        |               |
| Suffrages exprimés        | Suffrages exprimés                        | 531 527    | 97,6 |      |        |               |
| Votes blancs et invalides | Votes blancs et invalides                 | 12 937     | 2,4  |      |        |               |
| Total                     | Total                                     | 544 464    | 100  | -    | 80     | en stagnation |
| Abstentions               | Abstentions                               | 566 107    | 51,0 |      |        |               |
| Inscrits / participation  | Inscrits / participation                  | 1 110 571  | 49,0 |      |        |               |

### Districts

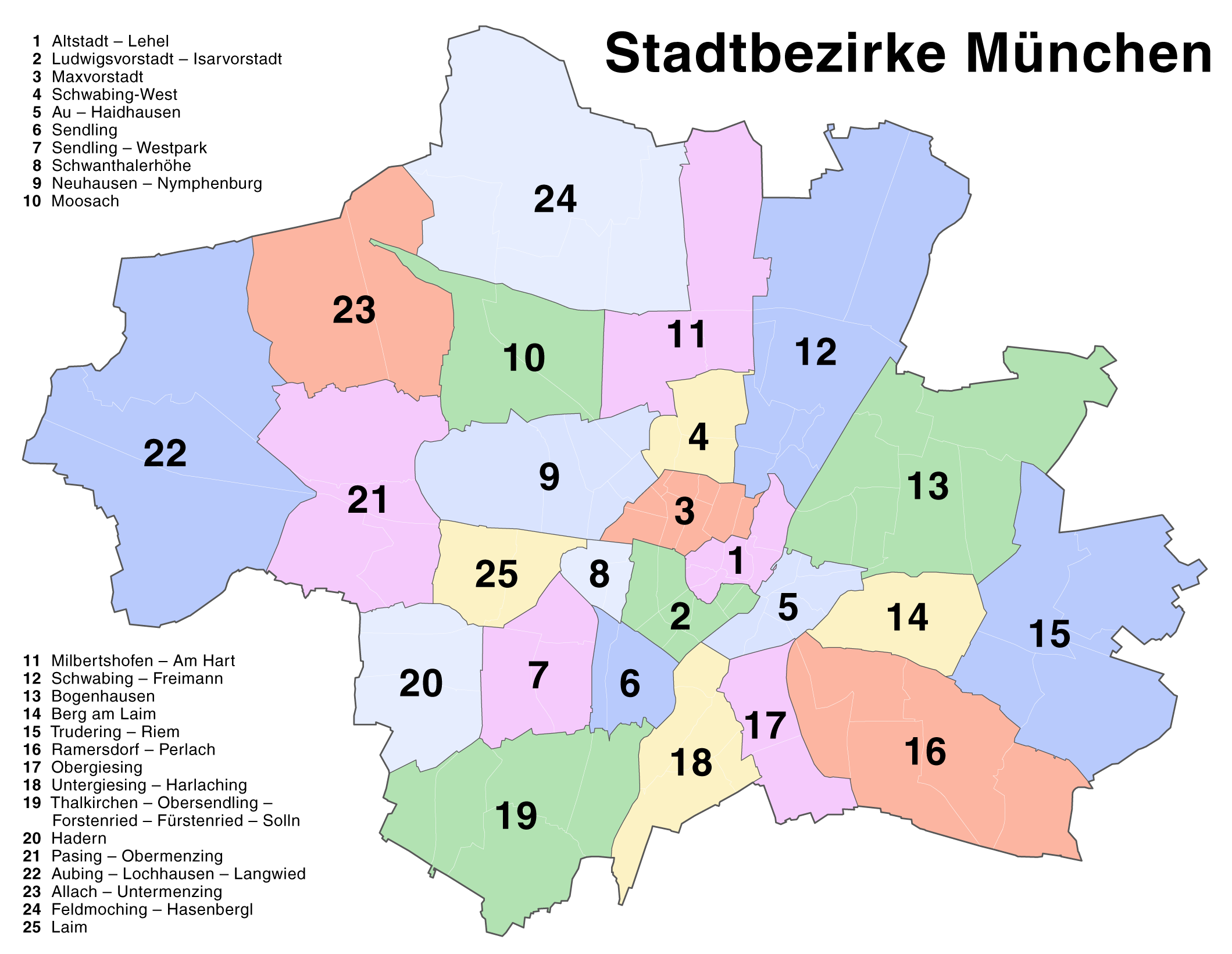
Carte des districts de Munich.

La ville de Munich est divisée en 25 districts dont la population élit pour chacun un parlement. Ces parlements de districts sont chargés des tâches locales.
Les dernières élections ont eu lieu en 2002, en même temps que les élections communales. Les sociaux-démocrates du SPD occupent la présidence de seize de ces districts, contre seulement huit pour les démocrates-chrétiens de la CSU et un pour la Rosa Liste.
Les 649 sièges de ces 25 parlements de districts se divisent ainsi : 285 sociaux-démocrates, 262 démocrates-chrétiens, 77 Verts, 19 libéraux, 3 membres de la Rosa Liste et 3 représentants d'autres partis.

### Armoiries
Le blason de la ville de Munich montre sur fond d'argent un moine en robe noire à bords dorés et chaussures rouges tenant un livre dans sa main gauche et bénissant de la main droite. Les couleurs de la ville sont le noir et le jaune. Le blason actuel est constitué des « petites amoiries » votées en 1957 par le conseil municipal. Mais il existe également les « grandes armoiries » qui montrent une porte de la ville rouge flanquée de deux tours rouges dont les toits noir et or ont des bandes en zigzag ; un lion d'or rugissant et couronné surplombe le moine des petites armoiries. Dans l'administration, les grandes armoiries ne sont plus utilisées.
Le moine des armoiries se transforma au fil du temps en un « enfant munichois » (Münchner Kindl, devenu le symbole de la ville — et dont personne ne peut dire avec certitude s'il s'agit d'un garçon ou d'une fille...)

### Jumelages
La ville de Munich est jumelée avec :
- Édimbourg (Écosse) depuis 1954
- Vérone (Italie) depuis le 17 mars 1960
- Bordeaux (France) depuis le 30 mai 1964
- Sapporo (Japon) depuis le 28 août 1972
- Cincinnati (États-Unis) depuis le 18 septembre 1989
- Kiev (Ukraine) depuis le 6 octobre 1989
- Harare (Zimbabwe) depuis 1996, gelé entre 1999 et avril 2002 à cause d'atteintes aux Droits de l'homme du gouvernement du Zimbabwe
- Sydney (Australie) depuis 2014

## Architecture et urbanisme
La ville présente un mélange éclectique d'architecture historique et moderne, car les bâtiments historiques détruits pendant la Seconde Guerre mondiale ont été reconstruits à l'identique et de nouveaux monuments ont été construits.

### Centre
La Marienplatz est le point central de Munich, au cœur de la vieille ville. Elle est bordée par l'Altes Rathaus (ancienne mairie) gothique et le Neues Rathaus (nouvelle mairie) en style néogothique inspiré de l'hôtel de ville de Bruxelles en gothique du XVe siècle. Le bâtiment le plus emblématique de la ville est sans doute la cathédrale Notre-Dame, ou Frauenkirche, en brique rouge, avec ses deux tours reconnaissables à leur toit en oignon. La Mikaelskirche voisine est la plus grande église Renaissance au nord des Alpes. Non loin de là, se trouvent les anciens hauts lieux du pouvoir politique, comme le palais de la Résidence, commencé en 1385, plus grand palais urbain d'Allemagne, contenant entre autres le Trésor ou le théâtre Cuvillies. À proximité est basé le fameux « marché aux victuailles » Viktualienmarkt. Trois portes des fortifications médiévales démolies subsistent — l'Isartor à l'est, la Sendlinger Tor au sud et la Karlstor à l'ouest du centre-ville.
Au sud de la Résidence, devant l'opéra, commence la Maximilianstraße, construite au XIXe siècle en tant qu'avenue destinée aux parades militaires. Enjambant l'Isar, elle relie la vieille ville aux quartiers de l'est et au Maximilianeum, le siège du Parlement bavarois. Aujourd'hui, l'avenue est bordée de commerces de luxe.
Au Nord du centre-ville, directement devant le palais de la Résidence, se trouve l'Odeonsplatz (place de l'Odéon), avec la Feldherrnhalle, et l'église des Théatins (Theatinerkirche), qui est de style baroque (à l'intérieur rococo). À l'ouest de cette dernière, une autre église, la Salvatorkirche, en briques, de style gothique et érigée en 1493, est prêtée, par l'Église catholique, à l'Église grecque orthodoxe depuis plusieurs décennies. Vers le nord, la deuxième plus grande avenue de Munich, la Ludwigstrasse continuée par la Leopoldstrasse, mène à la Ludwig-Maximilians-Universität (Université Louis-et-Maximilien) et à l'arc de triomphe Siegestor (porte de la victoire) à travers Schwabing, le quartier des étudiants et des artistes.
Aux alentours du Deutsches Museum, se trouve dans le quartier 'Au' le Müllersches Volksbad (Bains populaires Müller), qui ouvrit en 1901 après quatre ans de travaux. Il s'agit des bains publics les plus anciens de Munich (style Art nouveau).
Le quartier de Maxvorstadt offre nombre d'exemples d'architecture néo-classique. L'un des sites les plus célèbres est la Königsplatz (place royale), avec les Propylées inspirées de celles de l'Acropole d'Athènes, la Glyptothèque et la Staatliche Antikensammlungen (collections d'antiques de l'État).
Schwabing et Maxvorstadt, proches du centre, comptent de belles rues avec des rangées de bâtiments et de maisons de ville élégantes et de spectaculaires palais urbains colorés, souvent richement décorés avec des détails ornementaux sur leurs façades (comme le château Suresnes). De nombreuses petites ruelles ombragées relient les rues plus grandes et les petites places, faisant de Schwabing un quartier d'artistes légendaire au début du XXe siècle.

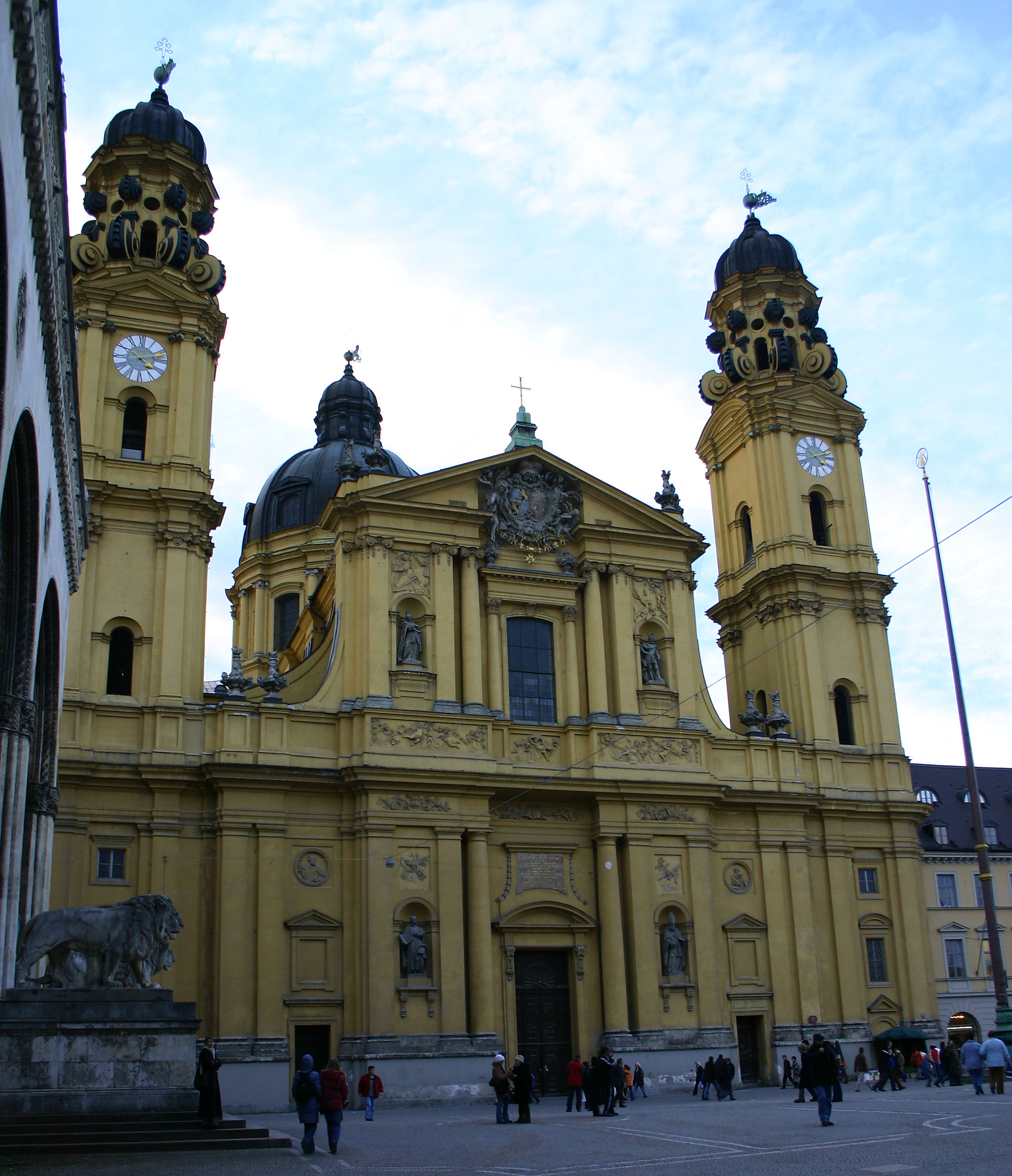
L'église des Théatins à l'Odeonplatz.
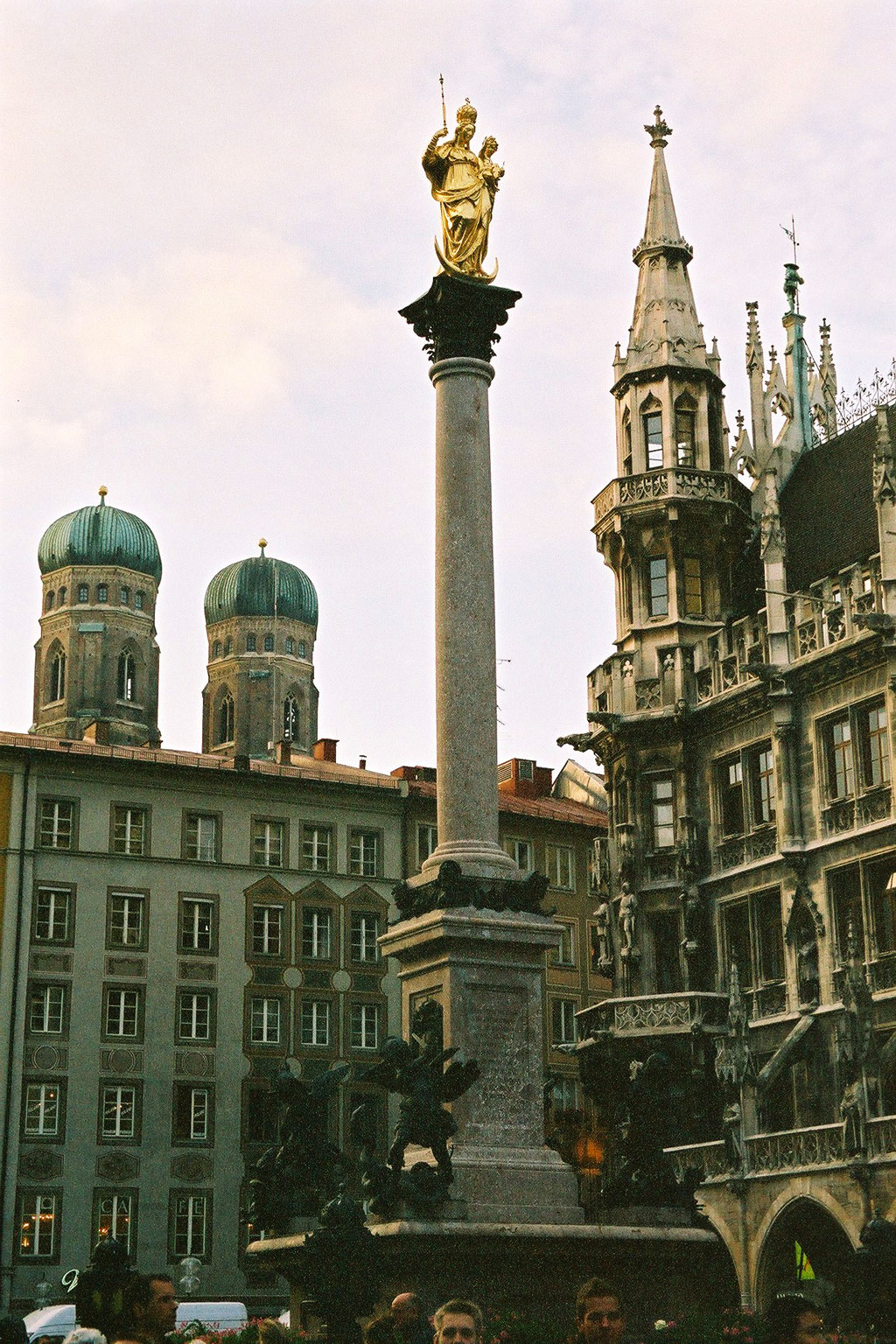
La Marienplatz.
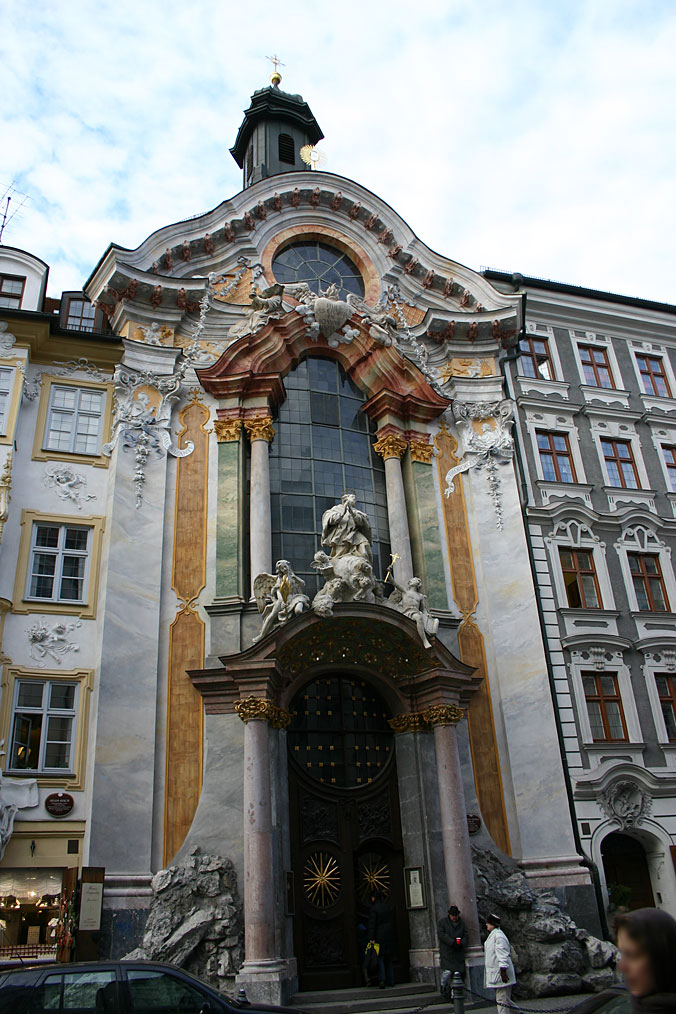
Entrée de l'église Saint-Jean-Népomucène (Asamkirche).
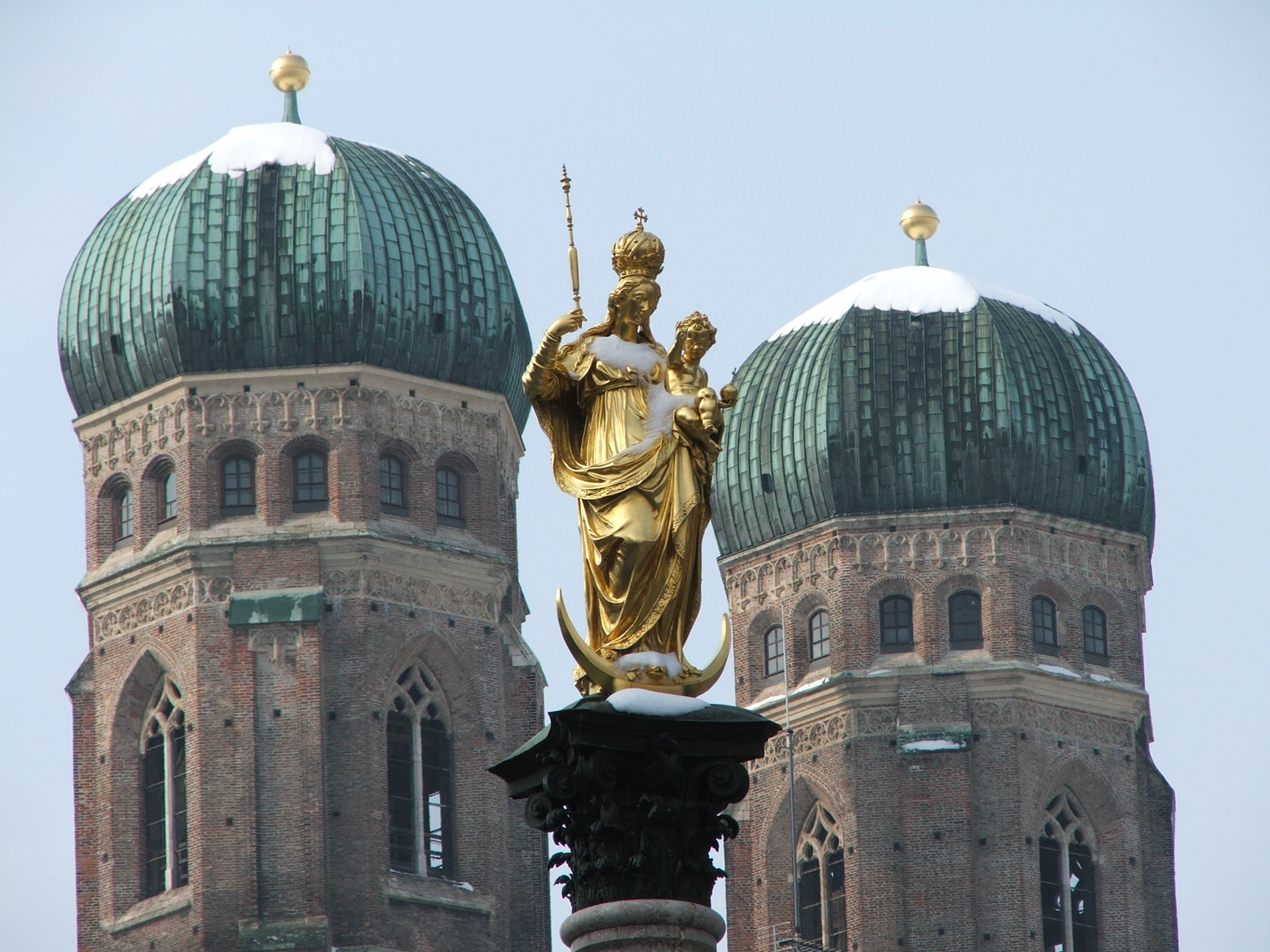
La colonne de Marie (Marienplatz) en hiver.
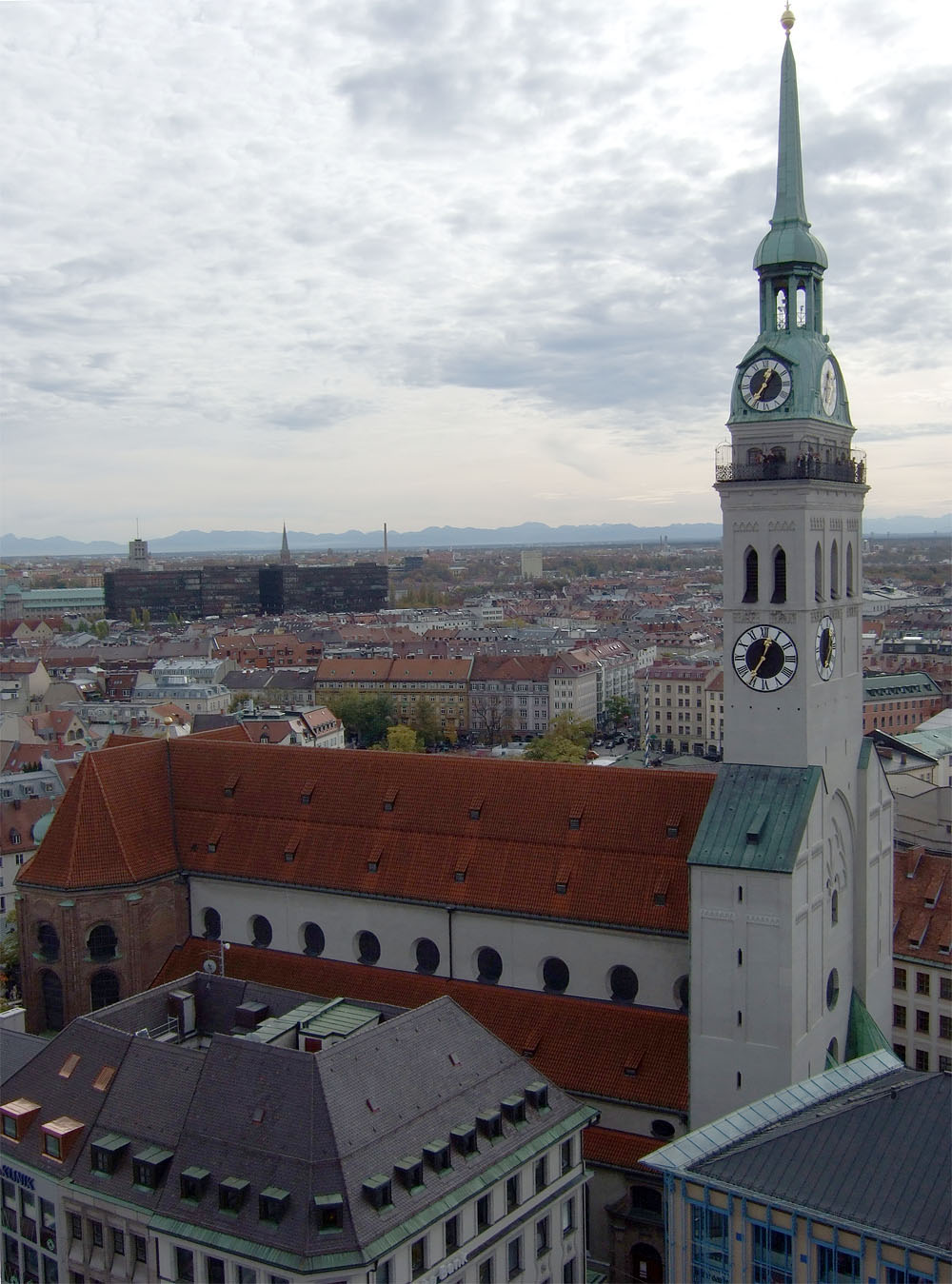
Saint-Pierre et sa haute flèche.
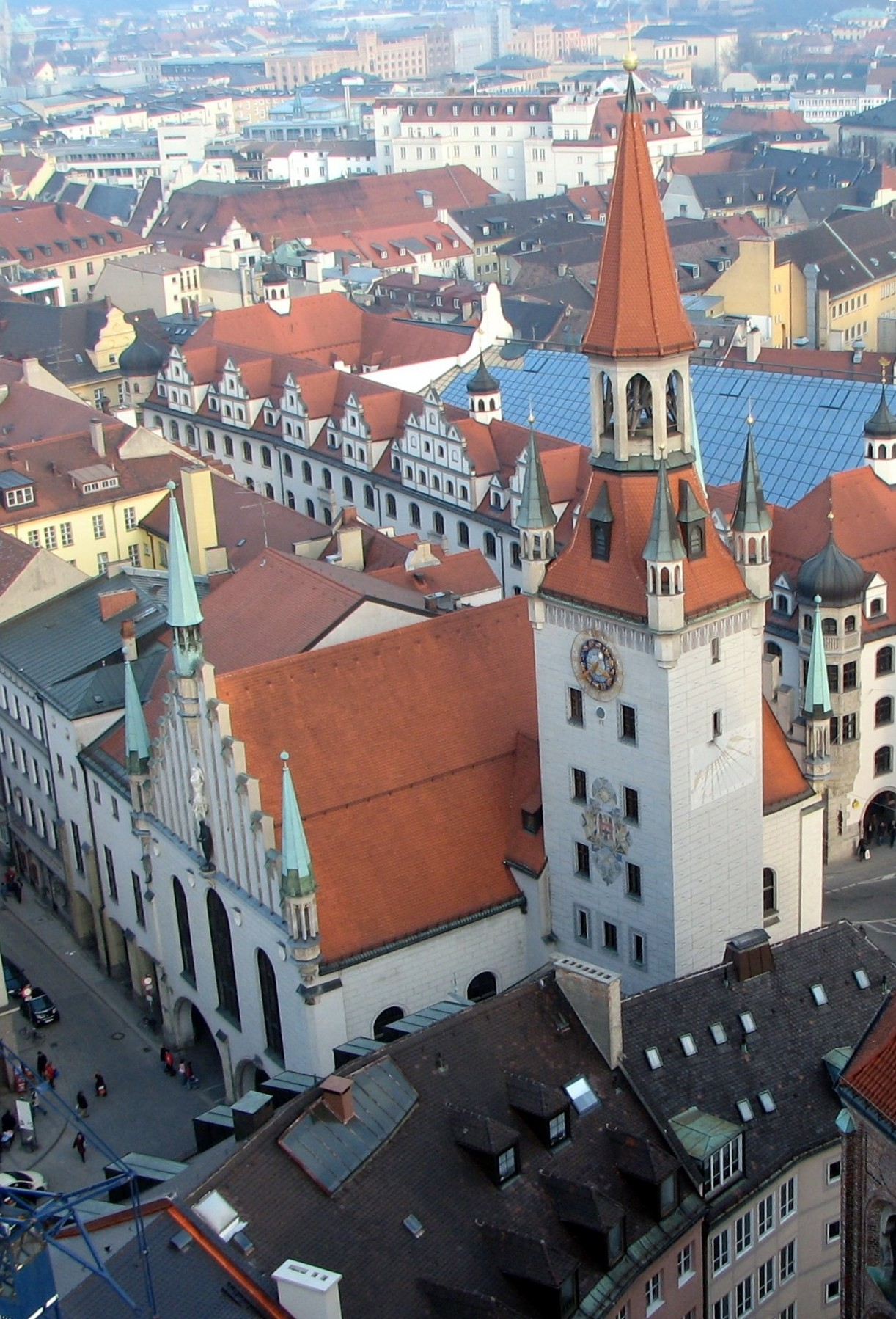
L'ancienne mairie.
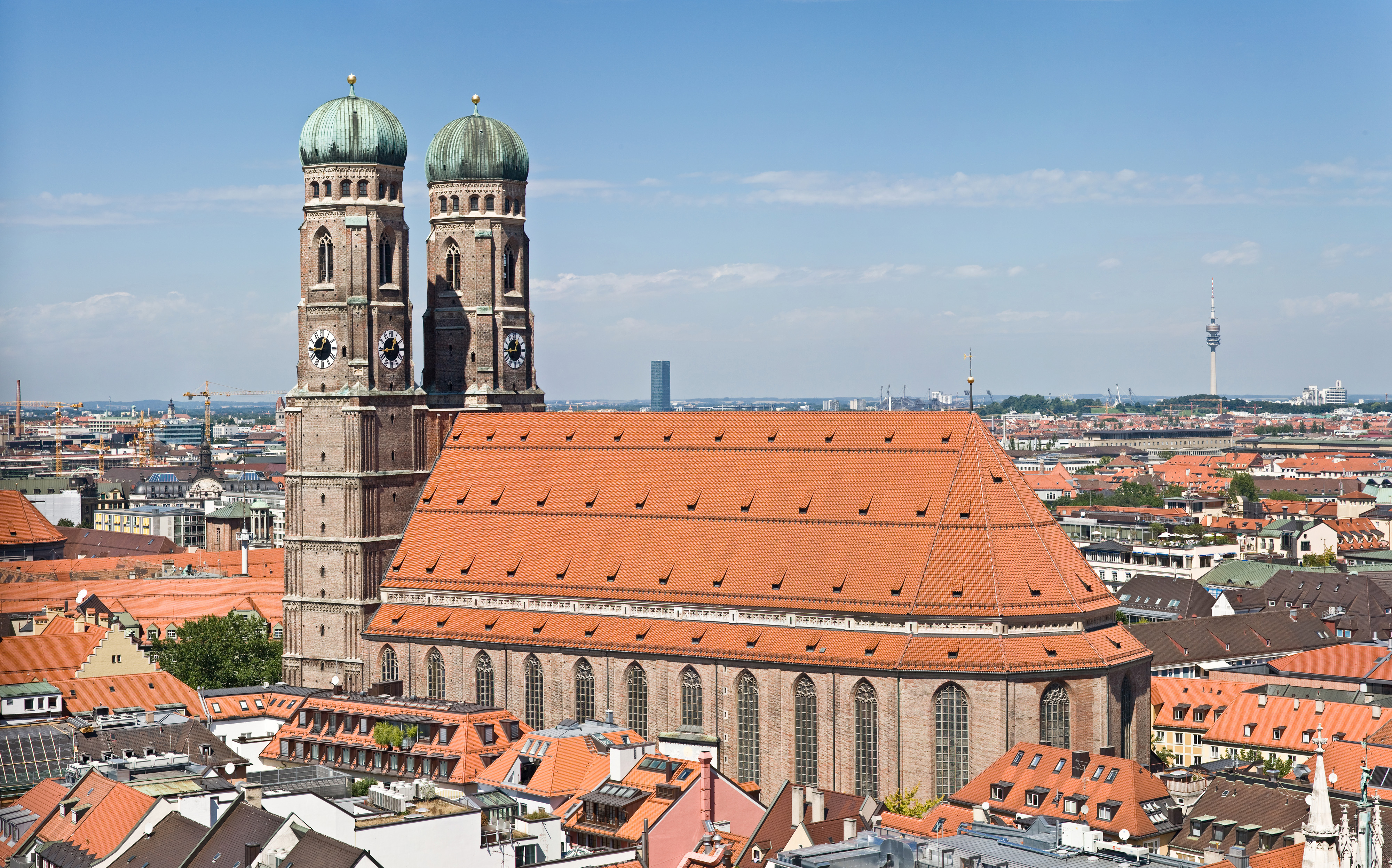
Vue de la cathédrale Notre-Dame de Munich (Frauenkirche).
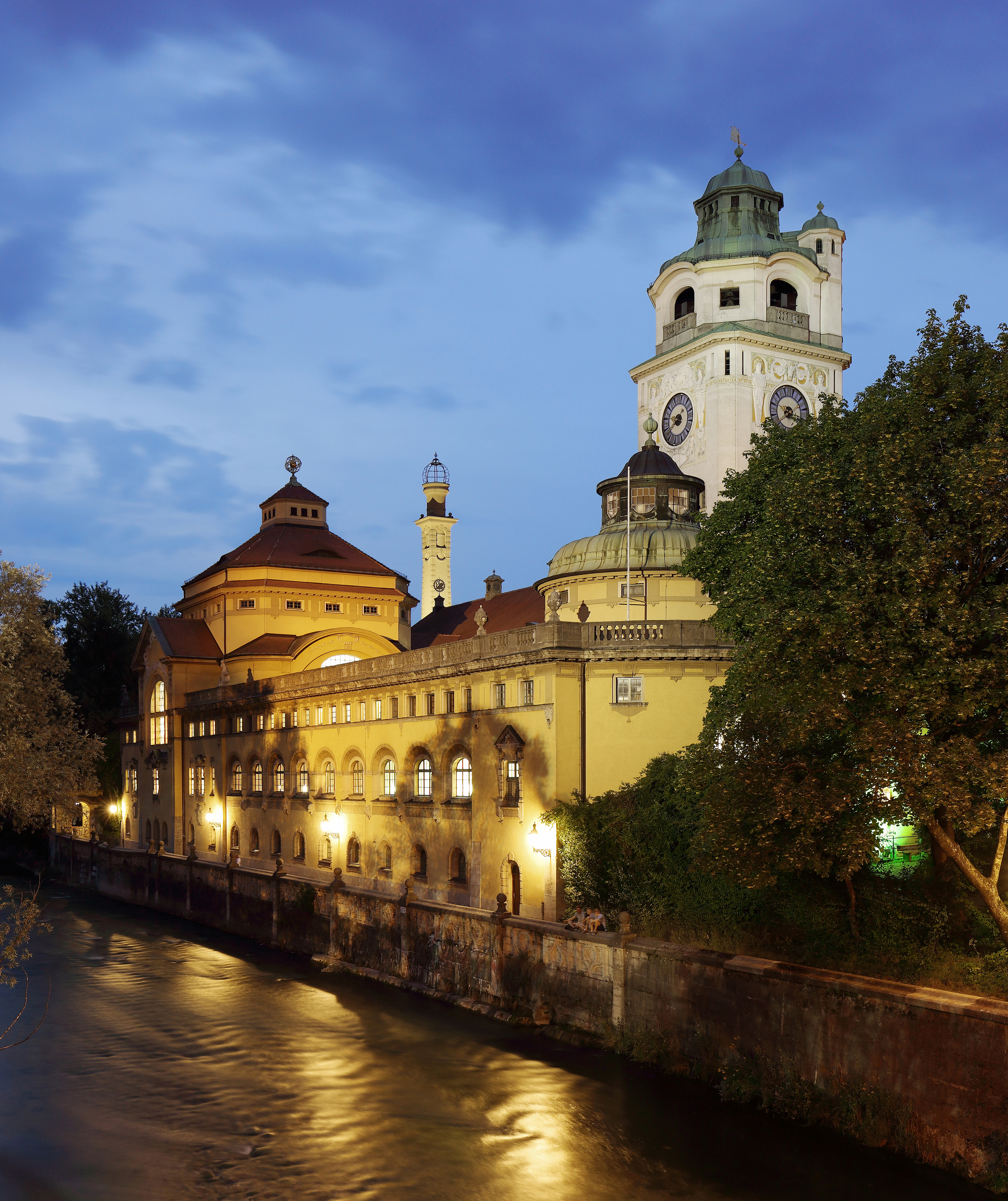
Müllersches Volksbad (Bains populaires Müller). Bâtiment construit de 1897 à 1901, style Art nouveau / Style néo-baroque. Photo juillet 2018.
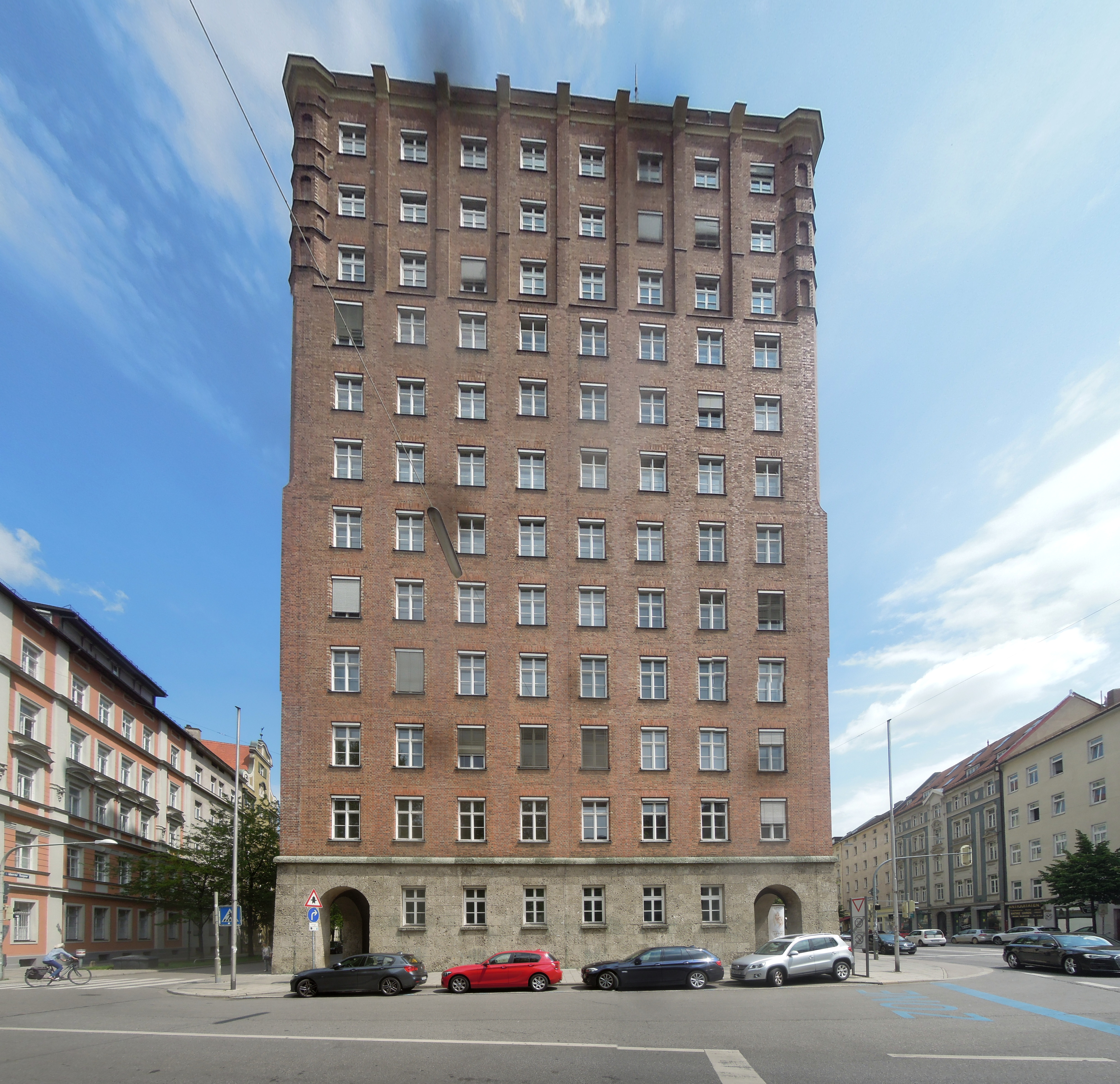
L'ancien hôtel de ville technique, plus ancien gratte-ciel de la ville (1929).
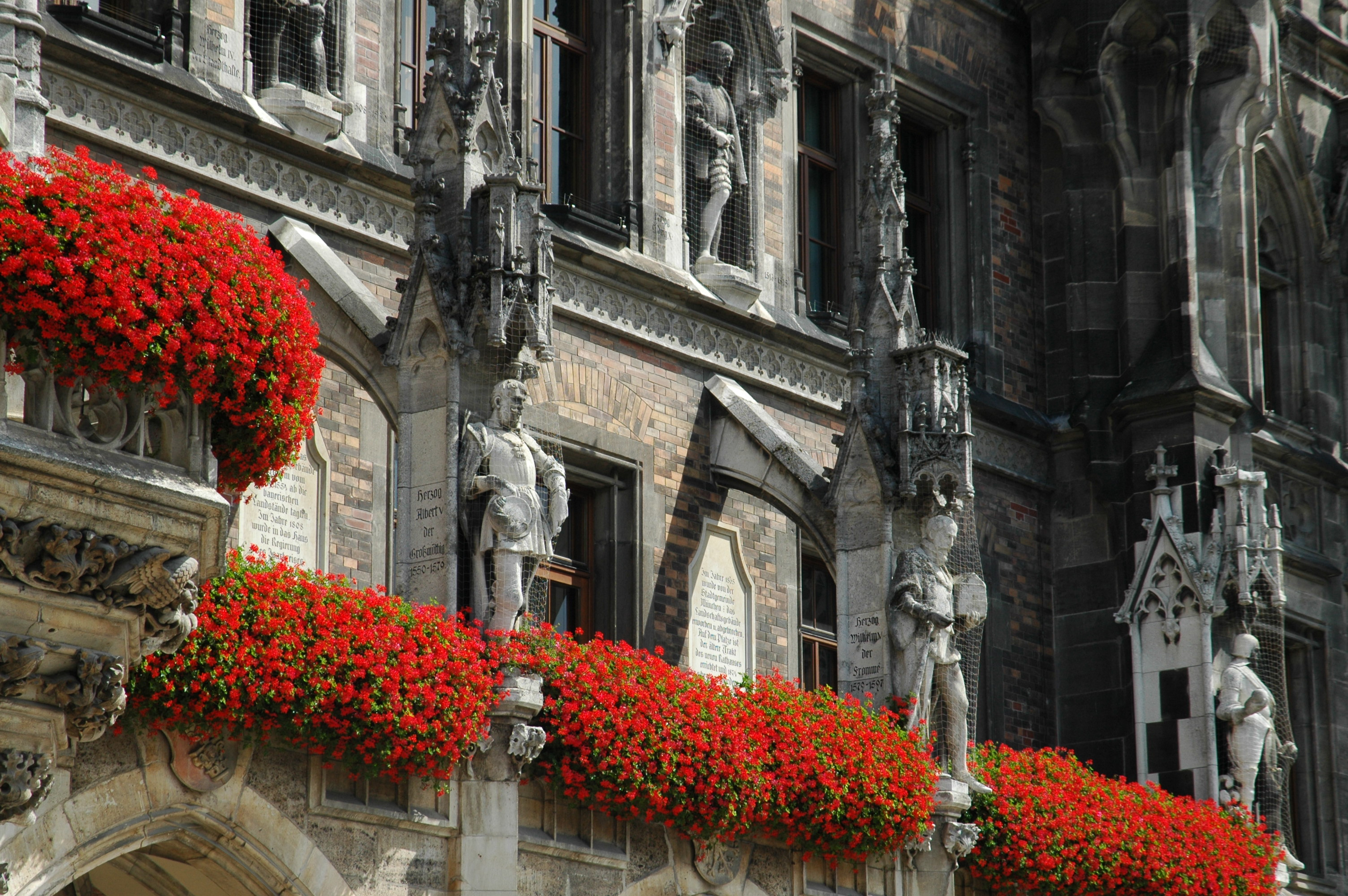
Le Neues Rathaus à Munich

Avant la Seconde Guerre mondiale, se trouvait au centre de la ville la grande synagogue, détruite par les nazis. 

### Est
Le quartier riche de Bogenhausen à l'est de Munich est un autre quartier peu connu (au moins parmi les touristes) riche en architecture extravagante, en particulier autour de Prinzregentenstraße. L'un des plus beaux bâtiments de Bogenhausen est la Villa Stuck, célèbre résidence du peintre Franz von Stuck. Un quartier de Munich (Haidhausen) s'appelle « Franzosenviertel » (quartier des Français) non pas parce que ses premiers habitants étaient d'origine française mais parce que les noms des rues commémorent des batailles de la guerre de 1870 : Gravelottestraße, Bazeillesstraße, Belfortstraße, Lothringerstraße, Weißenburgerstraße et Weißenburgerplatz, Sedanstraße, Breisacherstraße, Metzstraße, Elsässerstraße, Balanstraße, Spicherenstraße ainsi qu'Orleansstraße, Pariserstraße, Pariserplatz et Bordeauxplatz.

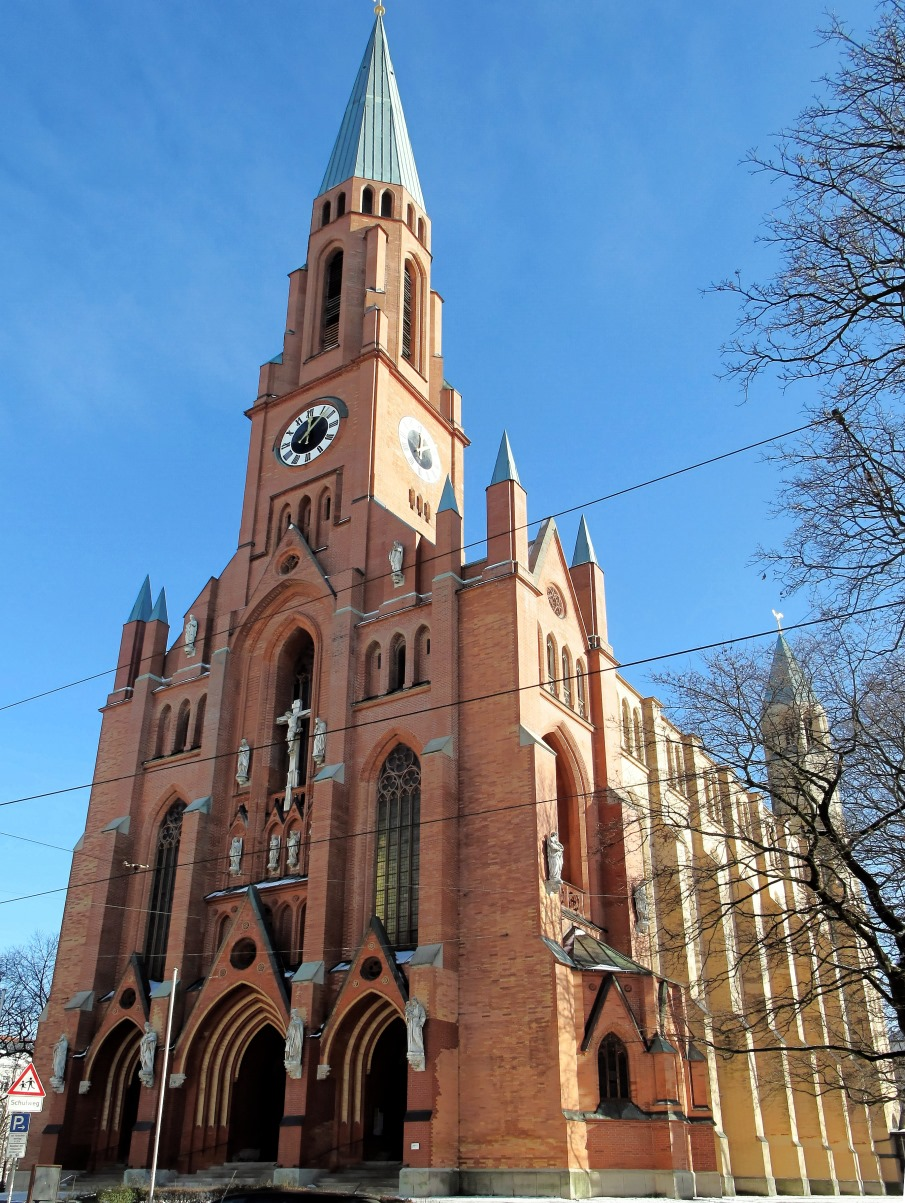
Nouvelle église Saint-Jean-Baptiste dans le quartier de Haidausen dans l'est de la ville

### Ouest
Plus éloigné du centre-ville vers l'ouest, se trouve le château de Nymphembourg. Avec son architecture et son parc unique, il servait de résidence d'été à la famille royale des Wittelsbach. Il y a le jardin botanique de Munich dans le parc du château. Derrière les murs de l'enceinte du parc se trouve le château de Blutenburg, ancien pavillon de chasse des ducs de Bavière entouré de murs d'enceinte. Non loin également le palais de Fürstenried, folie baroque érigé en 1715 comme pavillon de chasse.

### Nord

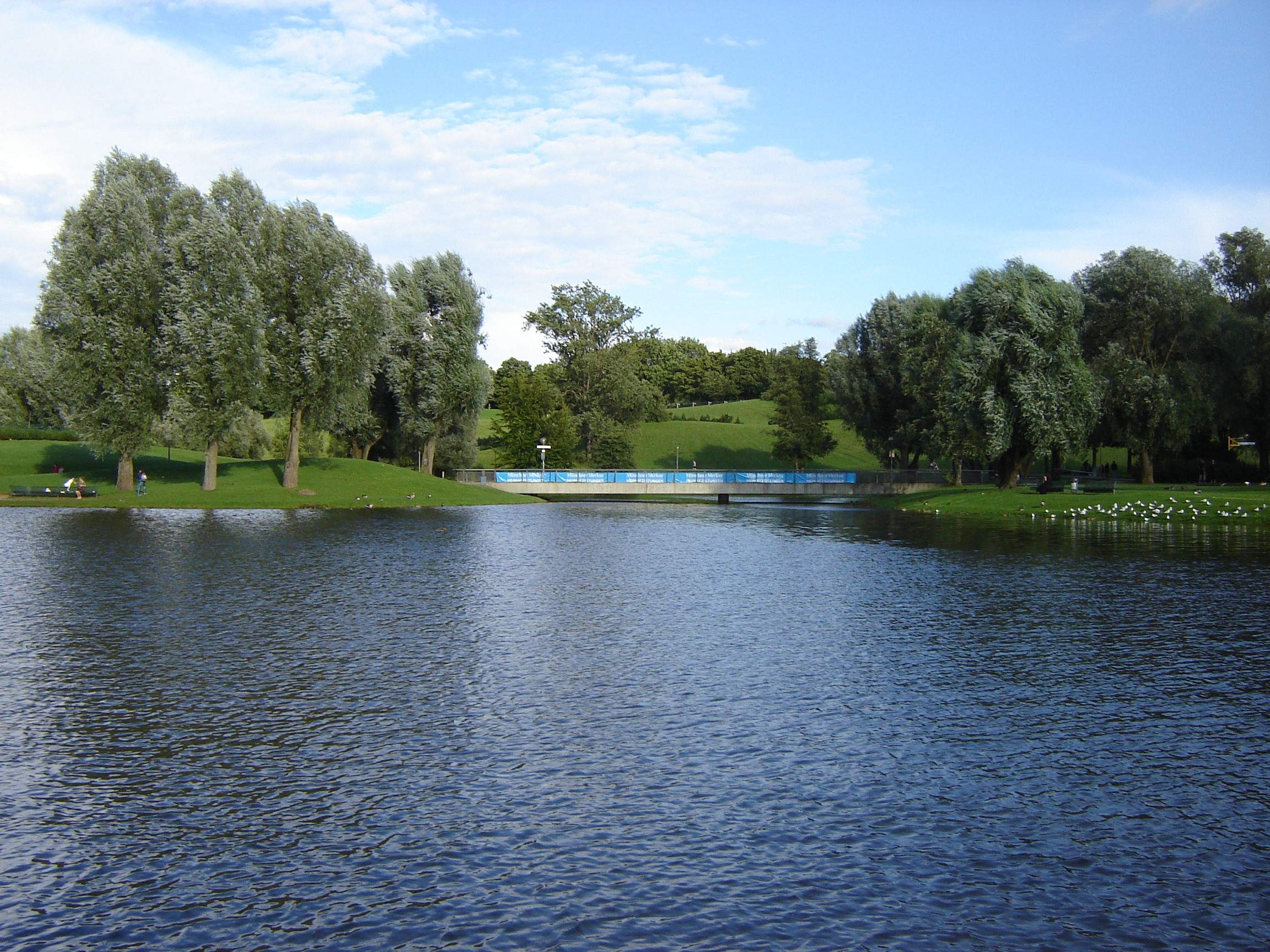
Olympiasee.

Au nord de la ville se trouve le domaine olympique construit pour les Jeux olympiques d'été de 1972. L'ensemble architectural et touristique constitué du stade, de la piscine et du gymnase olympique est célèbre dans le monde entier pour ses formes en toits de tente. Ici se trouve également l'Olympiaturm (tour olympique), émetteur de radio et de télévision, d'une hauteur de 291 mètres. Elle a ouvert en 1968, et comporte un restaurant qui tourne sur lui-même à 101 mètres de hauteur. Le domaine olympique comprend aussi l'Olympiaberg (la montagne olympique), colline artificielle construite avec les gravas des bombardements de la Seconde Guerre mondiale.
Un autre site sportif important est le stade Allianz Arena ouvert en mai 2005, également situé au nord, où ont lieu les matchs à domicile du Bayern Munich. La plupart des immeubles de grande hauteur de la ville sont regroupés à l'extrémité nord de Munich, comme l'Hypo-Haus, le bâtiment Arabella High-Rise, les Highlight Towers, Uptown Munich, la Münchner Tor et le siège social de BMW à côté du parc olympique.
La deuxième grande résidence baroque de Munich est le château de Schleissheim, situé dans la banlieue nord d’Oberschleissheim, un complexe de palais comprenant trois résidences distinctes: Altes Schloss Schleissheim (l’ancien palais), Neues Schloss Schleissheim (le nouveau palais) et Schloss Lustheim (palais de Lustheim).

### Fontaines

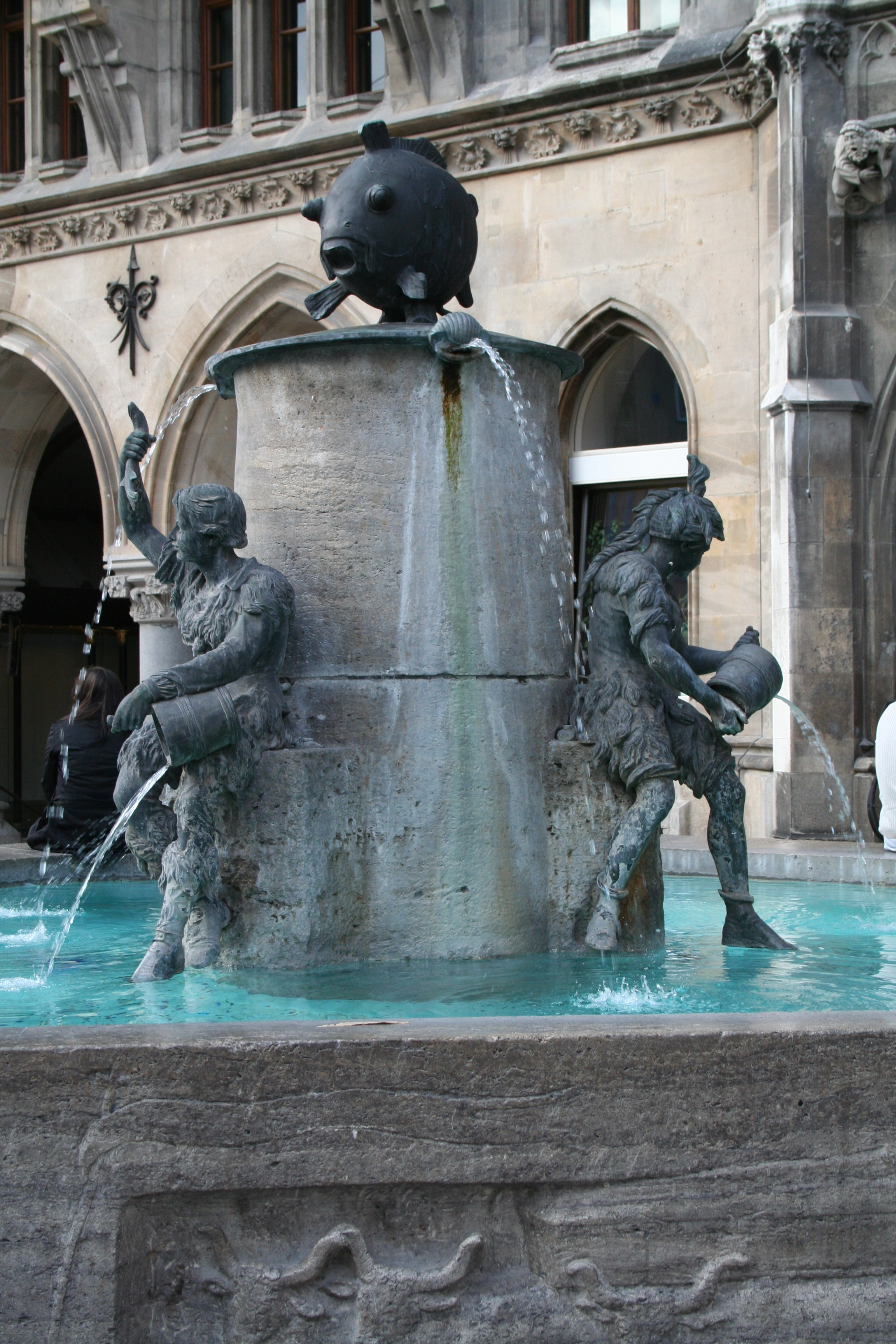
La Fontaine aux poissons.

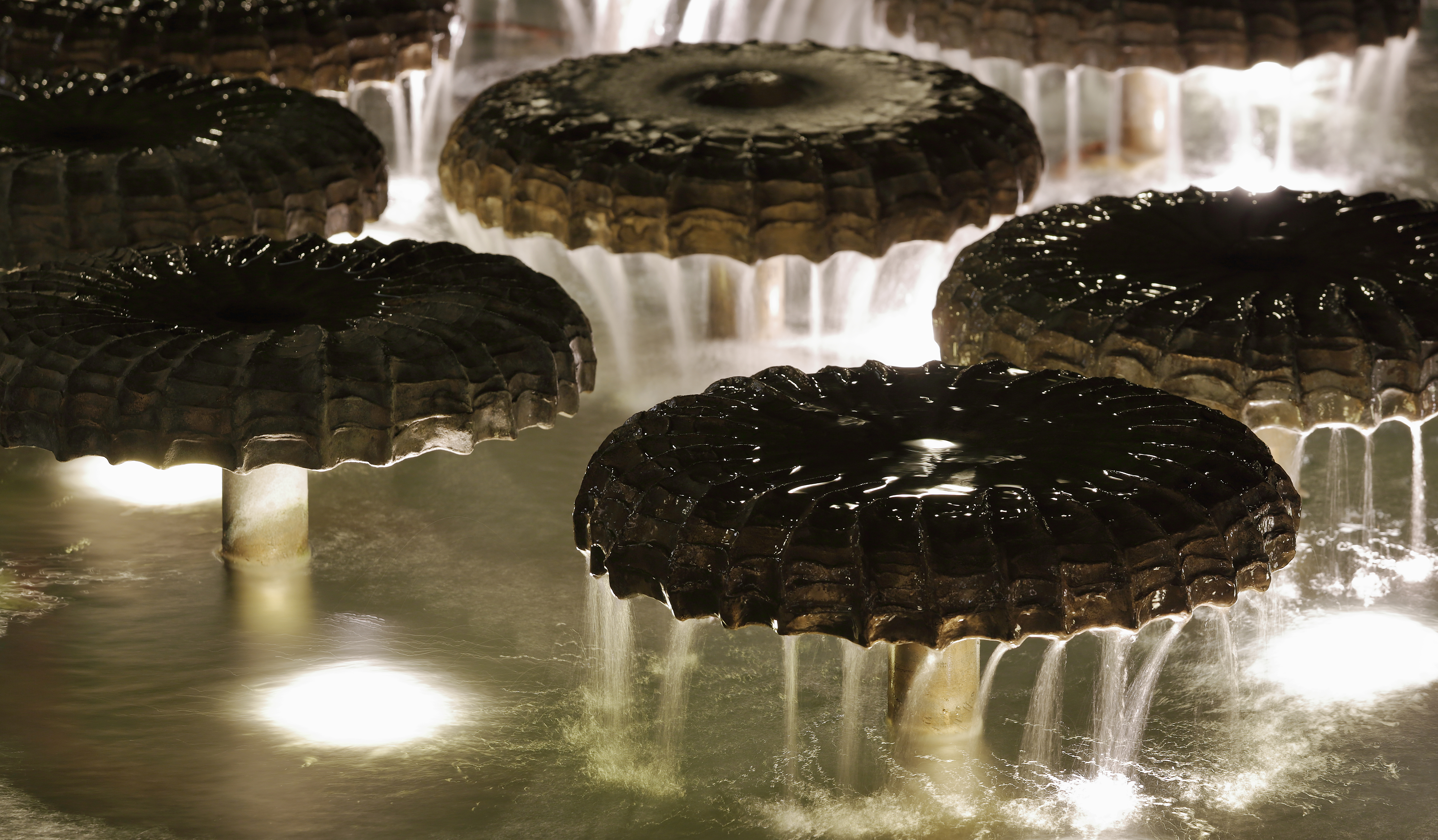
Détail de Wasserglockenbrunnen, sur la Frauenplatz

Il y a à Munich environ mille deux cents fontaines dont sept cents sont municipales. La plus vieille d'entre elles est la Fischbrunnen (fontaine aux poissons) sur la Marienplatz. Une autre fontaine importante est la Wittelsbacher Brunnen (fontaine des Wittelsbach) sur la Lenbachplatz, due à l'artiste Adolf von Hildebrand.

## Parcs
Munich est une ville densément construite mais offre toujours de nombreux parcs publics. Connu dans le monde entier, l'Englischer Garten (jardin anglais) s'étire du centre de Munich vers la limite nord de la ville, avec une surface de 3,71 km2, il est plus vaste que Central Park à New York et est l'un des parcs urbains les plus étendus du monde. Le plus ancien parc de la ville est le Hofgarten, près de la Residenz, datant du XVIe siècle. On peut citer également l'Olympiapark (parc olympique) sur le site olympique qui offre une vue imprenable sur la ville et ses environs du haut de l'Olympiaberg. Il existe en outre un nombre important de parcs tels que les Westpark et Ostpark (collines artificielles créées avec les déblais du métro, ski de fond en hiver), le Bavariapark, le Luitpoldpark, le Südpark ou l'immense parc de 180 hectares du château de Nymphenburg, qui font de Munich une ville extrêmement verte en été et permettent de faire de longues promenades en hiver.
Du nord au sud de la ville, les berges de l'Isar offrent un environnement vert où il est possible de se promener à pied ou à vélo, dans de vastes espaces verts aménagés, comme les Frühlingsanlagen ou les Maximiliansanlangen. La partie qui s'étend du Deutsches Museum à l'île Flaucher sont des lieux privilégiés pour des grillades et la baignade (également le naturisme).
Le zoo de Munich (Tierpark Hellabrunn), fondé en 1911 dans une zone boisée, est l'un des plus importants d'Allemagne, avec ses 40 ha et ses 18 000 animaux.
Pour le Bundesgartenschau 2005 (salon de jardinage), un nouveau parc a été aménagé à l'est de Munich, le Riemer Park, sur l'emplacement de l'ancien aéroport.

## Culture
« Munich est lovée entre l’art et la bière comme un village entre deux collines » écrivait Heinrich Heine il y a plus de 150 ans. Entre la fête de la bière et l’opéra, la Hofbräuhaus et la Pinacothèque, BMW et le Bayern Munich, Munich s’entend fort bien à concilier tradition bavaroise et activités frénétiques. Munich est une ville enracinée dans le Sud de l’Allemagne et est connue internationalement pour ses collections d'art ancien et classique. Ainsi l'Alte Pinakothek, la Neue Pinakothek, la Pinakothek der Moderne, et le Lenbachhaus font partie des musées de peinture les plus renommés du monde. Le Deutsches Museum est le plus grand musée au monde consacré aux sciences et techniques, et avec plus d'un million de visiteurs par an, l'un des musées les plus visités d'Europe. La Glyptothèque et le Staatliche Antikensammlungen abritent des collections d'antiquités prestigieuses, de même que le Musée national d'art égyptien. Mais d'autres musées font également partie des musées les plus connus d'Allemagne, tels que le Völkerkundemuseum (musée d'ethnologie), le Paläontologisches Museum (qui présente la collection préhistorique de l'État) ou le musée national Bavarois. Il y a également dans l'enceinte de la ville le Bayerische Staatsoper (Opéra d'État de Bavière), le Bayerisches Staatsschauspiel (Théâtre de l'État de Bavière) qui a sa scène principale dans l'ancien théâtre de la Résidence.

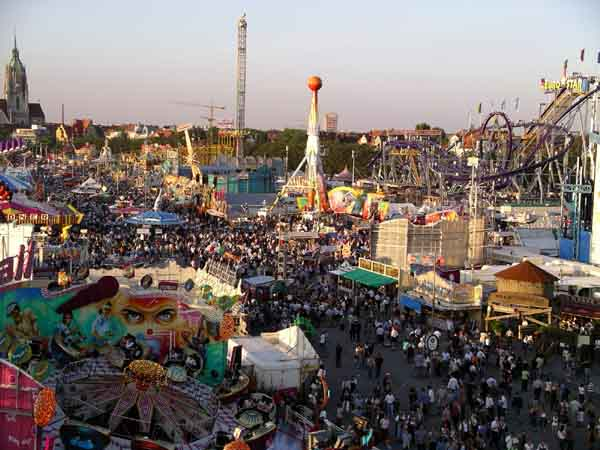
Oktoberfest (2003).

Les manifestations les plus connues sont le festival de l'opéra et le festival du film. La célèbre Oktoberfest, plus connue en France sous le nom de Fête de la bière, est la plus grande foire foraine et fête populaire de ce style et est visitée par des touristes du monde entier. Cette fête est également appelée Wiesn par les Munichois du fait qu'elle a lieu sur le Theresienwiese (Pré de Thérèse) ; elle fut à l'origine organisée en souvenir de la fête populaire qui eut lieu pour le mariage de la princesse Thérèse de Saxe-Hildburghausen avec Louis Ier de Bavière. Le festival A*Devantgarde (en) tourne autour du thème de la musique d'avant-garde.
Munich organise avec sa jumelle Cincinnati un échange d'artistes et des expositions dans les deux villes.

### Théâtre
Munich a une culture théâtrale, de ballet et d'opéra très riche avec cinq scènes d'État, trois municipales et plus de cinquante scènes privées. Les sites importants sont le Théâtre National de Munich (Opéra d'État de Bavière, Ballet de l'État de Bavière), le Théâtre Residenz (Théâtre de l'État de Bavière), le théâtre d'État sur Gärtnerplatz (opéra, opérette, danse et musique), le Théâtre du Prince-Régent (Académie bavaroise du Théâtre, théâtre national, concerts), le Schauspielhaus (Munich Kammerspiele), le Schauburg, le Volkstheater de Munich et le Deutsches Theater (théâtre allemand).

### Musique et orchestres
La ville a une longue tradition musicale. De grands compositeurs tels que Roland de Lassus, Carl Maria von Weber, Gustav Mahler, Richard Strauss et Carl Orff ont travaillé ici. En 1775, La finta giardiniera de Wolfgang Amadeus Mozart fut créée au Salvatortheater, suivie de la première mondiale de son Idomeneo en 1781 au Théâtre Cuvilliés. Plusieurs opéras de Richard Wagner ont été créés au Théâtre National sous Louis II.
Les trois principaux orchestres de Munich, mondialement connus :
- Münchner Philharmoniker (Orchestre philharmonique de Munich)
- Symphonieorchester des Bayerischen Rundfunks (Orchestre symphonique de la Radiodiffusion bavaroise)
- Bayerisches Staatsorchester (Orchestre de l'Opéra d'État de Bavière, c'est l'orchestre de l'opéra Bayerische Staatsoper)

Les autres formations :
- Philharmonischer Chor München (Chœur de l'orchestre philharmonique de Munich)
- Münchner Symphoniker (Orchestre symphonique de Munich)
- Münchner Rundfunkorchester (Orchestre de la radio de Munich)
- Chor des Bayerischen Rundfunks (Chœur de la radio bavaroise)
- Münchener Bach-Chor (Chœur Bach de Munich) (amateurs)
- Münchener Kammerorchester (Orchestre de chambre de Munich)
- Bayerische Kammerphilharmonie (Philharmonique de chambre de Bavière)
- Sinfonietta München (un des orchestres de l'Université)
- Abaco-Orchester (un des orchestres de l'Université)
- Jugend Symphonie Orchester München (Orchestre symphonique de la jeunesse de Munich)
- Akademisches Symphonieorchester München (Orchestre symphonique académique de Munich)
- Gruppe für alte Musik : Ensemble de musique ancienne

### Musées
Munich est internationalement connue pour ses collections d'art ancien et classique, qui sont présentées dans des musées d'État, municipaux ou privés tels que des galeries. Munich compte une cinquantaine de musées. 
- Quartier des musées Kunstareal :
  - Glyptothèque : remarquable collection de statues et de sculptures grecques et romaines
  - Staatliche Antikensammlungen : antiquités grecques, étrusques et romaines (collection de céramiques réputée)
  - Pinakothek der Moderne : musée d'art contemporain (Dali, Picasso, Warhol...), abrite également une exposition sur le design. Elle présente de nombreuses expositions temporaires. L'architecture du musée est remarquable.
  - Museum Brandhorst : musée d'art moderne.
  - Lenbachhaus : musée construit dans un style villa florentine, exposition art contemporain.
  - Musée national d'art égyptien de Munich, déplacé au Kunstareal en 2010.
  - Alte Pinakothek : une des plus importantes collections de peintures du monde, en particulier des écoles italienne, flamande et hollandaise (du XIIIe au XVIIIe siècle).
  - Königsplatz
- Neue Pinakothek : fondée par Louis Ier en 1846 pour les collections de la fin du XVIIIe jusqu'au XIXe siècle, présente des impressionnistes et des peintres allemands.
- Haus der Kunst qui abrite la galerie d'art moderne issue de la Neue Pinakotek et accueille de nombreuses expositions
- Le Deutsches Museum, musée des sciences et de la technique
- Le Musée BMW : musée du constructeur de voitures et de motos bavarois à l'hélice qui a ouvert ses portes le 21 juin 2007.
- Le Musée juif inauguré en 2007, fait partie du Centre juif situé place Jakob.
- Münchner Stadtmuseum : musée historique de la ville, thèmes d'exposition multiples et différents, par exemple d'art gothique.
- Musée national bavarois (Bayerisches Nationalmuseum). Maximilien II créa ce musée en 1855 pour conserver les richesses artistiques de la Bavière.
- Le musée de la chasse et de la pêche (Deutsches Jagd- und Fischereimuseum)

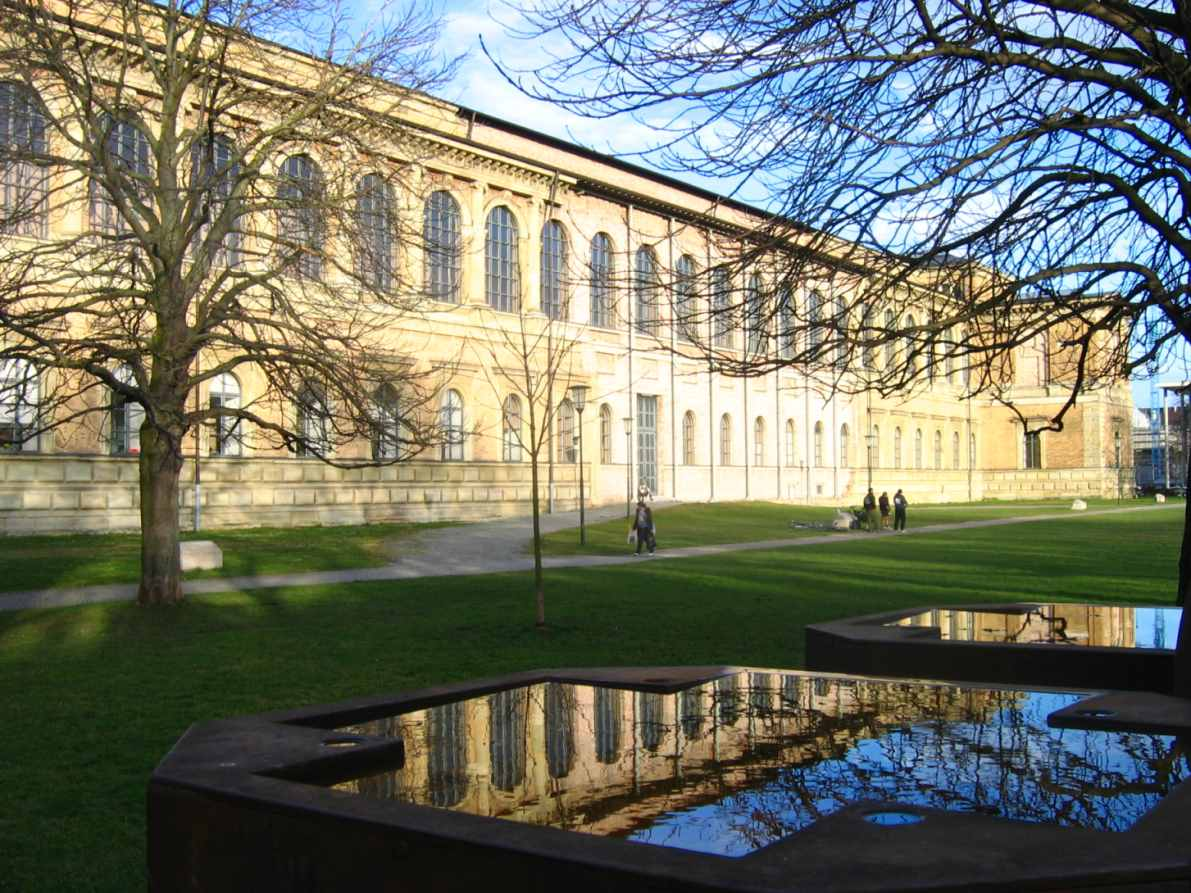
Ancienne Pinacothèque
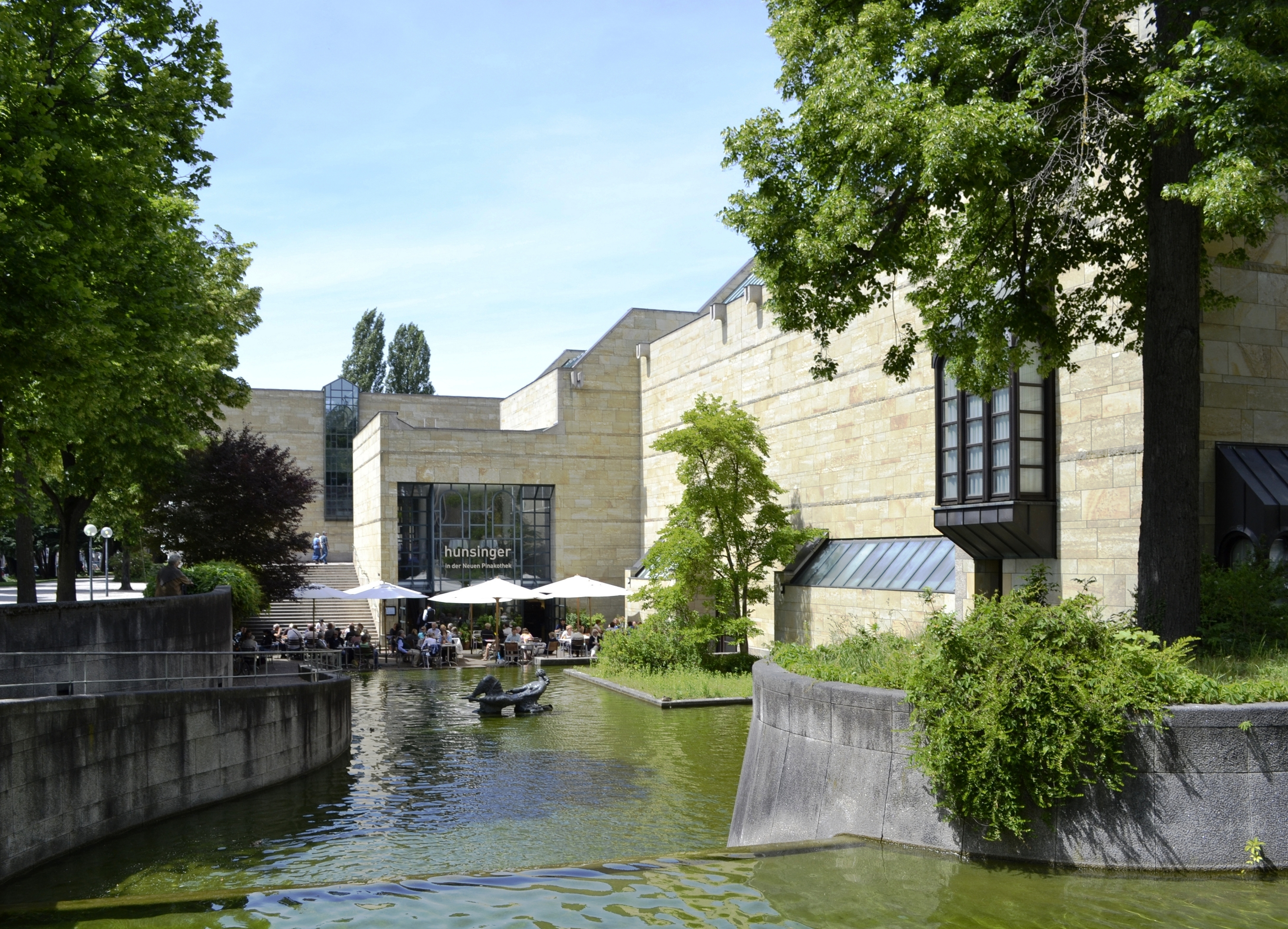
Nouvelle Pinacothèque
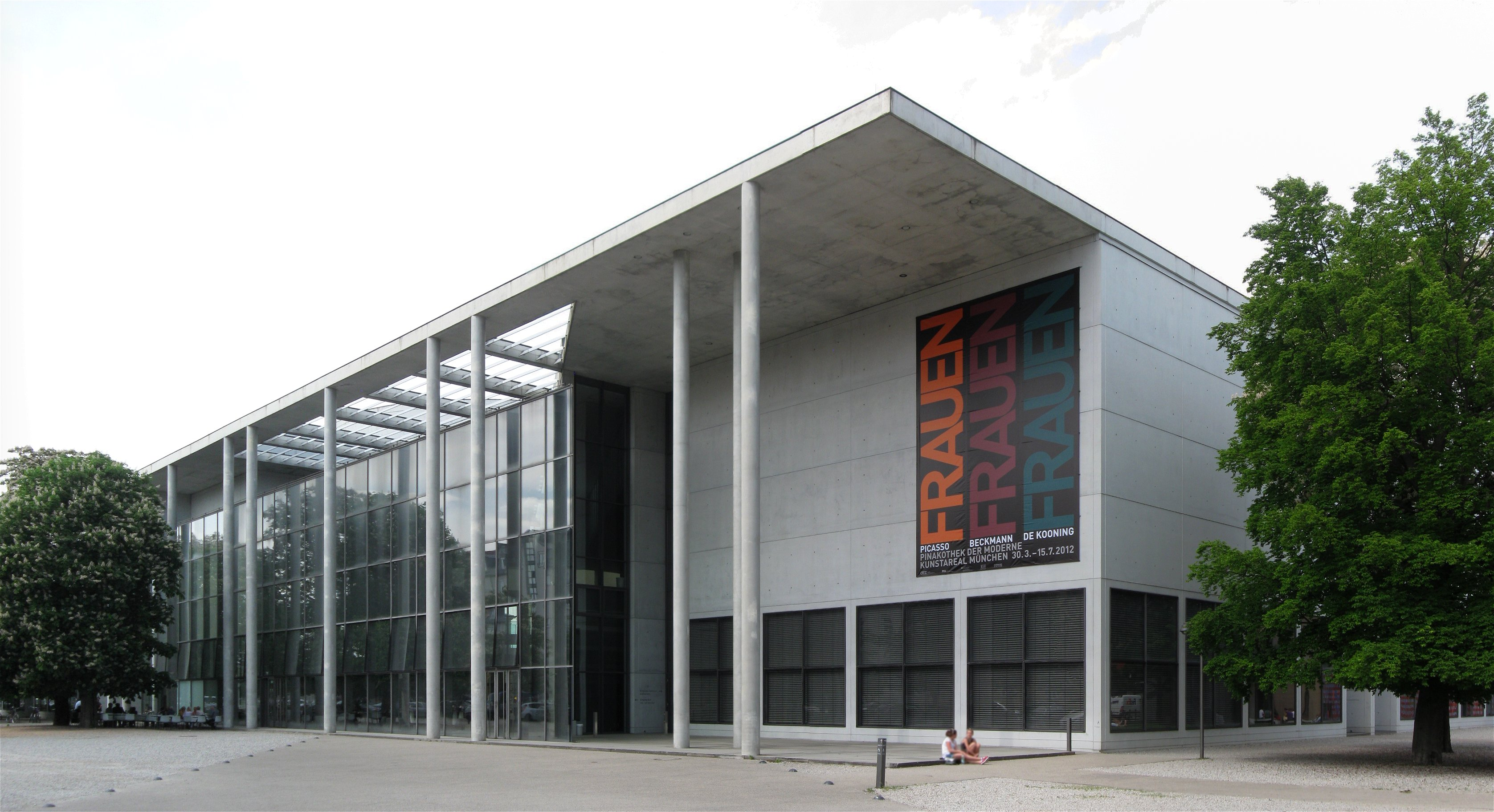
Pinacothèque d'art moderne
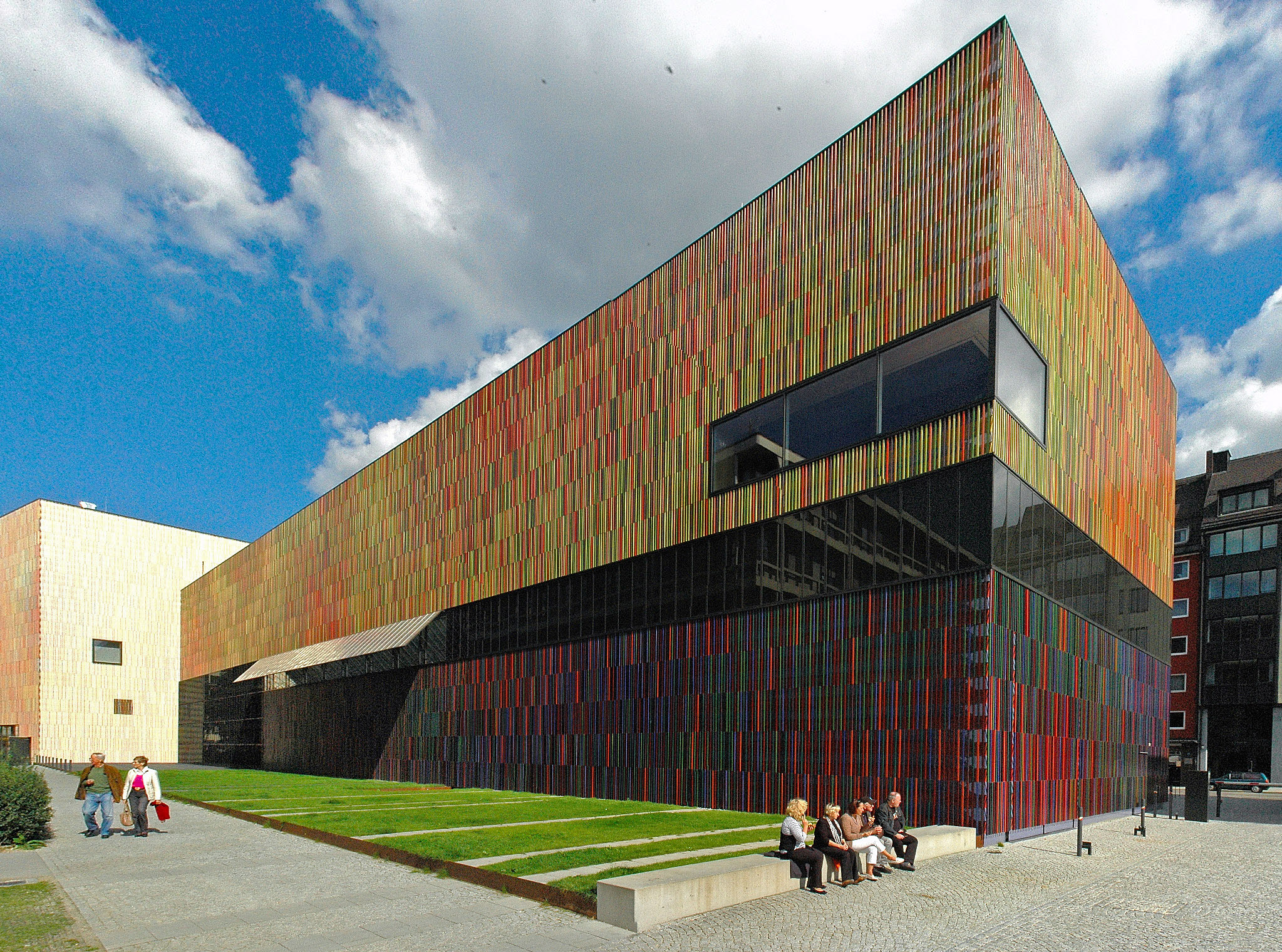
Musée Brandhorst
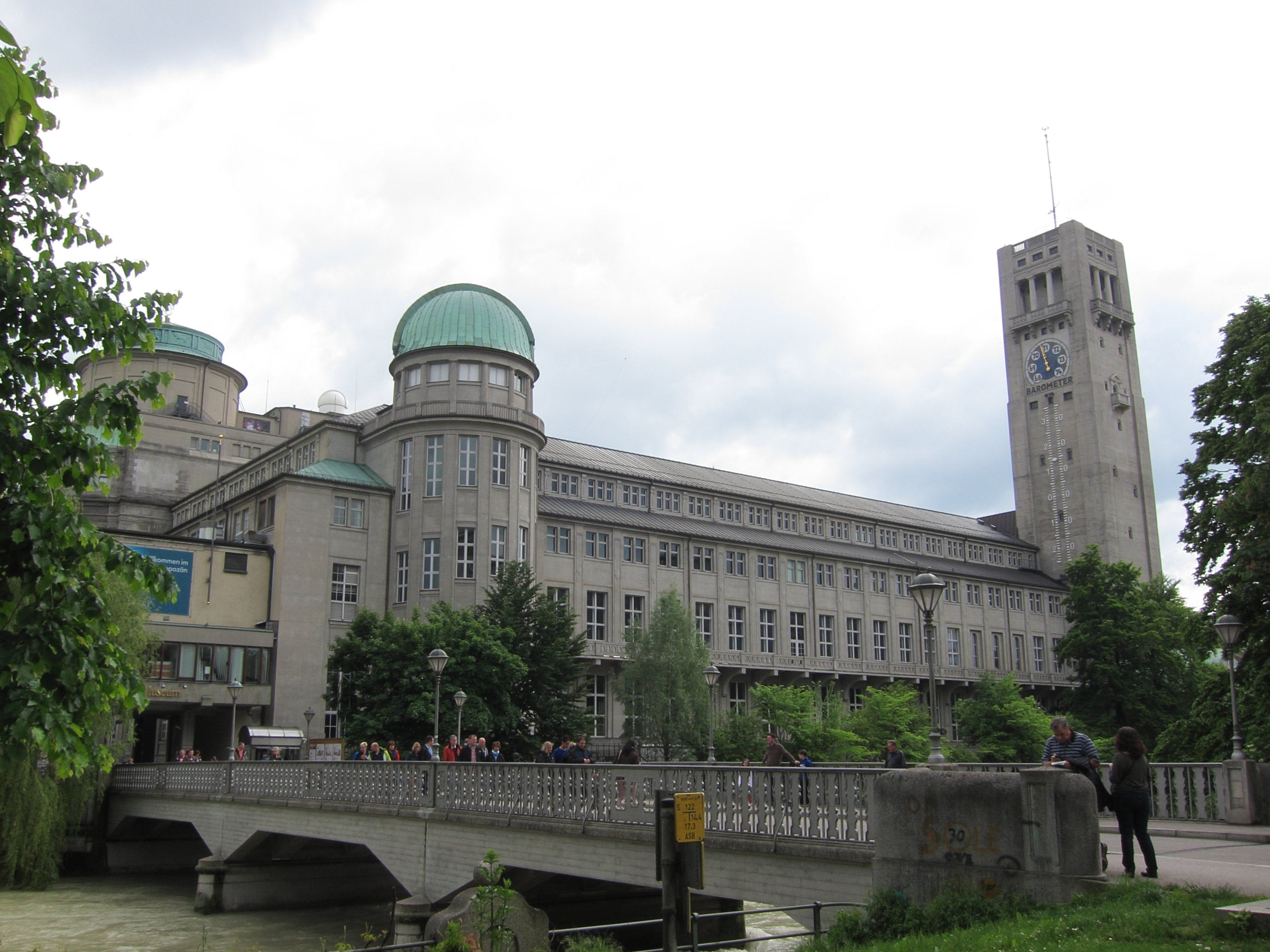
Deutsches Museum
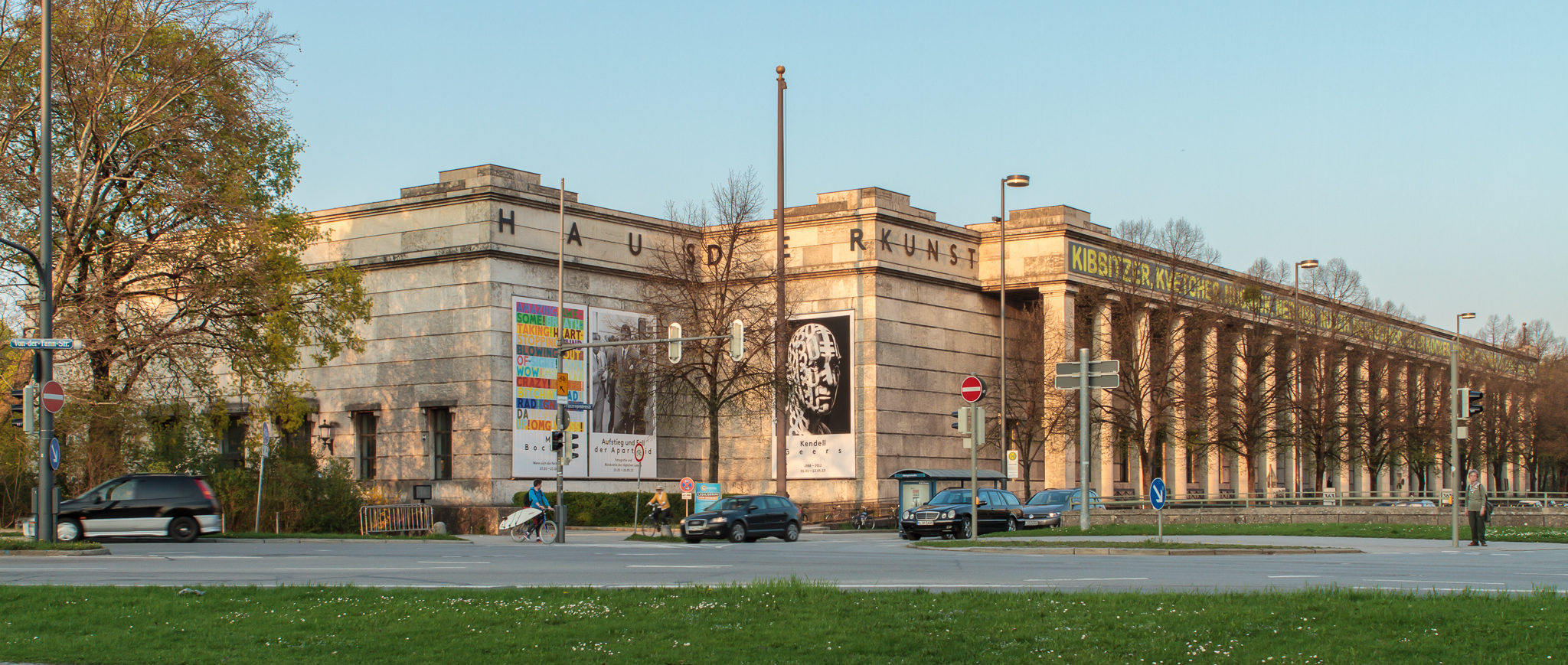
Haus der Kunst (« Maison de l'Art »)
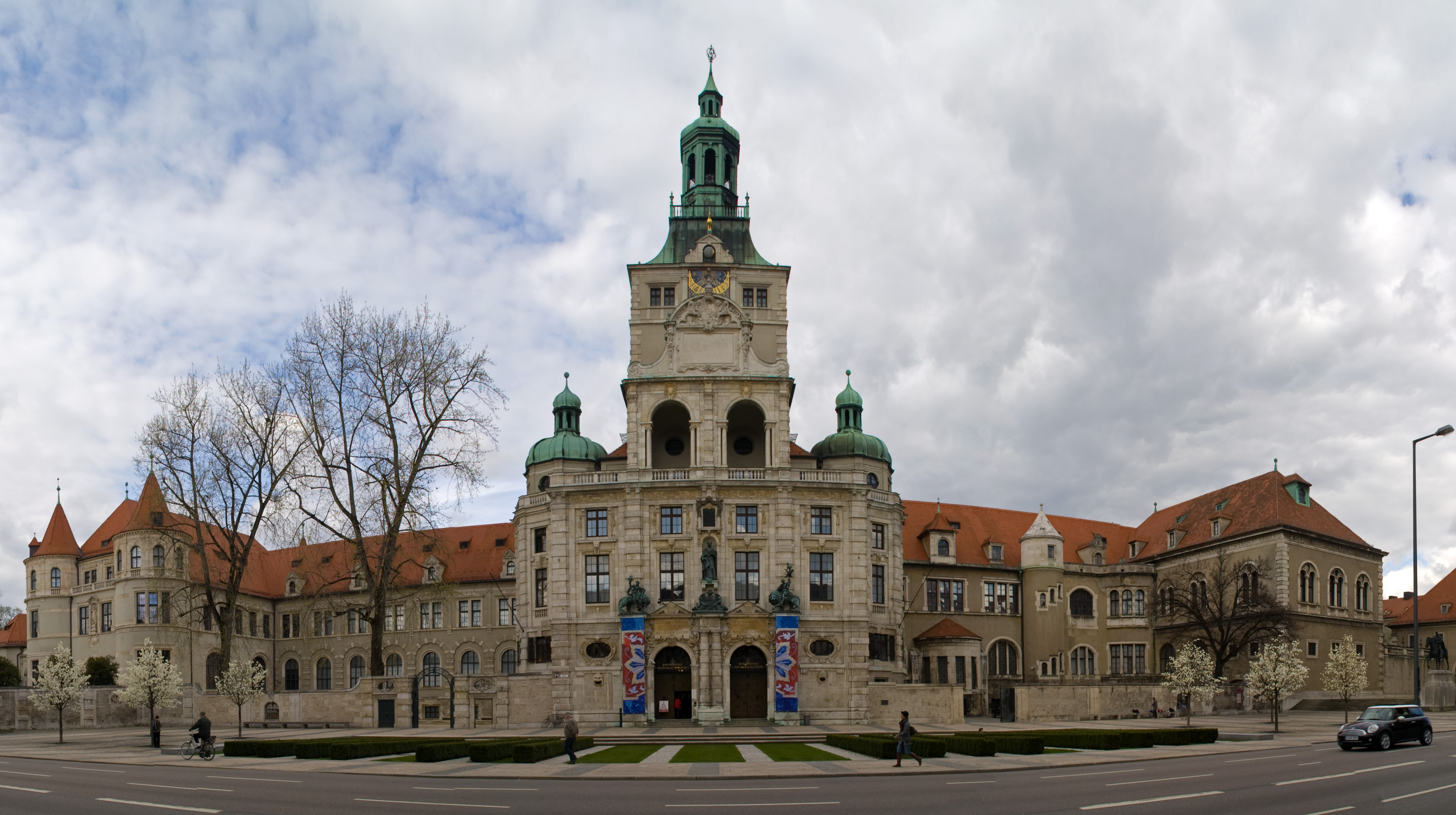
Musée National Bavarois
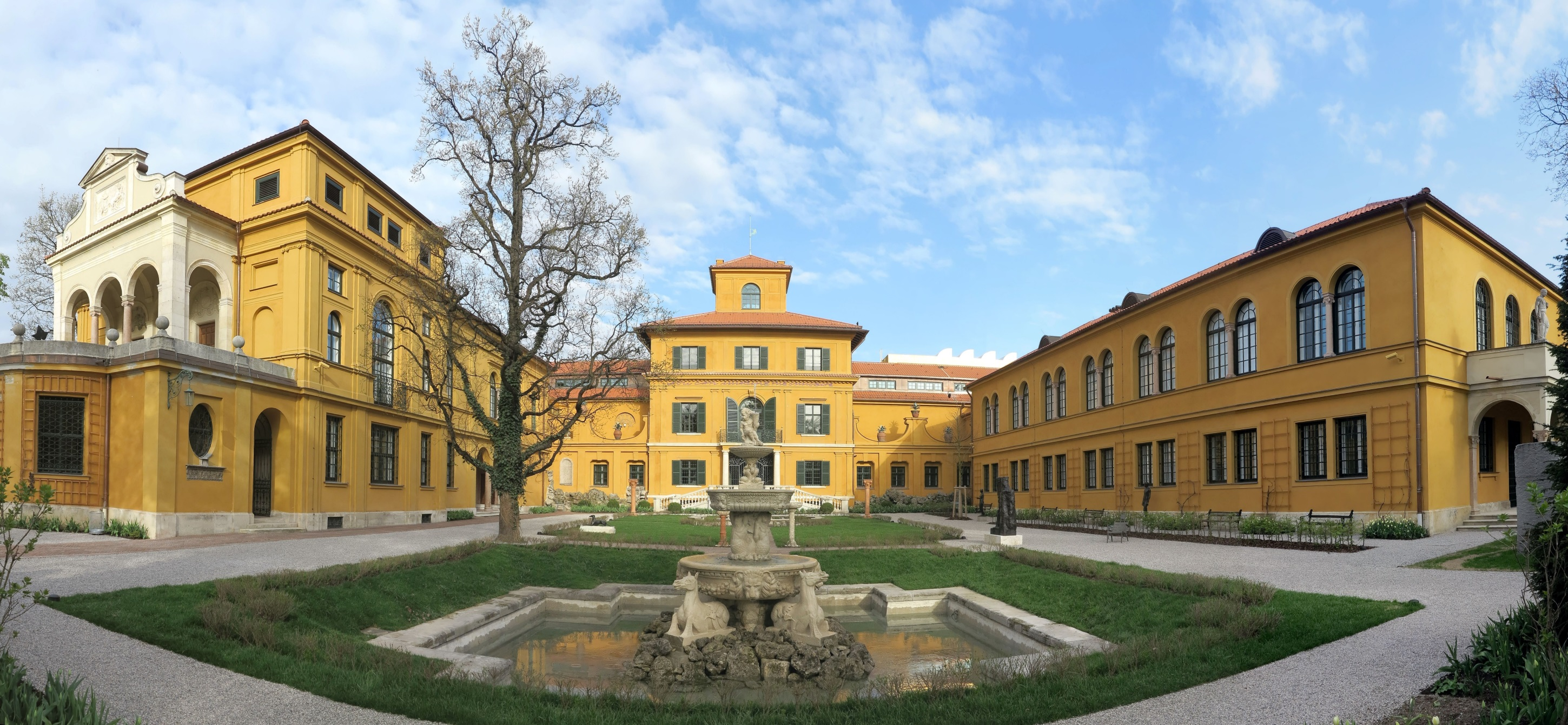
Lenbachhaus
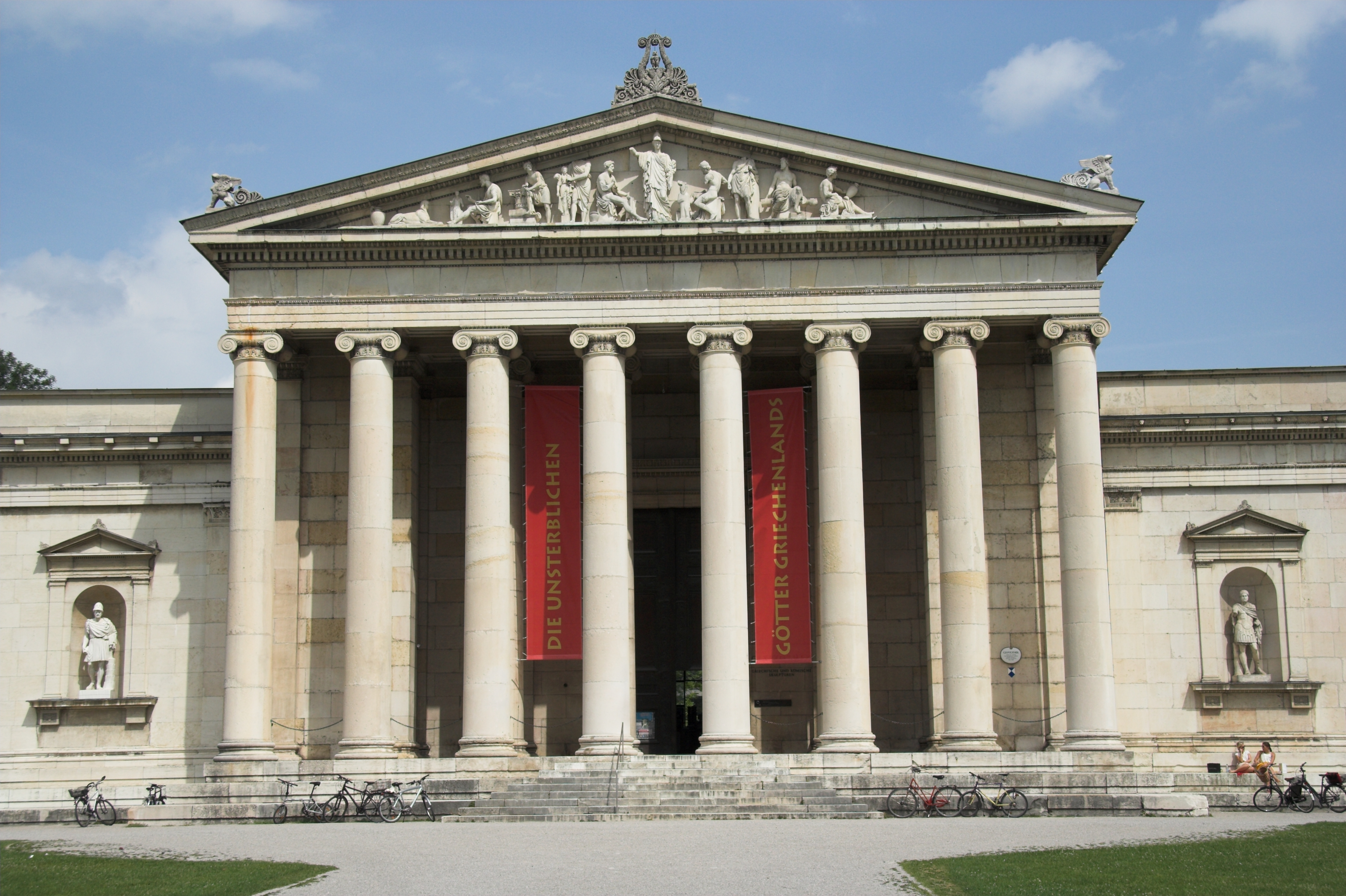
Glyptothèque
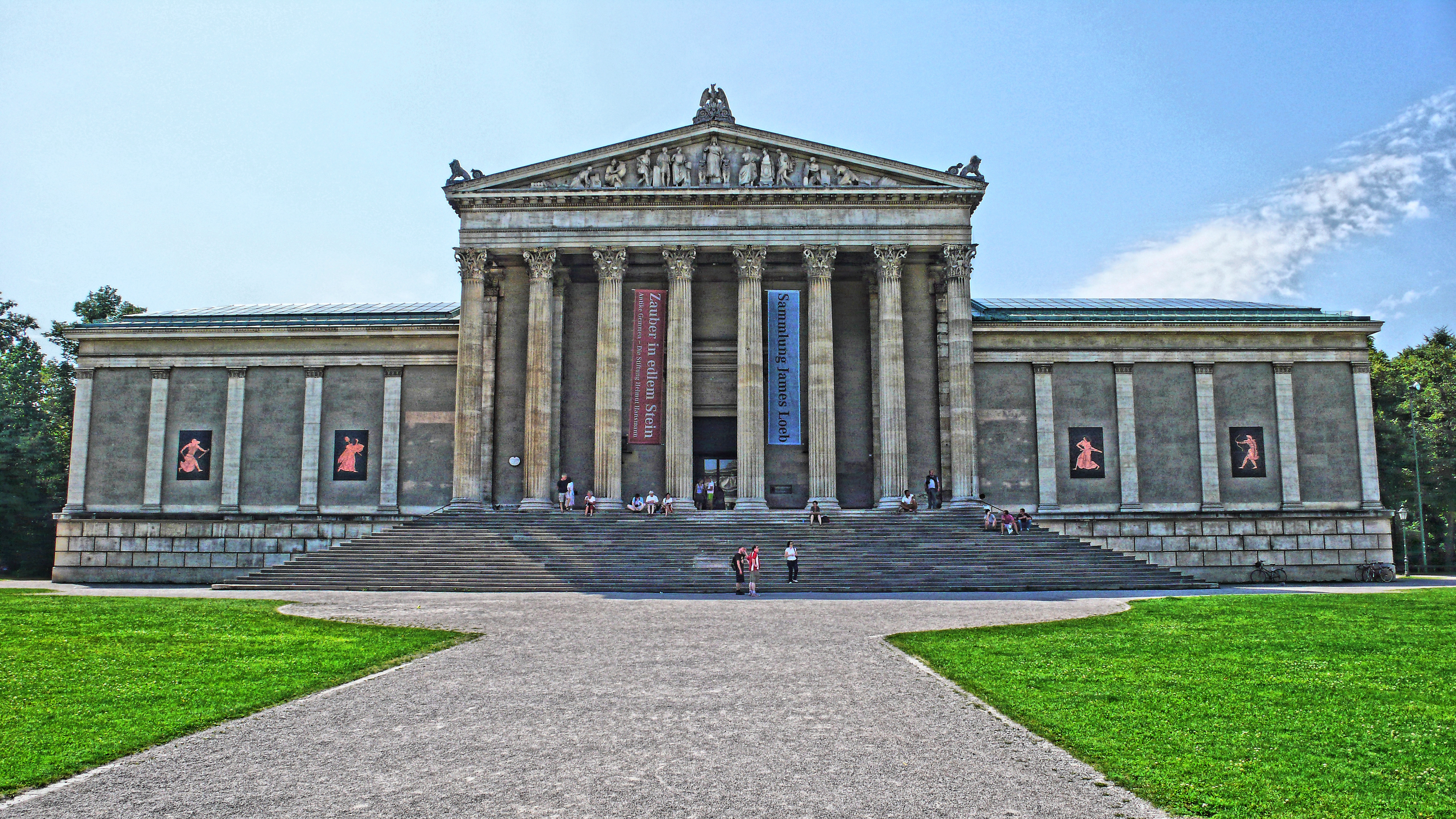
Staatliche Antikensammlungen
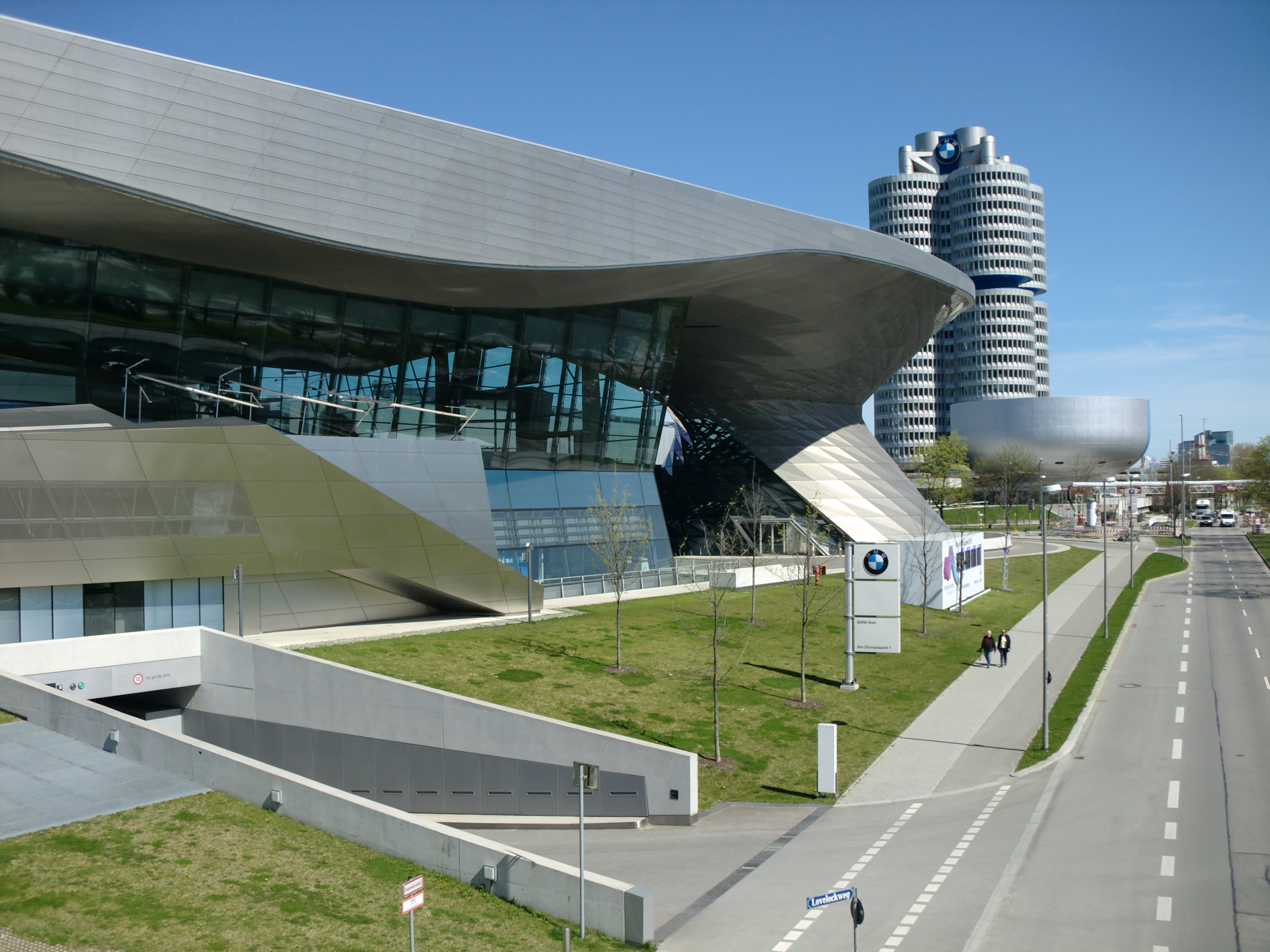
Musée BMW

### Bibliothèques et Archives
La Bibliothèque d'État de Bavière est la bibliothèque d'État centrale de l'État libre de Bavière et l'une des plus importantes bibliothèques européennes de recherche et universelles de rang international. Ses fonds s'élevaient à 10,49 millions de volumes en 2016. En outre, son fonds ancien contient l'une des plus importantes collections de manuscrits au monde, la plus vaste collection d'incunables en Allemagne, l'une des bibliothèques de revues les plus importantes d'Europe et de nombreuses autres collections spéciales importantes.
La bibliothèque municipale de Munich est le système de bibliothèques publiques de l'administration de la ville. Il comprend plus de 30 bibliothèques et est aujourd'hui le plus grand réseau de bibliothèques municipales d'Allemagne. L'inventaire comprend environ 3 millions de livres, magazines et nouveaux médias. En outre, il existe les archives littéraires et manuscrites de Monacensia, la bibliothèque musicale, la bibliothèque pour enfants et jeunes du Gasteig, la bibliothèque spéciale philatélique et la bibliothèque juridique de la nouvelle mairie. Il existe également de nombreuses autres bibliothèques dans la ville, telles que les bibliothèques universitaires, la Bibliothèque universitaire du LMU Munich, la bibliothèque de l'Université du cinéma et de la télévision, la bibliothèque du Deutsches Museum et la Bibliothèque internationale de la jeunesse du château de Blutenburg fondée en 1949. Après la Poetry Library de Londres, le Lyrik Kabinett est la deuxième plus grande collection publique de poésie en Europe.
Les Archives d'État bavaroises sont les plus grandes Archives d'État de Bavière et, en raison de la longue existence de la Bavière, sont également l'une des archives les plus importantes d'Europe. Les Archives d'État de Munich sont les Archives d'État de Bavière responsables de la région de Haute-Bavière. Les archives de la ville de Munich existent également comme archives de la ville .

### Cinéma
Munich est une ville de cinéma. Les studios de Bavaria, implantés à Geiselgasteig, remontent à 1919 : après les studios Babelsberg de Berlin, ils sont les plus vieux et les plus importants d'Allemagne. Surnommés le "Hollywood bavarois", les studios Bavaria ont marqué l'histoire du cinéma allemand et sont mondialement connus. Les décors de Bavaria attirent depuis des années producteurs et réalisateurs : Alfred Hitchcock, Billy Wilder, Orson Welles, John Huston, Ingmar Bergman, Stanley Kubrick, Claude Chabrol, Fritz Umgelter, Rainer Werner Fassbinder, Wolfgang Petersen et Wim Wenders y ont tourné des films. Parmi les films de renommée internationale produits dans les studios figurent The Pleasure Garden (1925) d'Alfred Hitchcock, La Grande Evasion (1963) de John Sturges, Les Sentiers de la gloire (1957) de Stanley Kubrick, Willy Wonka & the Chocolate Factory (1971) de Mel Stuart, Das Boot (1981) et L'Histoire sans Fin (1984) de Wolfgang Petersen ou encore Astérix et Obélix contre César (1999). Munich reste l'un des centres de l'industrie allemande du cinéma et du divertissement. De nombreuses séries télé ont été tournées dans les studios, comme Derrick, Tatort ou encore Marienhof.
Les sociétés de production cinématographique les plus importantes d'Allemagne (Constantin Film, Bavaria Film...) se trouvent à Munich.
Tous les ans ont lieu le festival international du film documentaire (DOK.fest) en mai ainsi que le festival du cinéma de Munich fin juin.

### Manifestations et événements

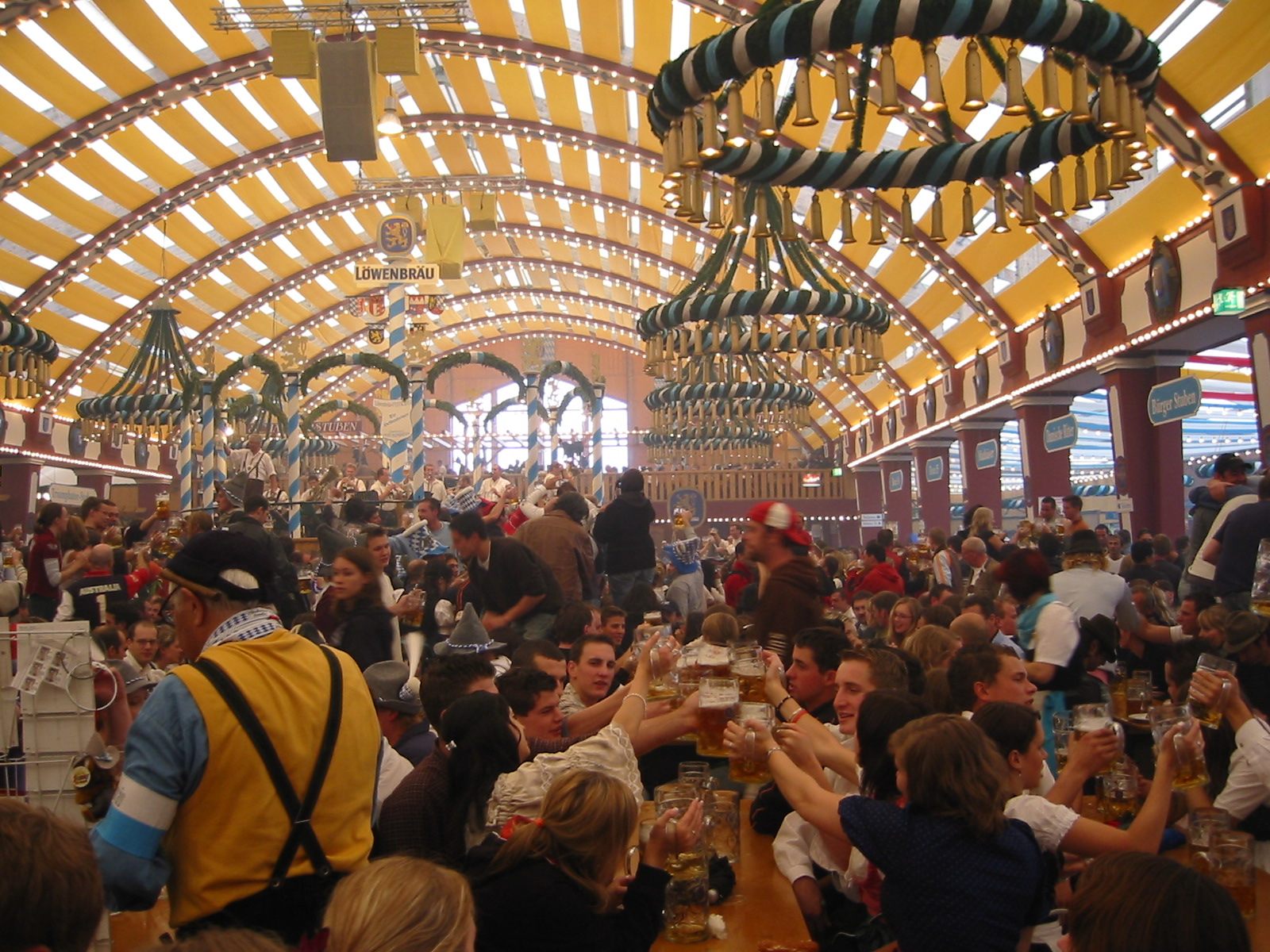
Oktoberfest, la fête de la bière, à Theresienwiese, est une des plus grandes fêtes populaires du monde.

- Février/mars : différentes manifestations pendant la Starkbierzeit (période de la bière forte) par exemple à Nockherberg
- Avril : la Frühlingsfest (fête du printemps) sur la Theresienwiese
- Avril/mai : Auer Dult (Maidult)
- Mai-août : Münchner Bladenight la plus grande randonnée en roller le soir d'Europe
- Mai/juin : StuStaCulum le plus grand festival de théâtre et de musique d'Allemagne, organisé par les étudiants
- Mai : Biennale de Munich, festival d'opéras de compositeurs contemporains qui se tient tous les deux ans.
- Juin : Streetlife-Festival
- Juin/juillet : Tollwood-Festival
- Juillet : Christopher Street Day (équivalent de la Pride)
- Juillet : Feierwerk-Festival
- Juillet : Festival d'opéra de Munich (Münchner Opernfestpiele) organisé par l'opéra d'État de Bavière (Bayerische Staatsoper) dans plusieurs salles (Nationaltheater, Prinzregententheater, Cuvilies Theater, Allerheiligen Hofkirche): reprise des productions phares de la maison, galas avec des stars du chant, concerts retransmis sur écran géant (programme Oper für alle)
- Juillet : Auer Dult (Jakobidult)
- Juillet : été musical Bell'Arte Musikalischer dans le Brunnenhof (cours de la fontaine) au palais de la résidence
- Août : fête de l'été au parc olympique
- Septembre : Streetlife-Festival
- De mi-septembre au premier dimanche d'octobre : Oktoberfest (Fête de la bière) à la Theresienwiese (Wiesn)
- Septembre/octobre : Auer Dult (Kirchweihdult)
- Novembre/décembre : SPIELART — Le festival du théâtre de Munich
- Novembre/janvier : Tollwood
- Décembre : Christkindlmärkte (marché de Noël)

## Spécialités culinaires
Les saucisses blanches cuites (Weißwurst) originaires de Munich en 1857 sont typiques. Le Leberkäs, sorte de saucisse chaude est une autre spécialité de cette ville, généralement accompagné d'un bagel (Leberkässemmel). 
- Auszogne (beignets)
- Weißwurst (sorte de boudin blanc, à manger avant que « midi sonne »)
- Leberkäse (littéralement « fromage de foie », mais ne contient ni fromage ni foie)
- Brezn (Bretzel en bavarois)
- La Weissbier qui fait la fierté des brasseries bavaroises (bière de blé) qui existe en variante brune également
- Obazda (un mélange salé de fromage blanc, de beurre et de camembert (rien à voir avec le camembert de Normandie), épicé de poivre et de paprika et accompagné de sticks salés)
- Schweinsbraten : rôti de porc avec couenne sauce à la bière servi avec Kartoffelknödel (sorte de quenelles de pommes de terre)
- Apfelstrudel (litt. tourbillon aux pommes, servi chaud traditionnellement avec de la crème anglaise à la vanille)
- Schweinshaxe (jarret de porc grillé servi avec choucroute ou Knödel de pommes de terre)

### Bière et brasseries
La bière est la boisson la plus typique de la gastronomie munichoise. Il y a six brasseries principales à Munich : Augustiner-Bräu, Hacker-Pschorr, Hofbräu, Löwenbräu, Paulaner et Spaten-Franziskaner-Bräu.
Munich est connue pour ses brasseries et la Weissbier (ou Weißbier / Weizenbier, bière de blé) est une spécialité de Bavière. Helles, une lager pâle avec une couleur or translucide est la bière de Munich la plus populaire aujourd'hui, bien qu'elle ne soit pas ancienne (introduite seulement en 1895) et qu'elle soit le résultat d'un changement dans les goûts de la bière. Helles a largement remplacé la bière brune de Munich, Dunkles, qui tire sa couleur du malt torréfié. C'était la bière typique à Munich au XIXe siècle, mais c'est maintenant plus une spécialité. La Starkbier est la bière munichoise la plus forte, avec une teneur en alcool de 6 à 9 %. Elle est de couleur ambre foncé et a un goût malté prononcé. La bière servie à l'Oktoberfest est un type spécial de bière Märzen avec une teneur en alcool plus élevée que la Helles ordinaire.
Il existe d'innombrables Wirtshäuser (bars/restaurants traditionnels bavarois) dans toute la ville, dont beaucoup ont également de petits espaces extérieurs. Les plus vastes sont appelés les Bierpalast (« Palais de la bière » en allemand), immenses restaurants-brasseries pouvant contenir 4 000 à 5 000 personnes, le plus célèbre étant la Hofbräuhaus am Platz fondée en 1589 dans le centre-ville. Les Biergarten (jardins à bière en plein air) sont des éléments populaires du paysage gastronomique de Munich. Ils sont au cœur de la culture de la cité et constituent une sorte de creuset pour les membres de tous les horizons, habitants, expatriés et touristes. Il est permis d'apporter sa propre nourriture dans un café en plein air, cependant, il est interdit d'apporter ses propres boissons. Il existe de nombreux jardins à bière plus petits et une vingtaine de grands, offrant au moins un millier de places assises, dont quatre des plus grands de l'Englischer Garten : Chinesischer Turm (le deuxième plus grand café en plein air de Munich avec 7 000 places), Seehaus, Hirschau et Aumeister. Hirschgarten est le plus grand Biergarten au monde, avec 8 000 places assises.

## Éducation et recherche
Munich est un lieu de premier plan pour la science et la recherche avec une longue liste de lauréats du prix Nobel, de Wilhelm Conrad Röntgen en 1901 à Theodor Hänsch en 2005.

### Universités
Munich compte deux grandes universités : l'Université Louis et Maximilien de Munich (LMU), fondée en 1472 et déménagée à Munich en 1826 et l'Université technique de Munich (TUM), fondée en 1868. Depuis 2007, les deux ont reçu un financement spécial de l'Initiative d'excellence en tant qu'universités d'élite. L'Université des Sciences Appliquées de Munich a été fondée en 1971. L'Académie des beaux-arts de Munich a été fondée en 1808 sous le nom d'Académie royale des beaux-arts et a fusionné avec l'École des arts appliqués et l'Académie des arts appliqués en 1946. L'Université de la télévision et du cinéma de Munich (HFF Munich) a été fondée en 1966 en tant qu'institution publique de formation des éditeurs, réalisateurs et scénaristes.

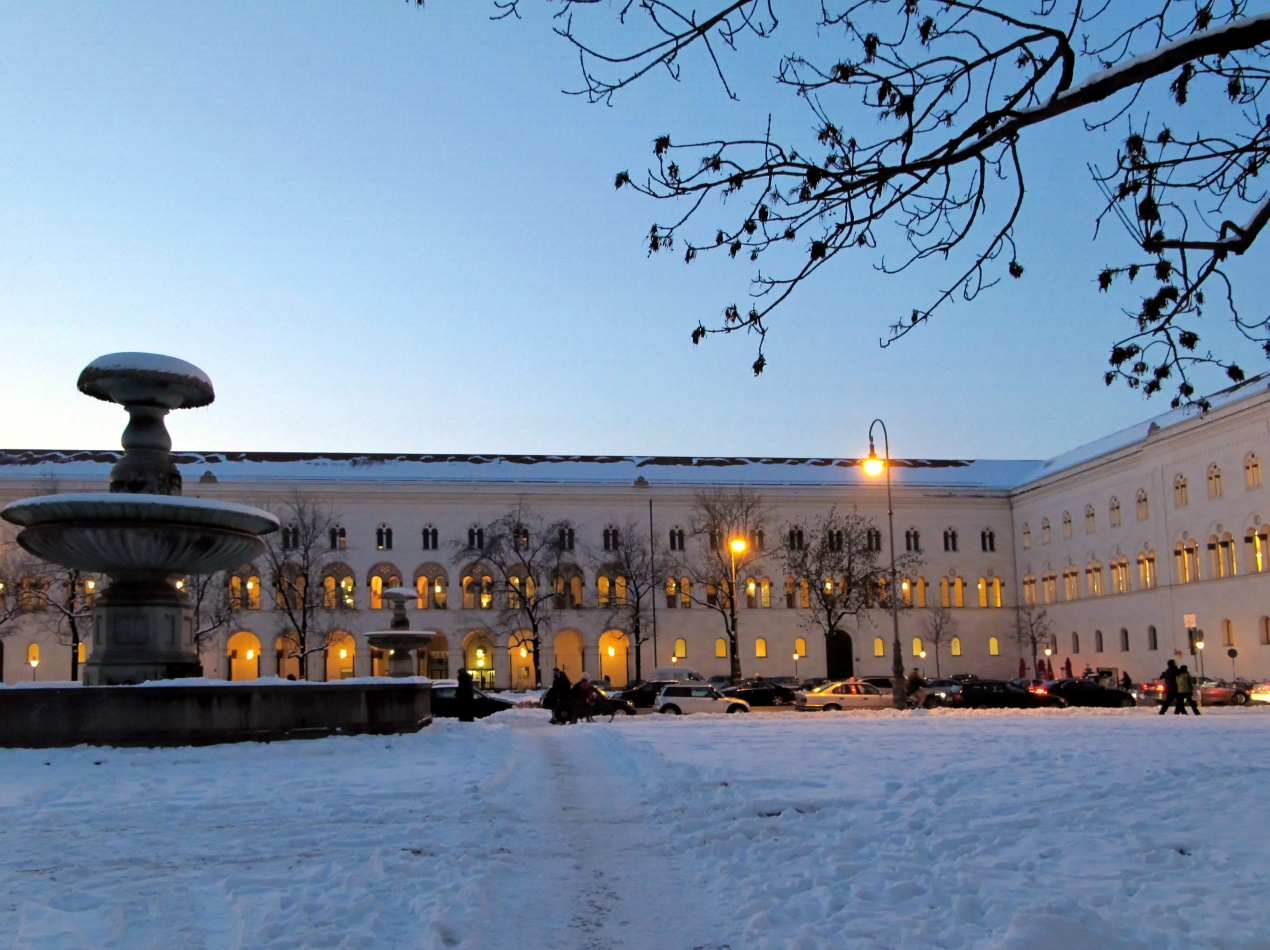
Université Louis et Maximilien
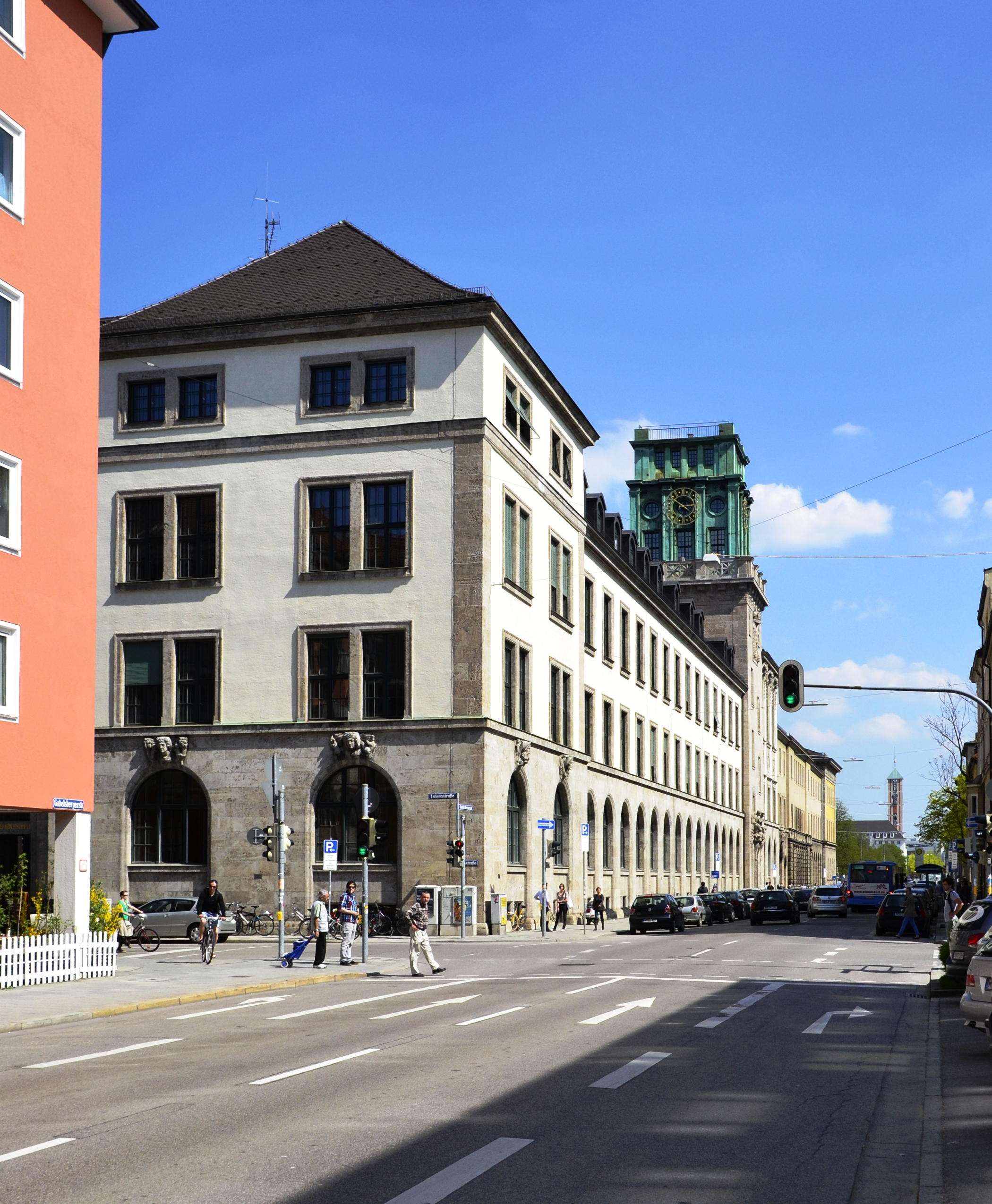
Université Technique
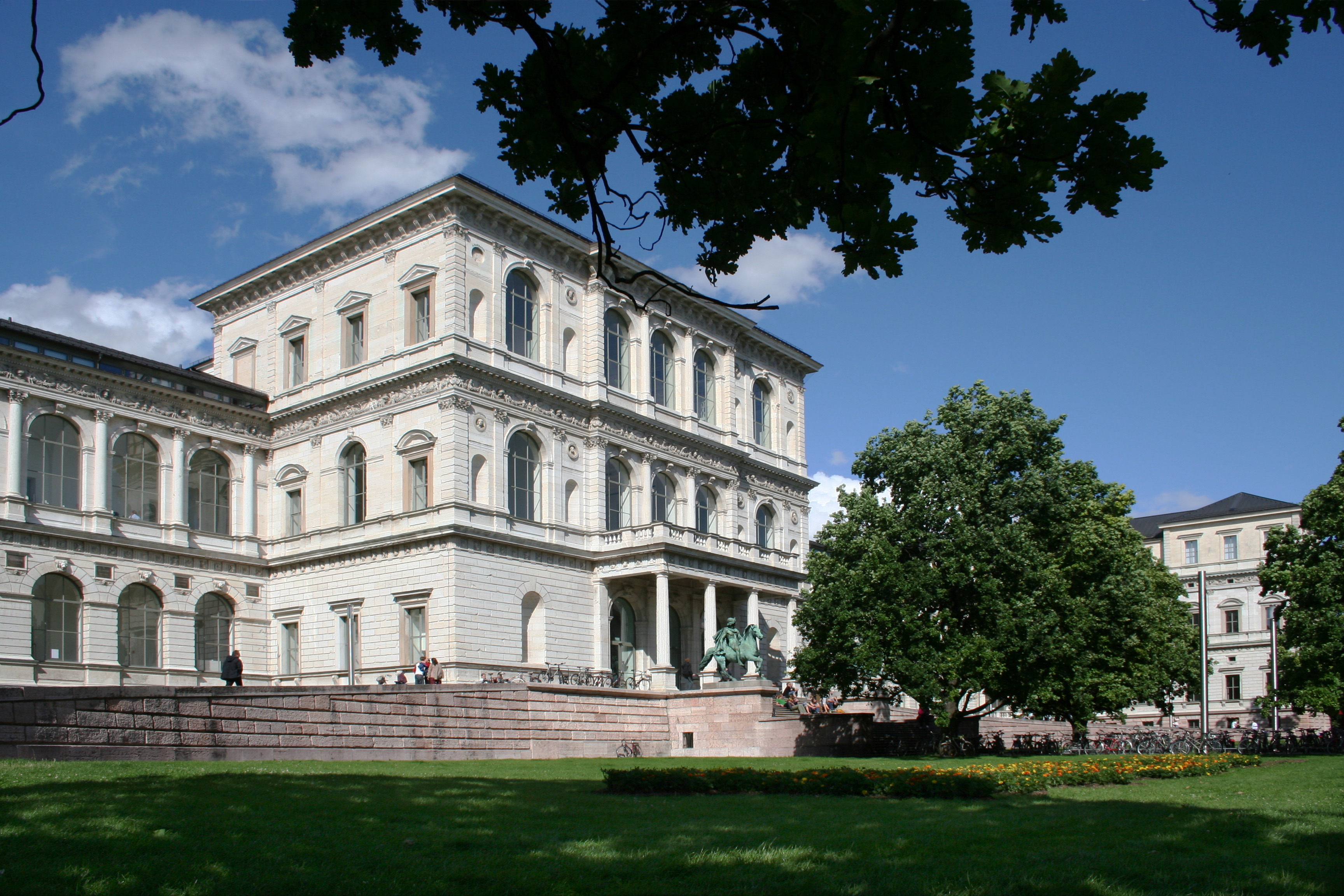
Académie des Beaux Arts, l'ancien bâtiment
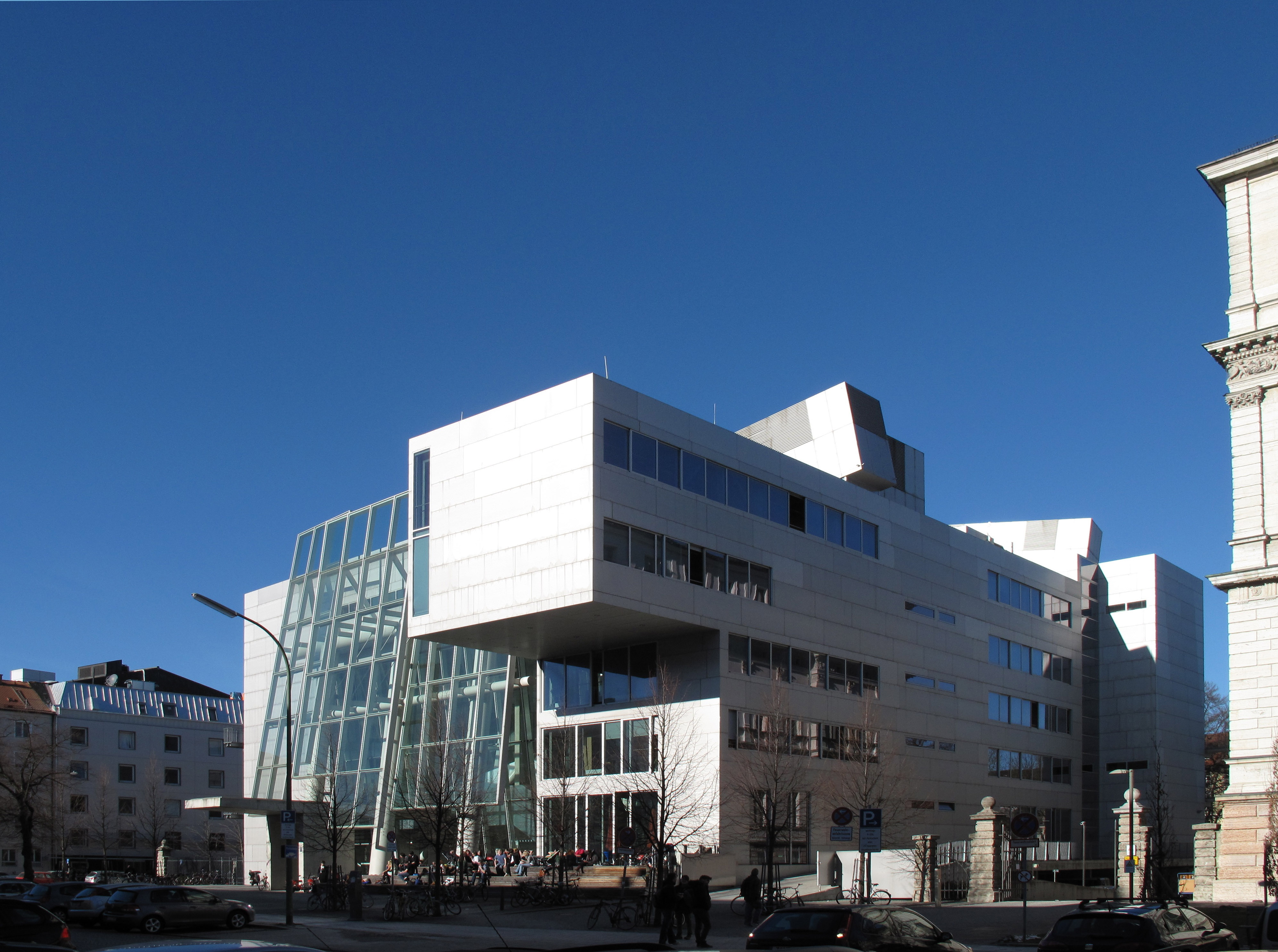
Académie des Beaux Arts, la nouvelle aile

### Académies et instituts
La ville de Munich est dotée de nombreux instituts scientifiques dont les plus notables sont :
- L'Académie bavaroise des sciences créée en 1759 par Maximilien III Joseph de Bavière.
- Le centre administratif de la Société Max-Planck ainsi qu'une grande majorité de ses laboratoires (physique, astrophysique, biochimie, neurobiologie, psychologie...)
- Les instituts Fraunhofer des télécommunications et de micro-intégration & fiabilité des systèmes.

Le siège du Goethe Institute, institut culturel allemand qui opère au niveau international, se trouve à Munich. En outre, divers pays sont représentés avec des instituts culturels à Munich, comme la France avec l'Institut français de Munich, l'Italie avec l'Istituto Italiano di Cultura,  la Pologne avec le Centre Culturel polonais, l'Espagne avec l'Instituto Cervantes, la République tchèque avec le České Centrum (Centre tchèque), les États-Unis avec America House et le Royaume-Uni avec le British Council for Culture.

## Transports

### Transport aérien

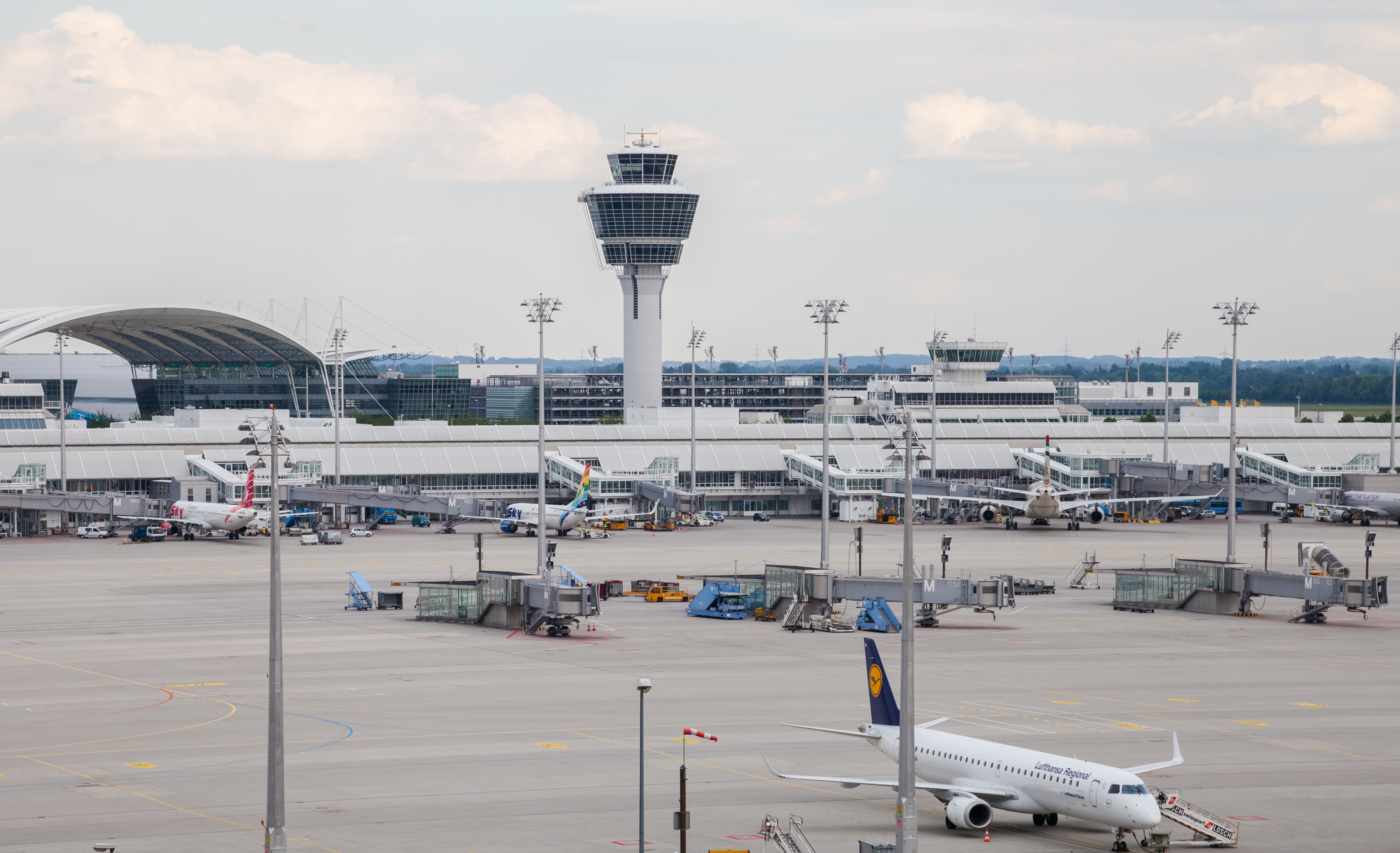
L'aéroport de Munich-Franz-Josef Strauss

L'aéroport de Munich est situé à 29 kilomètres au nord-est de la ville. Avec 46 millions de passagers en 2018, il est le 2e aéroport d'Allemagne et le 7e d'Europe. L'aéroport est desservi par deux lignes de trains du réseau S-Bahn, la ligne S1 et la ligne S8. En raison du nombre toujours plus élevé de passagers, un deuxième terminal a été construit et ouvert en 2003. L'État libre de Bavière a décidé de relier le centre de Munich à l'aéroport par un Transrapid (train monorail utilisant la lévitation magnétique) ; cette décision fut d'abord refusée par la majorité municipale avant d'être finalement acceptée lors d'une session parlementaire du 24 octobre 2006, où le Dr Karl-Friedrich Rausch a admis qu'aucune autre solution que le Transrapid n'était valable pour relier le centre de Munich à l'aéroport. Une telle liaison est censée raccourcir le temps de parcours jusqu'à l'aéroport à 9 minutes. En raison de l'envol des coûts, le projet a été abandonné le 27 mars 2008.

### Transport ferroviaire
Munich est également bien reliée au réseau ferré international. La gare principale (Hauptbahnhof) est, avec ses 350 000 passagers par jour, la deuxième d'Allemagne après celle de Hambourg. Les lignes de trains conduisent dans toutes les directions : les lignes ICE (Inter City Express) 11 Berlin-Francfort-Munich-Innsbruck et 25 Hambourg-Nuremberg-Munich-Garmisch-Partenkirchen ; plus éloignée, commencent ici les lignes 28 Augsburg-Nuremberg-Berlin, 41 Ingolstadt-Nuremberg-Francfort et 42 Stuttgart-Francfort-Cologne-Dortmund. Il existe également deux autres gares importantes que sont la gare de Munich-Pasing et la Ostbahnhof (gare de l'est). Toutes ces gares sont reliées aux réseaux de U ou S-Bahn.

### Transports en commun

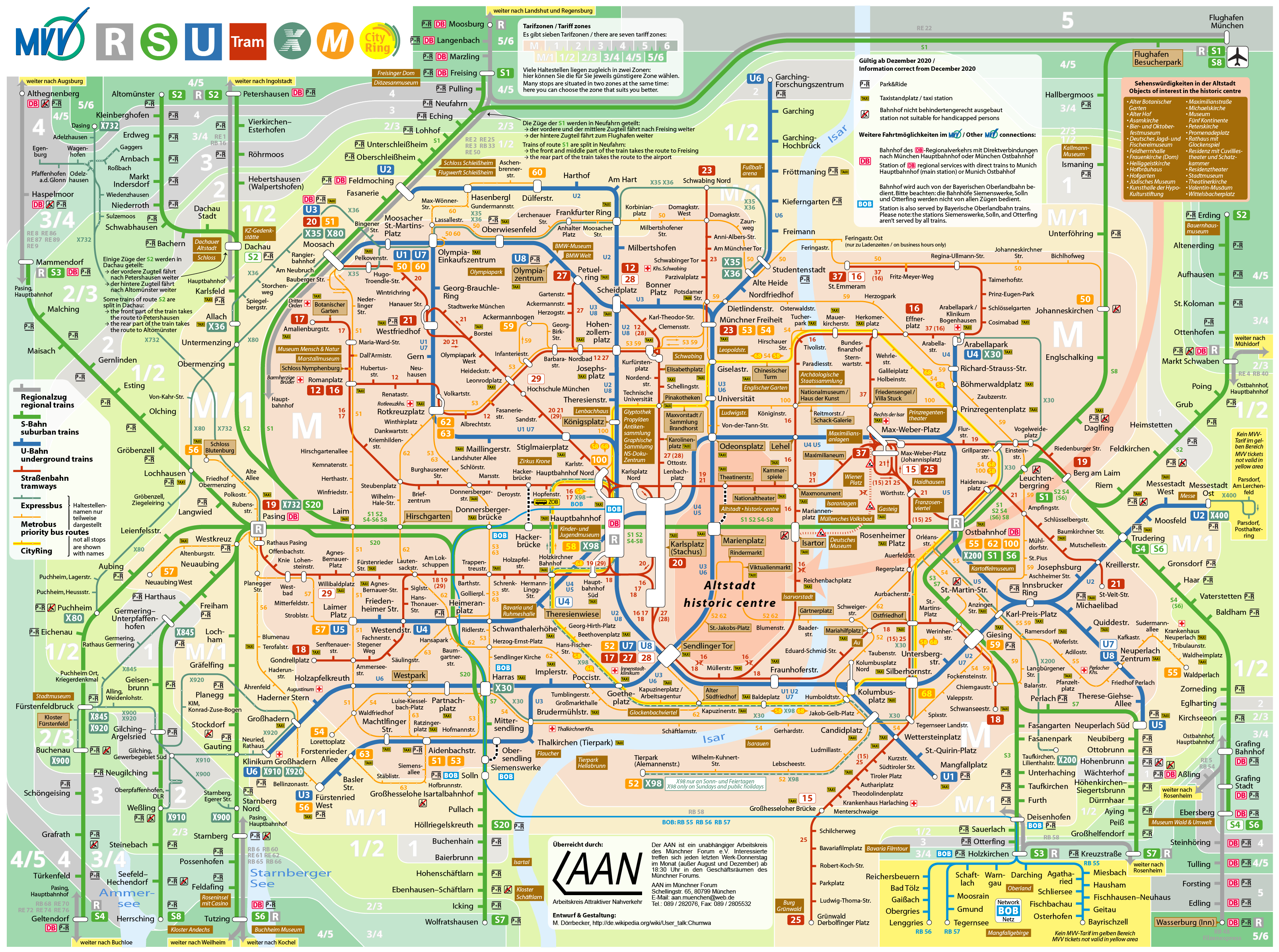
Le réseau munichois.

Le métro et le tramway en 2018.

La ville dispose d'un réseau de lignes de trains régionaux (S-Bahn) et de métro (U-Bahn) desservant tout le centre-ville ainsi qu'un réseau de lignes de tramways et de bus.
La compagnie S-Bahn München (filiale de la Deutsche Bahn) exploite dix lignes du réseau S-Bahn de Munich (trains régionaux) et la MVG (Société de transport de Munich) exploite six lignes de métro du réseau U-Bahn de Munich, 12 lignes de tramway (Straßenbahn) et un nombre important de lignes de bus. D'autres lignes de bus sont gérées par des entreprises privées.
Tous les exploitants conduisent sous les tarifs unifiés de la MVV (Fédération de transports de Munich).
Le réseau de métro de Munich est, avec 100,8 kilomètres, le troisième plus long d'Allemagne (le réseau souterrain est le deuxième plus long) et est utilisé chaque jour par 900 000 personnes. Il compte 6 lignes et 100 stations, et a été ouvert en 1971, juste avant les Jeux olympiques.
Les trains de la S-Bahn sont produits par Alstom et Bombardier entre 1999 et 2005. Les trains de la U-Bahn sont en majorité plus anciens, ils ont été fabriqués entre 1970 et 2005.
Le billet de transport pour une journée est de 6 € (décembre 2013).

### Transport routier
Munich dispose d'un réseau routier complexe. Des voies rapides, partiellement souterraines, font le tour de la ville (Mittlerer Ring). Le centre historique est lui-même entouré par un boulevard (Altstadtring). Cependant, la ville est qualifiée de "capitale allemande des bouchons" en 2018 et 2022.

### Transport cycliste
Le réseau de pistes cyclables de Munich s'étend sur plus de 1 200 kilomètres, ce qui correspond à plus de 50% de la longueur totale du réseau routier de Munich. Des itinéraires cyclables balisés relient les nœuds de la ville sur des sentiers bien adaptés aux cyclistes en minimisant les obstacles dus à la circulation automobile, aux piétons et aux feux de circulation. De plus, le RadlRing Munich fait le tour de la ville. En 2008, le trafic cycliste représentait 14% du trafic à Munich. Pour des raisons de protection du climat, entre autres, la ville souhaitait porter la part du trafic cycliste à 17% d'ici 2015, mais cet objectif a été atteint dès 2011.

## Économie
Munich est l'un des principaux pôles économiques de l'Union européenne après Paris. Munich possède l'économie la plus forte et le taux de chômage le plus bas (5,4% en juillet 2020) de toutes les villes allemandes de plus d'un million d'habitants. La ville se distingue par l'implantation de nombreux sièges sociaux, notamment ceux de BMW et de Siemens. Elle comprend plus d’entreprises répertoriées par le DAX que toute autre ville allemande, ainsi que le siège allemand ou européen de nombreuses entreprises étrangères telles que McDonald’s et Microsoft.
Munich est aussi réputée par son excellence dans la recherche scientifique et les biotechnologies, dont les activités sont essentiellement concentrées dans la commune de Planegg. Les branches importantes de l'économie à Munich sont le tourisme, la construction automobile et mécanique, l'électrotechnique ainsi que l'industrie des logiciels et des technologies de l'information. La forte densité d'entreprises informatiques (Infineon...) a valu à Munich le surnom de « Isar Valley ». L'économie munichoise est également portée par le secteur des médias, de l'automobile et de l'aérospatiale. Munich est considérée comme la 9e place financière d'Europe et la 2e d'Allemagne derrière Francfort grâce à l'implantation de 250 compagnies d'assurance parmi lesquelles Allianz et Munich Re. Dans le classement des centres financiers les plus importants du monde, Munich occupe la 35e place (en 2018). L’une des entreprises munichoises nouvellement créées les plus connues est Flixbus.
Munich est la 2e ville au monde après New York qui compte le plus d'entreprises dans le secteur de l'édition. Enfin, elle accueille plusieurs foires commerciales renommées à l'emplacement de l'ancien aéroport de Riem.

### Sièges d'entreprises

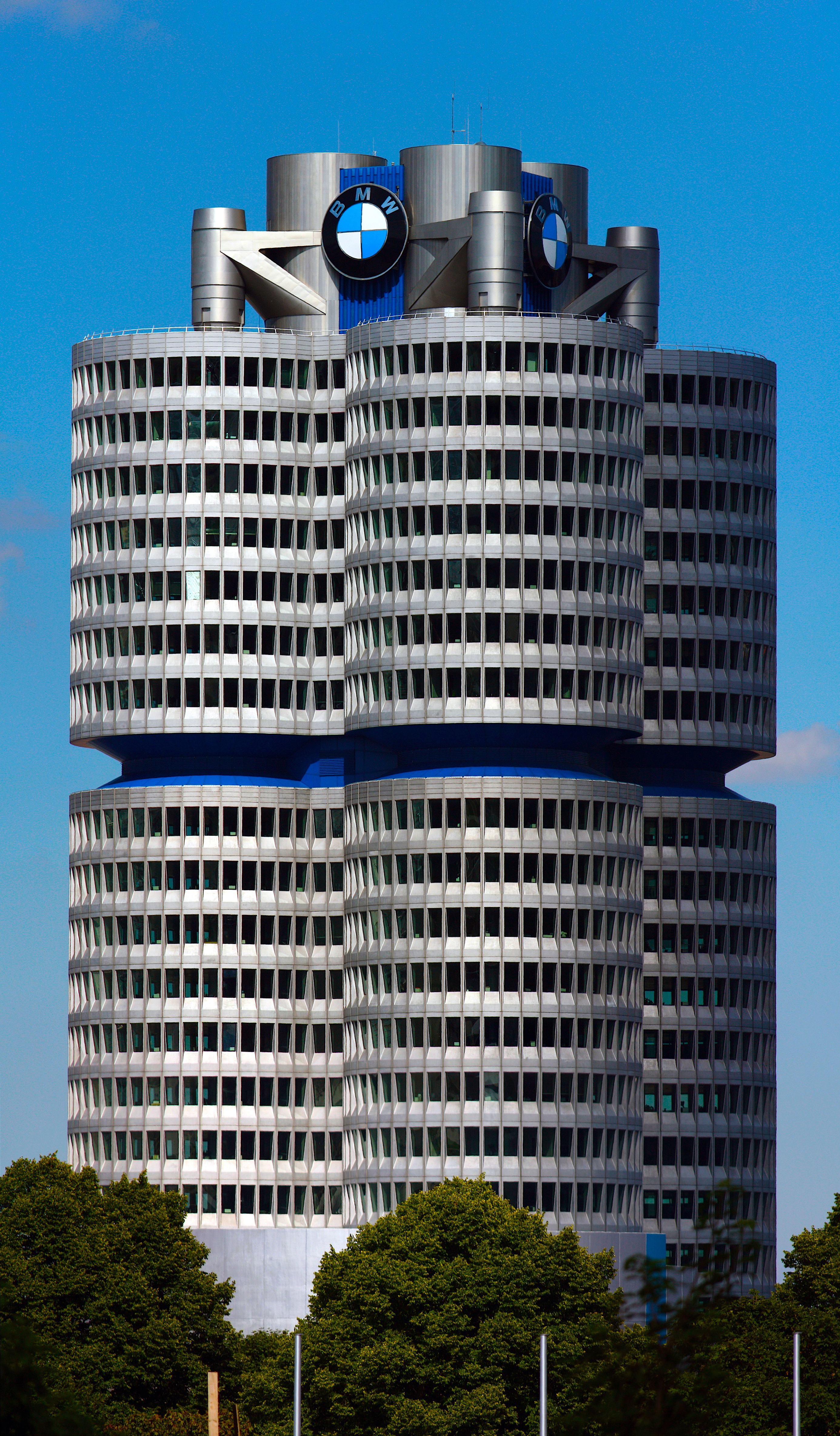
Le siège de BMW.

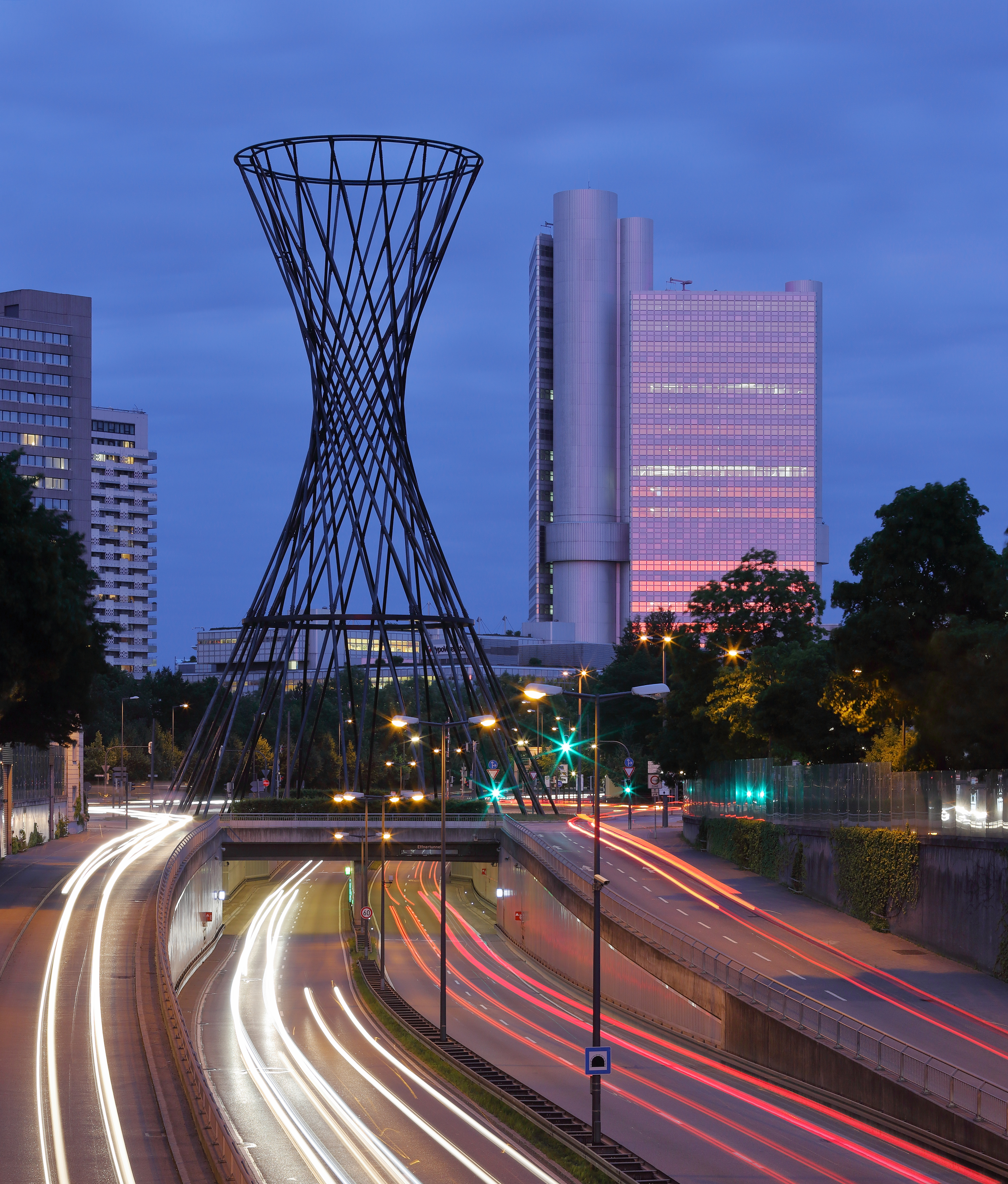
Tour HVB et « Mae West », une sculpture sur Effnerplatz.

Un nombre important de grandes entreprises ont leur siège à Munich. En particulier, après la Seconde Guerre mondiale, beaucoup d'entreprises se sont déplacées de Berlin ou de l'Allemagne de l'Est vers Munich.
| - Allianz - Amazon.de - AMD - GlobalMedia - Augustiner Brauerei - BMW - Burger King Deutschland - C. H. Beck Verlag - Dallmayr - EADS Deutschland - EPCOS AG - Escada AG - Fujitsu Siemens Computers - GMX Internet Services - GlaxoSmithKline | - HypoVereinsbank AG - IBM Deutschland - Infineon - IWL-Werkstätten pour handicapés - Knorr-Bremse AG - Linde AG - MAN - McDonald's Deutschland - MTU Aero Engines - Münchener Rückversicherungs AG - O2 (Germany) - ORACLE Deutschland GmbH - OSRAM - Paulaner Brauerei GmbH & Co KG | - Philip Morris (Deutschland) - RedHat Deutschland - Rohde & Schwarz - S-Bahn München - Schörghuber Unternehmensgruppe - Siemens AG - Stadtsparkasse München - Stadtwerke München - TÜV SÜD - Versicherungskammer Bayern - Wissen.de - Westwing - Yahoo! Deutschland GmbH |

### Foires et congrès
Outre Hanovre, Francfort, Cologne et Düsseldorf, les salons avec les plus grandes capacités d'exposition en Allemagne sont situés à Munich. Munich est un lieu de foire et de congrès important, en particulier avec le nouveau centre des expositions de Munich exploité par Messe München. Plus de 500 lieux d'événements différents offrent un cadre pour les congrès, symposiums et conférences : du stade olympique aux salles de brasserie, il existe également de nombreux hôtels de congrès, ainsi que des salles à louer, par exemple dans la Résidence, au palais de Nymphenburg ou au Deutsches Museum. D'autres lieux importants sont l'Ancien palais des congrès (1953) et l'ancien Manège.

### Médias
Munich est le siège de la Bayerischer Rundfunk, entreprise publique qui produit une chaîne de télévision (Bayerisches Fernsehen) et plusieurs stations de radio. En outre, il se trouve à Munich un nombre important de radios privées. L'industrie du film et de la télévision sont également fortement représentées (studios de télévision à Unterföhring et de cinéma à Geiselgasteig).
Avec 250 entreprises éditrices qui y ont leur siège, Munich est, après New York, la plus grande ville éditrice de livres au monde. Elle est un des lieux les plus importants de la presse papier (par exemple Burda Verlag avec Focus, Deutscher Taschenbuch Verlag, Langenscheidt Verlag, Süddeutscher Verlag). À côté des éditeurs de livres et de presse, on peut également citer le quotidien Süddeutsche Zeitung (SZ), l'un des 3 grands quotidiens nationaux allemands (et celui avec le plus fort tirage) le Münchner Merkur, l'Abendzeitung (AZ), le Tageszeitung (TZ), le magazine gratuit de la ville In-München et les magazines en ligne munichx.de et munich-online.de.
L'école de journalisme allemande forme à Munich des journalistes pour tous les médias.
À Geiselgasteig et Unterföhring, il y a également beaucoup d'entreprises de l'industrie du film et de la télévision (par exemple Bavaria Filmstudios, Premiere, ProSiebenSat.1, RTL2).

### Tourisme

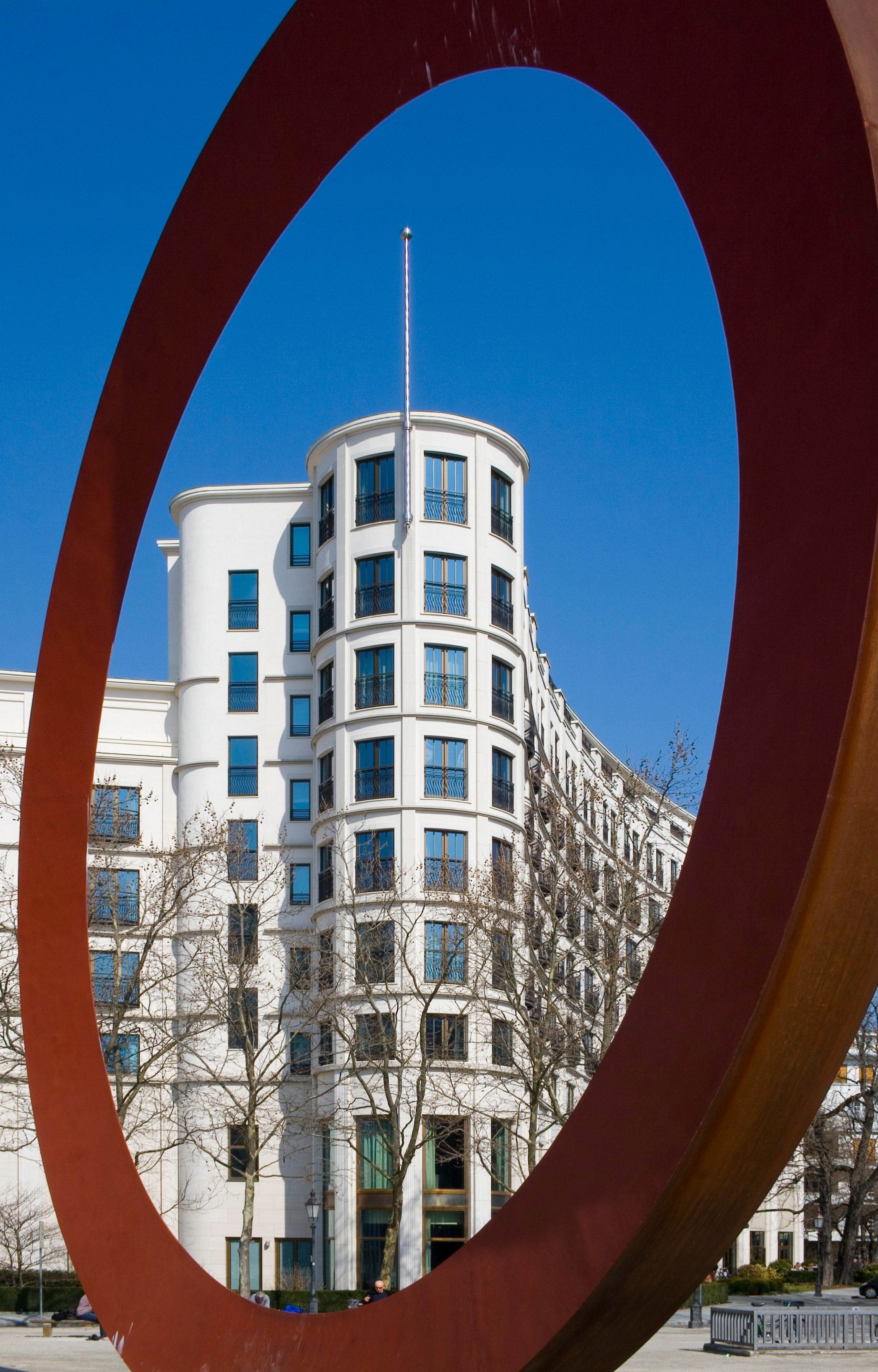
The Charles Hotel, dans le quartier de Maxvorstadt.

Les sites touristiques et les commerces de la ville ainsi que ses foires, congrès et manifestations attirent de nombreux touristes et voyageurs d'affaires. Le jury d'experts du National Geographic Traveler a placé Munich à la 30e place du classement mondial des 110 meilleurs lieux historiques.
Le nombre de nuitées était de 9,9 millions en 2009, dont 4,4 millions provenaient de l'étranger, principalement d'Europe, d'Asie et des États-Unis. Les Américains étaient le plus grand groupe de touristes étrangers avec 597 000 nuitées, suivis des Italiens (518 000) et des Britanniques (341 000). Une spécialité de Munich pendant les mois d'été sont les nombreux touristes arabes de la région du Golfe (271 000 nuitées), qui non seulement font leurs courses dans le centre-ville, mais reçoivent souvent des soins médicaux pendant leur séjour dans les cliniques de Munich. En 2011, selon l'office du tourisme, 102 000 touristes des États du Golfe sont partis en vacances à Munich. Avec près de 5,25 millions de visiteurs étrangers, Munich était la 23e ville la plus visitée au monde en 2016 et a pris la première place en Allemagne. Les touristes ont rapporté 5,3 milliards de dollars de revenus cette même année.

## Institutions et service public
Les autorités fédérales, services publics et institutions suivantes ont leur siège à Munich :
- ADAC e. V.
- Börse München
- Bayerischer Oberster Rechnungshof
- Bayerischer Rundfunk
- Bundesfinanzhof
- Bundespatentgericht (tribunal fédéral des brevets)
- Deutsches Patent- und Markenamt (bureau allemand des brevets)
- Erzbistum München und Freising
- Europäisches Patentamt (Office européen des brevets)
- Evangelisch-Lutherische Kirche in Bayern (église évangélique-luthérienne de Bavière)
- Bayern Munich e.V.
- Fraunhofer-Gesellschaft zur Förderung der angewandten Forschung e. V.
- Goethe-Institut Inter Nationes e. V.
- Hauptzollamt München (service des douanes principales de Munich)
- Institut für Ostrecht München e. V.
- Institut für Städtebau und Wohnungswesen
- Max-Planck-Gesellschaft
- Prüfungsamt des Bundes München
- Diocèse orthodoxe russe
- Sanitätsamt der Bundeswehr (service de santé de l'armée)
- Verein für Sozialarbeit e. V. (association pour le travail social)
- Zollfahndungsamt München

L'administration de la capitale de Land Munich a elle-même 11 services (service de construction, de santé et d'environnement, du travail et de l'économie, pour la planification urbaine, communal, d'administration, de la culture, personnel et d'organisation, de l'école et du culte, social et la chambre communale).

## Sport
Les infrastructures sportives sont très développées : Munich a accueilli les Jeux olympiques en 1972, et de ce fait possède son Parc olympique, avec son Stade olympique (69 000 places), sa piscine olympique, sa salle des sports (Olympiahalle, 15 000 places), sa patinoire et son vélodrome. On y trouve même le plus haut mur d'escalade d'Europe (35 mètres). Les installations sportives olympiques comprennent également un parcours de régate dans la périphérie nord d'Oberschleissheim. Le stade de l'Allianz Arena (75 000 places) accueille depuis 2006 les rencontres du Bayern Munich, qui en est propriétaire. La salle de l'Audi Dome (14 000 places) accueille les matchs de l'équipe de basket du Bayern et l'Olympia Eisshalle l'équipe de hockey EHC Munich. Ajoutons le célèbre spot de surf sur l'Eisbach, praticable toute l'année, à l'extrémité du Jardin Anglais. Le canoë et le kayak sont pratiqués sur le Flosskanal. Munich est également une ville de cyclistes, avec 1 200 km de pistes aménagées dans toute la ville. Munich étant très plate, plus de 17 % des Munichois utilisent quotidiennement leur vélo pour se rendre au travail. Pour les sports équestres, la ville compte deux hippodromes, celui de Daglfing et celui de Riem. Ajoutons la présence de plusieurs lacs à la périphérie ainsi que les Alpes à une cinquantaine de kilomètres permettant la pratique des sports d'hiver. Parmi les évènements sportifs, on peut citer le marathon annuel (créé en 1983) en octobre ou encore le tournoi de tennis de Munich en mai (dont la première édition remonte à 1900).

### Clubs sportifs
Munich abrite plusieurs équipes de football professionnel, dont le célèbre FC Bayern Munich, club le plus connu et le plus titré d'Allemagne et multiple vainqueur de la Ligue des champions. Parmi les autres clubs notables, on peut citer le TSV 1860, longtemps rival du FC Bayern, mais en 3e division depuis 2017. Le Bayern Munich a aussi sa section basket, l'EHC München représente Munich au hockey, le Munich SC au hockey sur gazon et en salle et les Cowboys de Munich et les Rangers de Munich au football américain. 

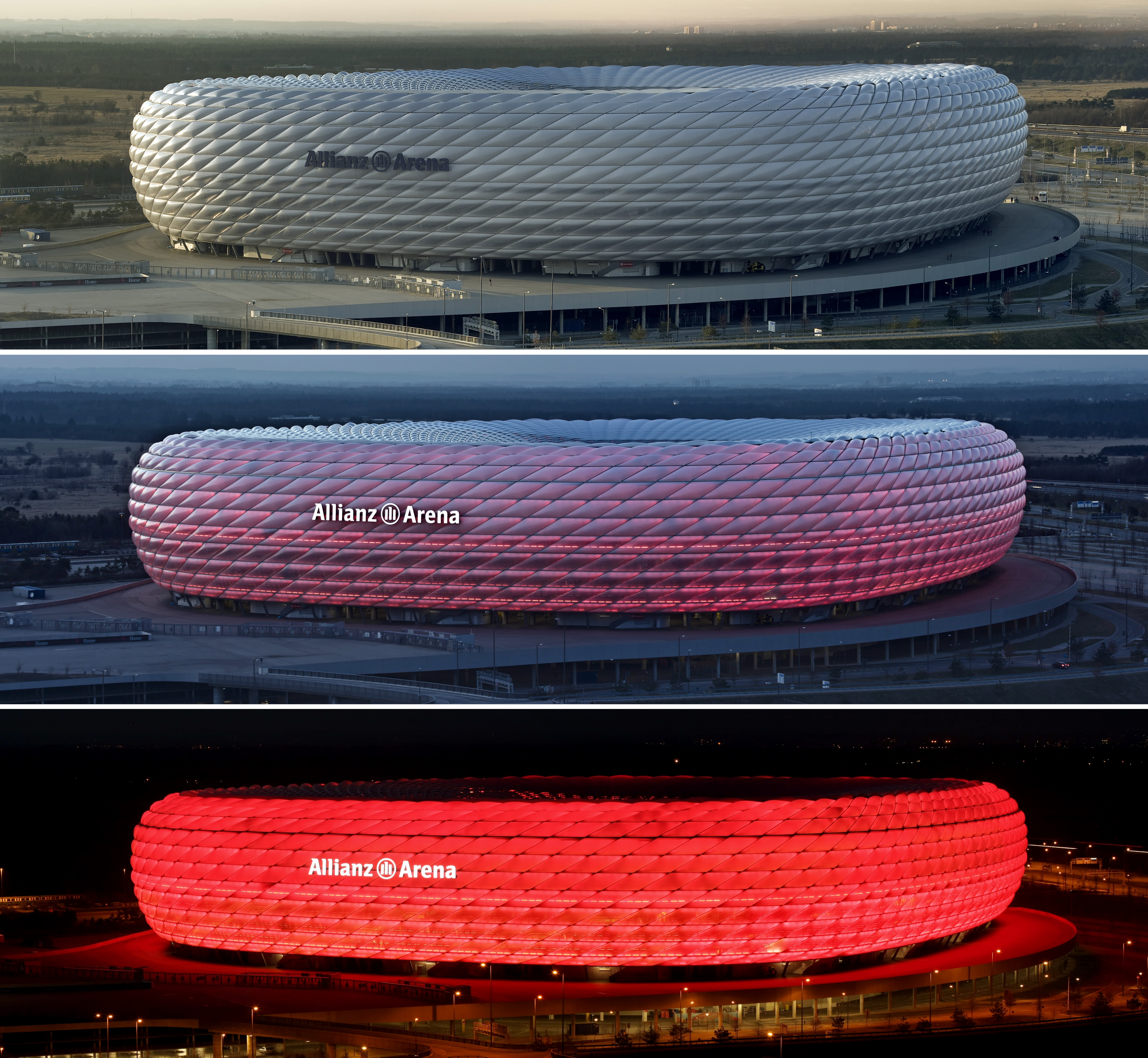
Allianz Arena.

- Bayern Munich
- TSV Munich 1860
- FC Wacker Munich
- Bayern Munich Basket
- München Basket
- EHC Munich (DEL)
- Munich Cowboys (GFL)
- Munich Rugby Football Club

## Galerie

Divers
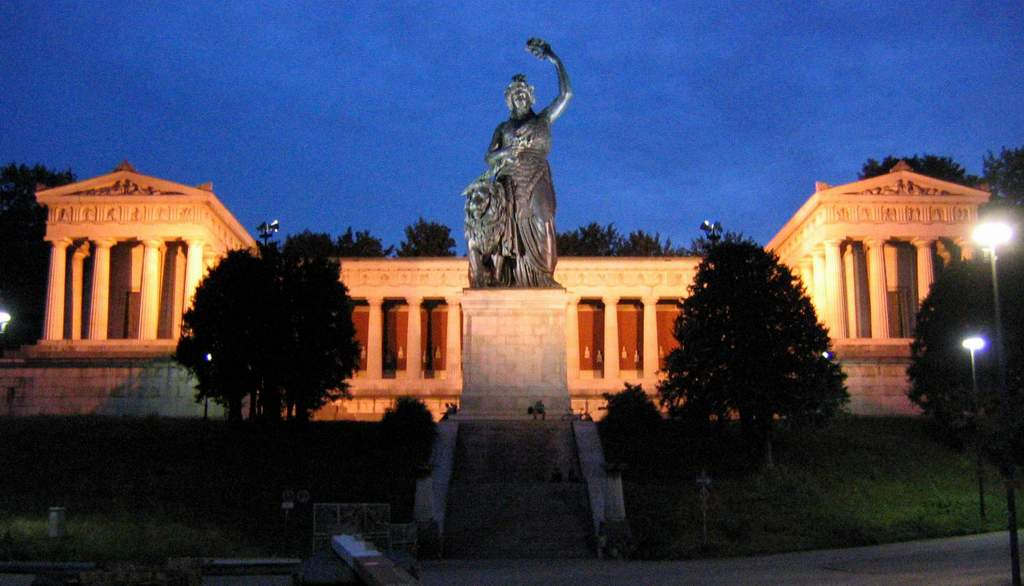
Statue de la Bavière.
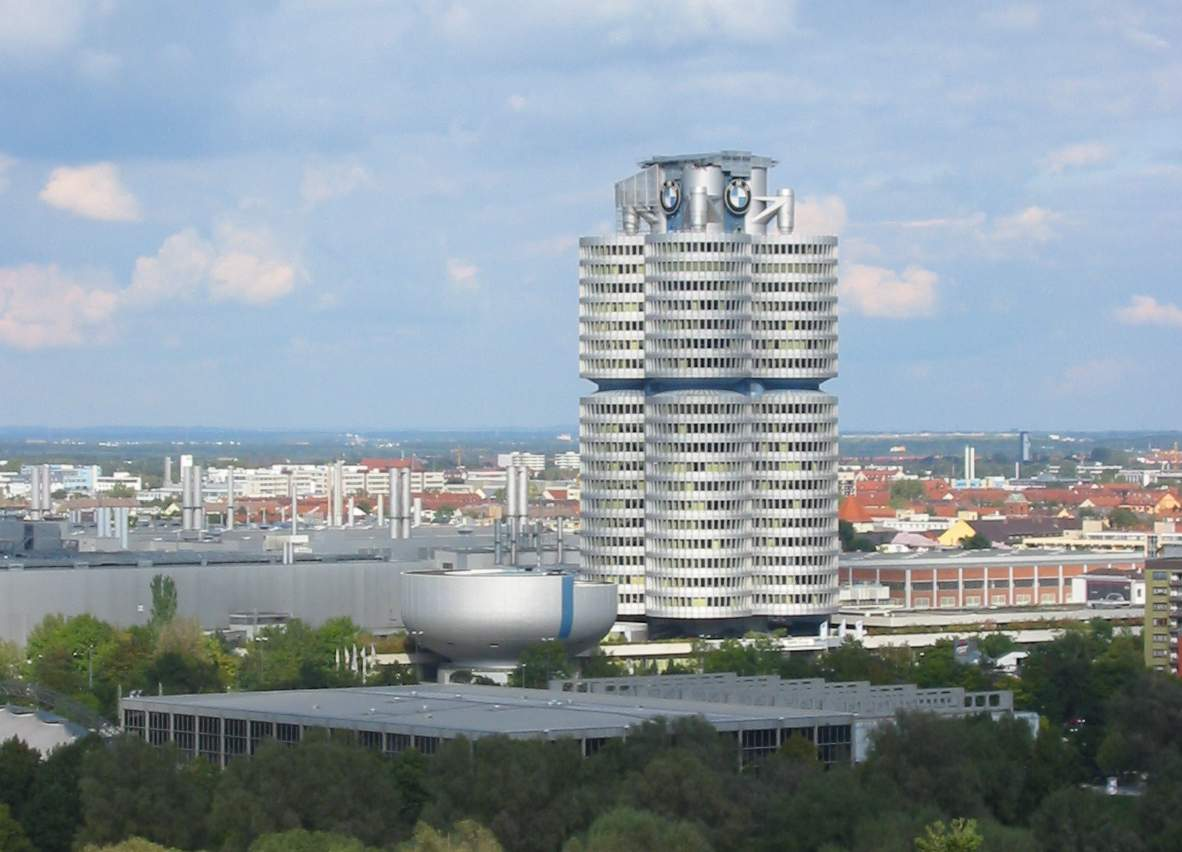
Siège de BMW.
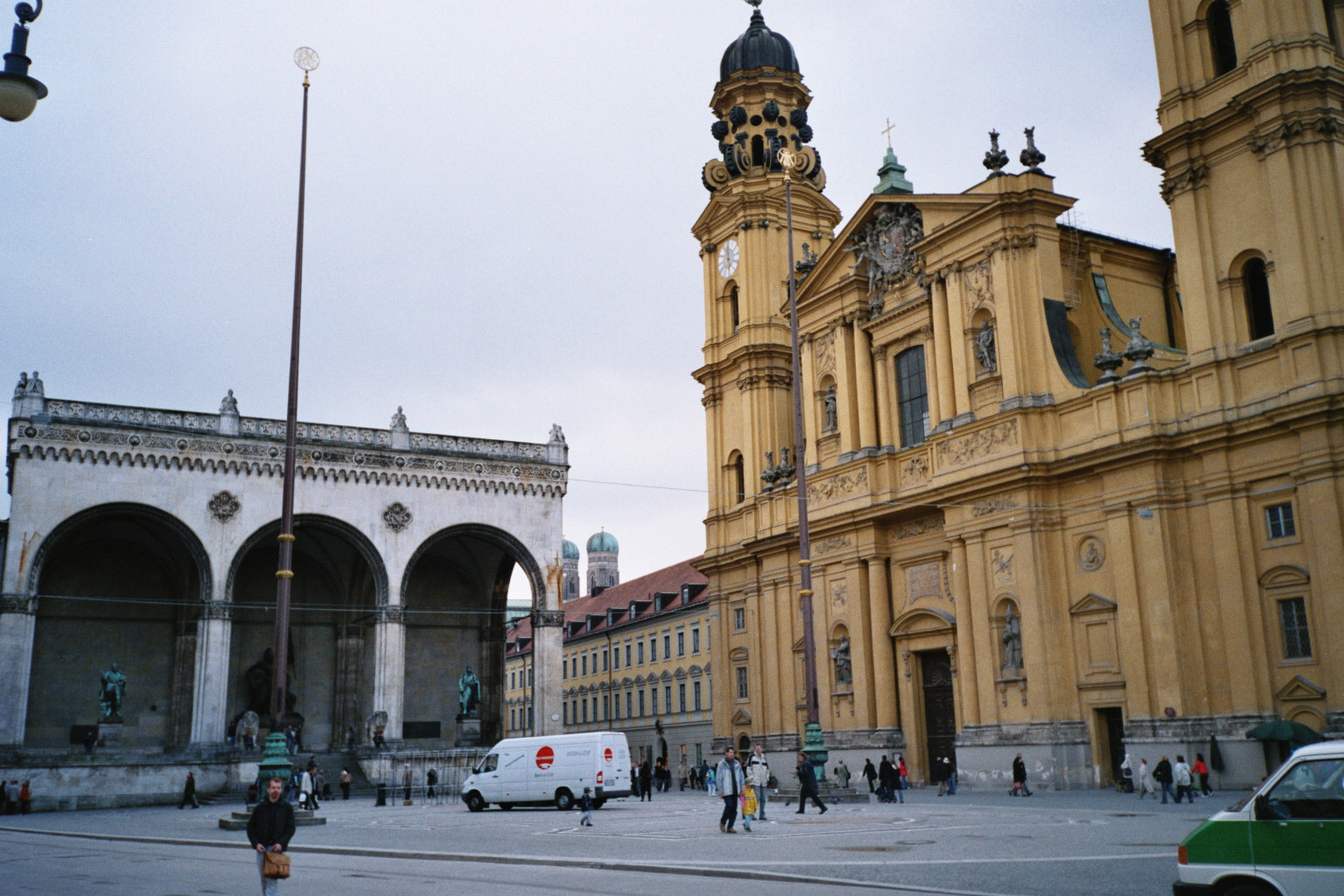
Feldherrnhalle et l'église des Théatins.
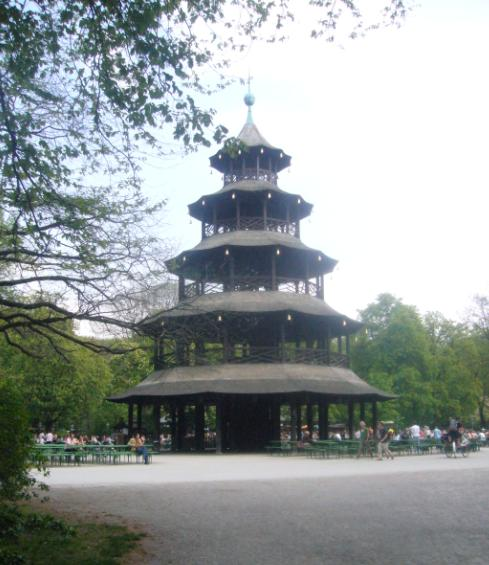
La Tour chinoise dans le Jardin anglais.
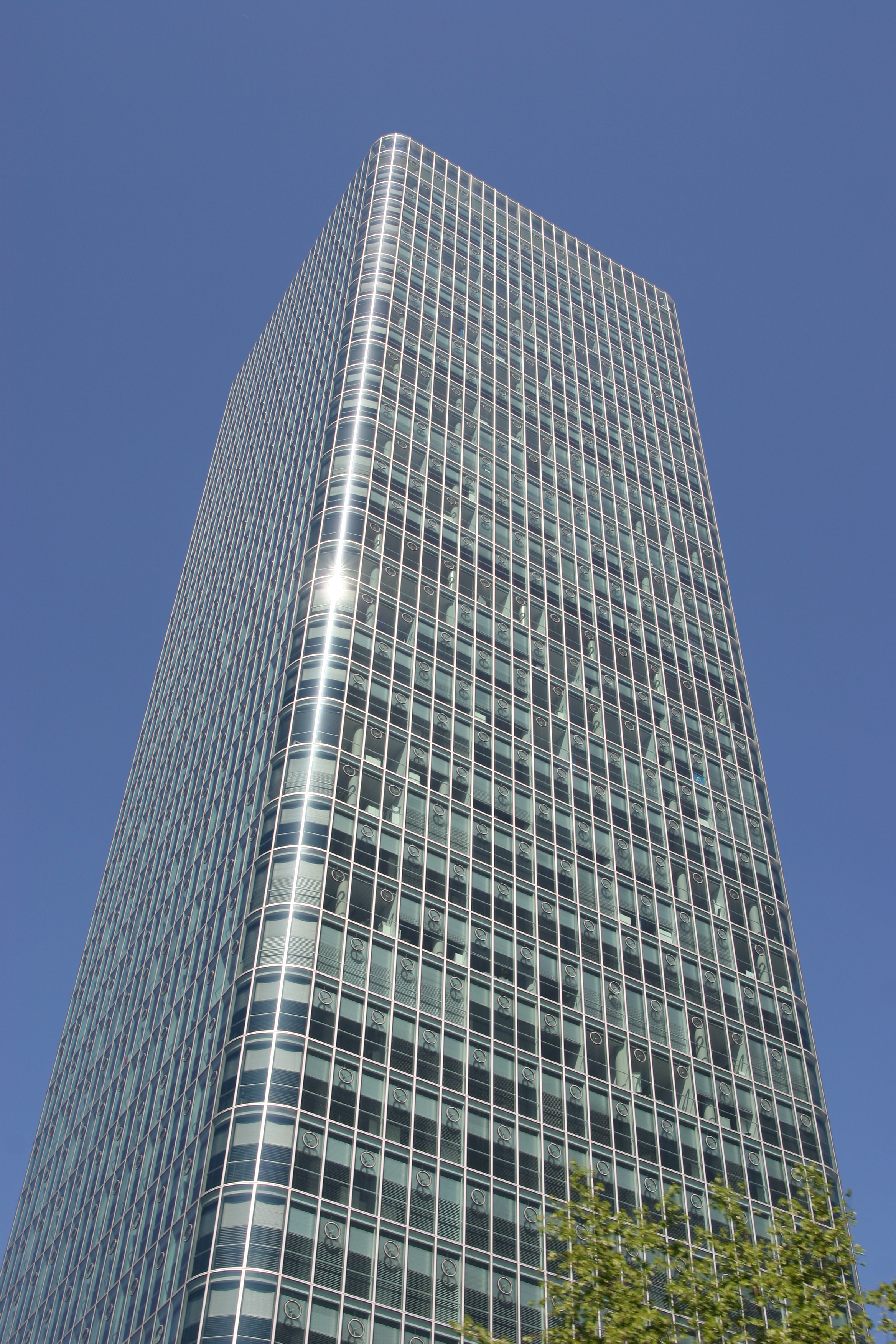
Tour Uptown Munich.
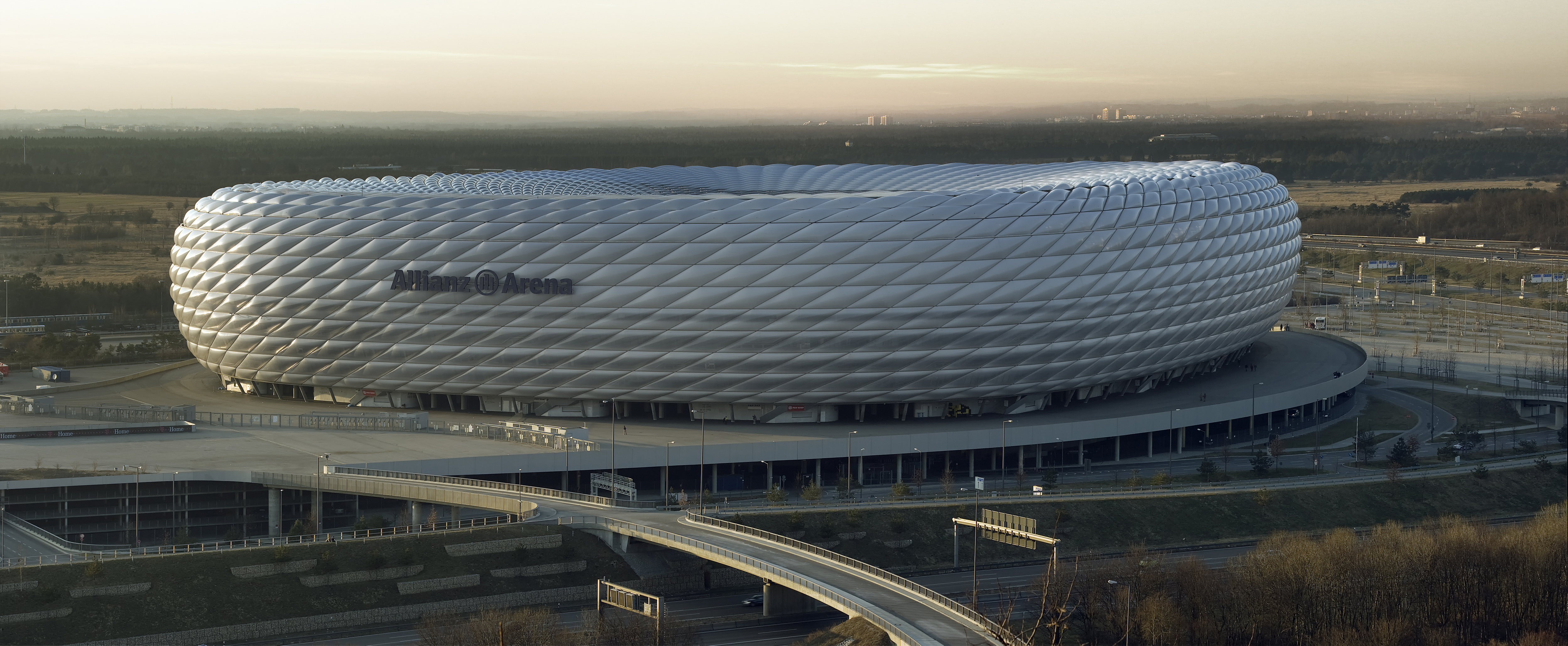
Allianz Arena, stade des clubs professionnels de football de Munich.
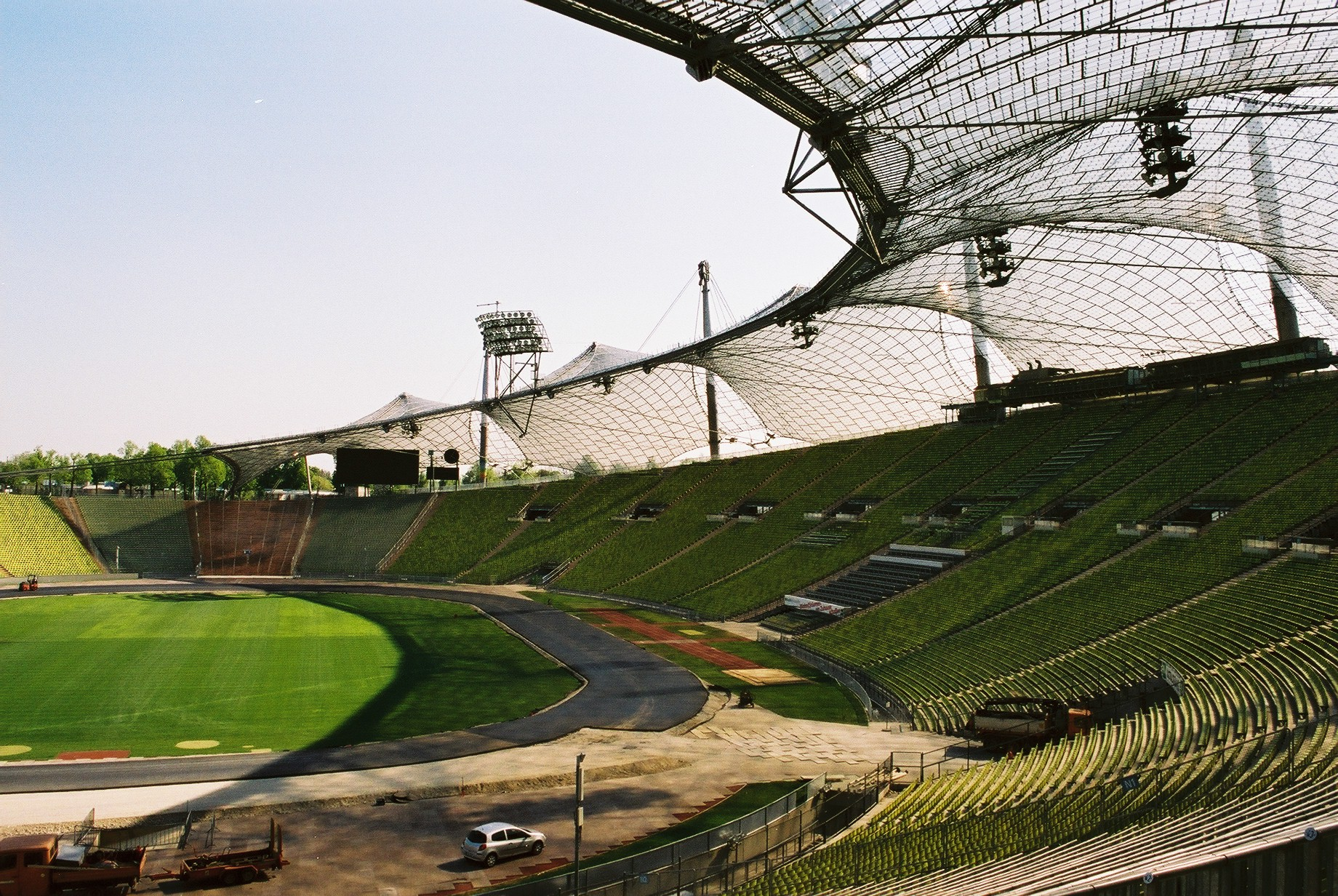
Stade des Jeux olympiques d'été de 1972.
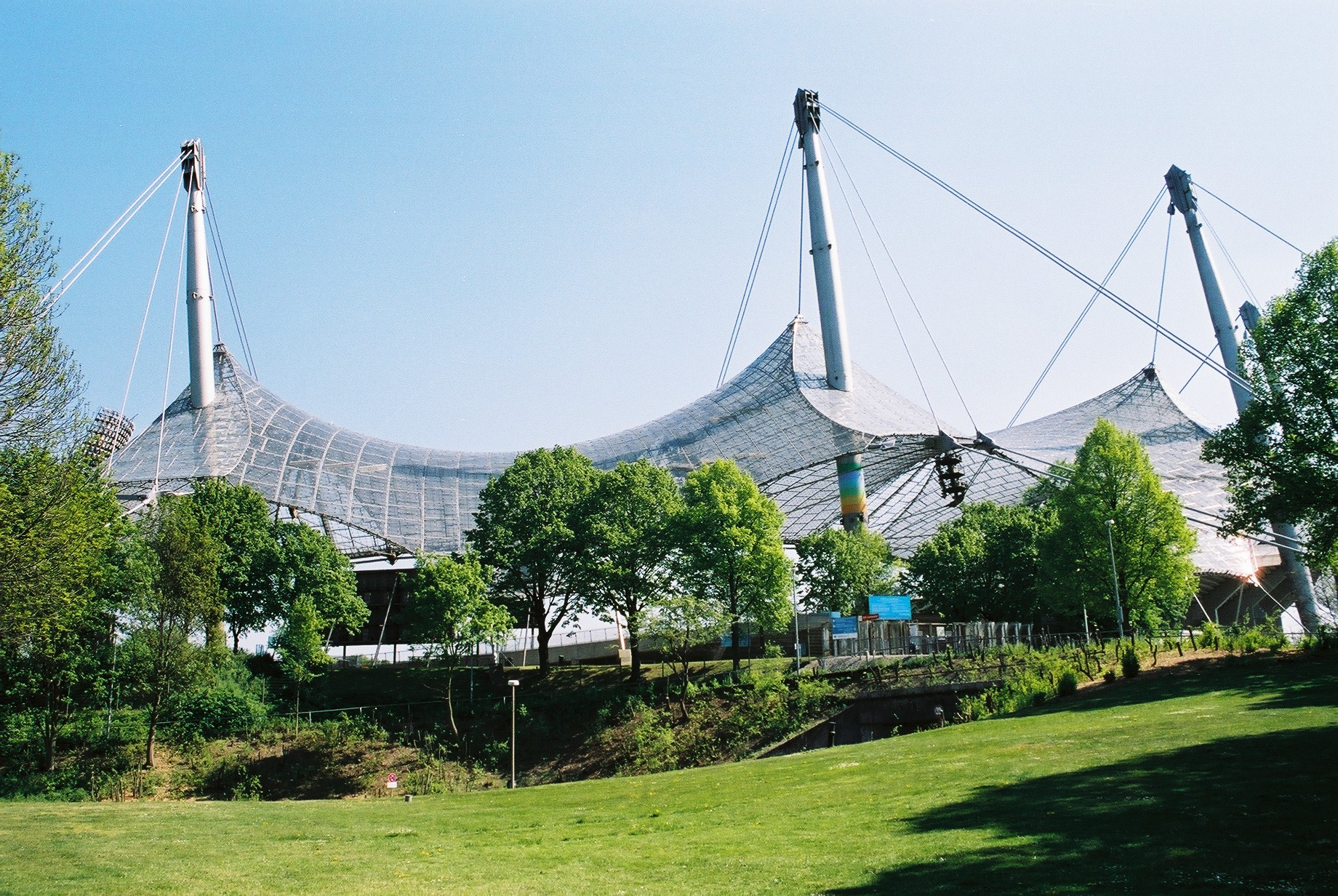
Toiture du stade olympique JO 1972.
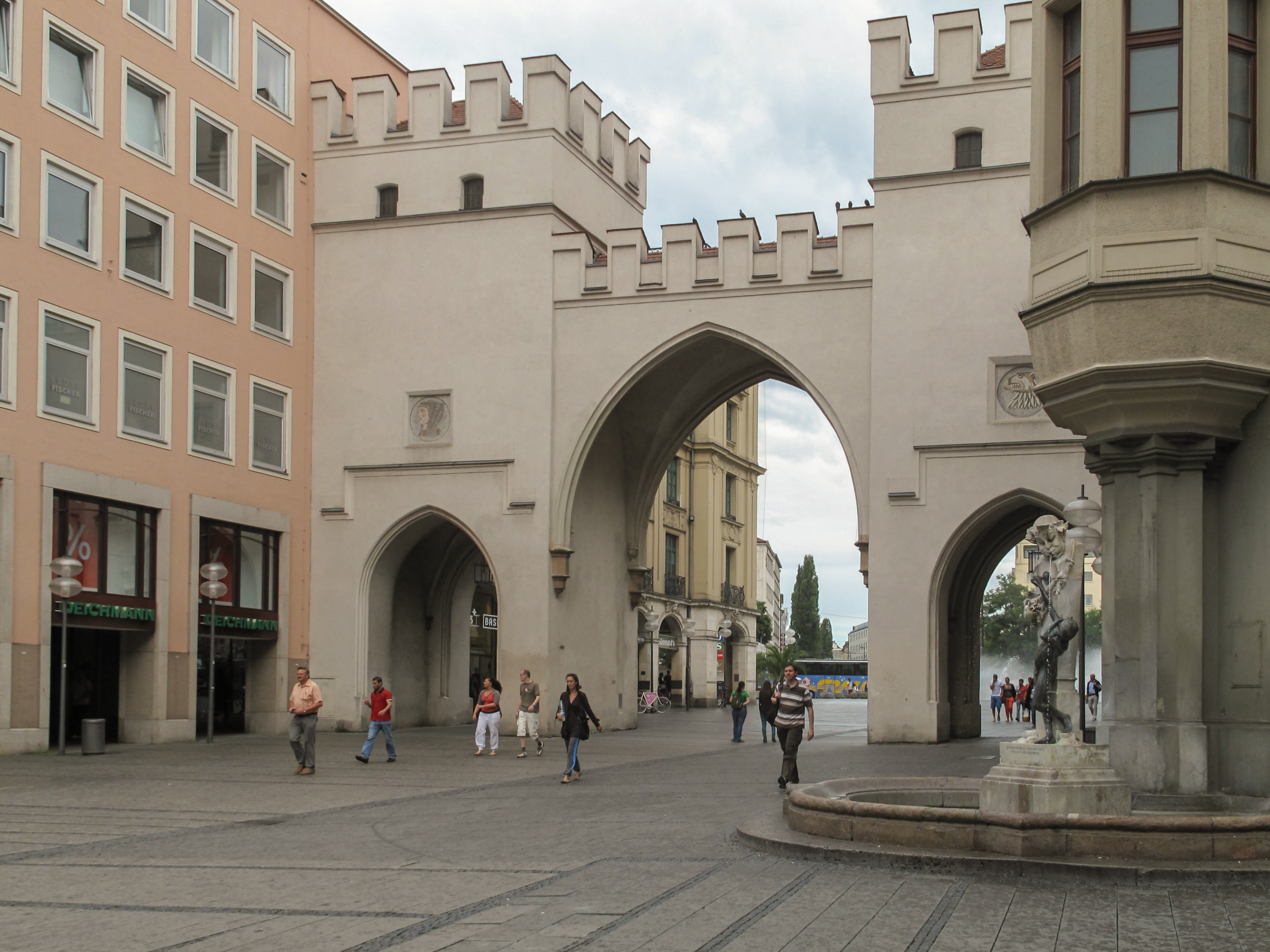
Porte près la Karlsplatz.
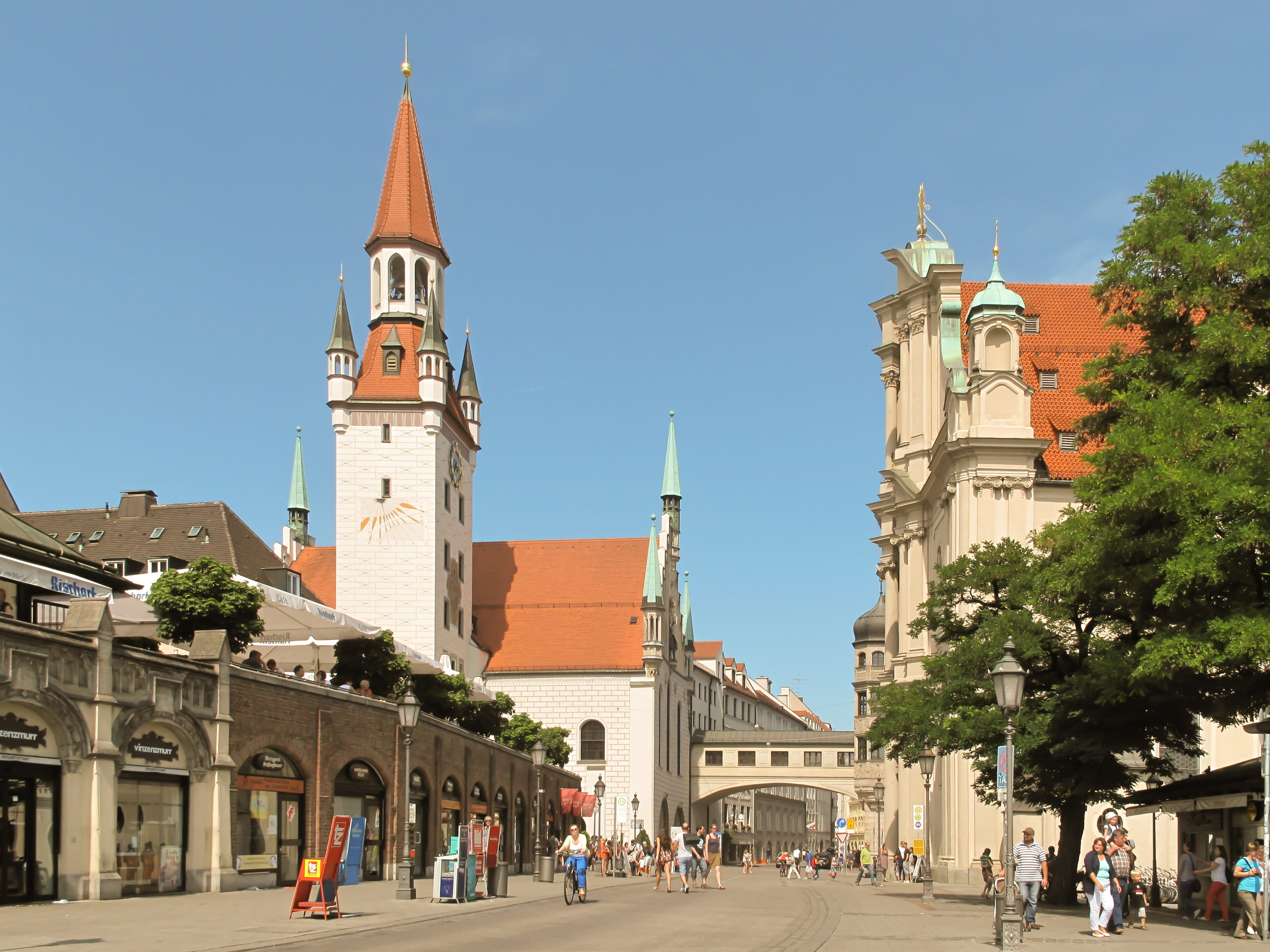
Viktualienmarkt avec l'ancien hôtel de ville.
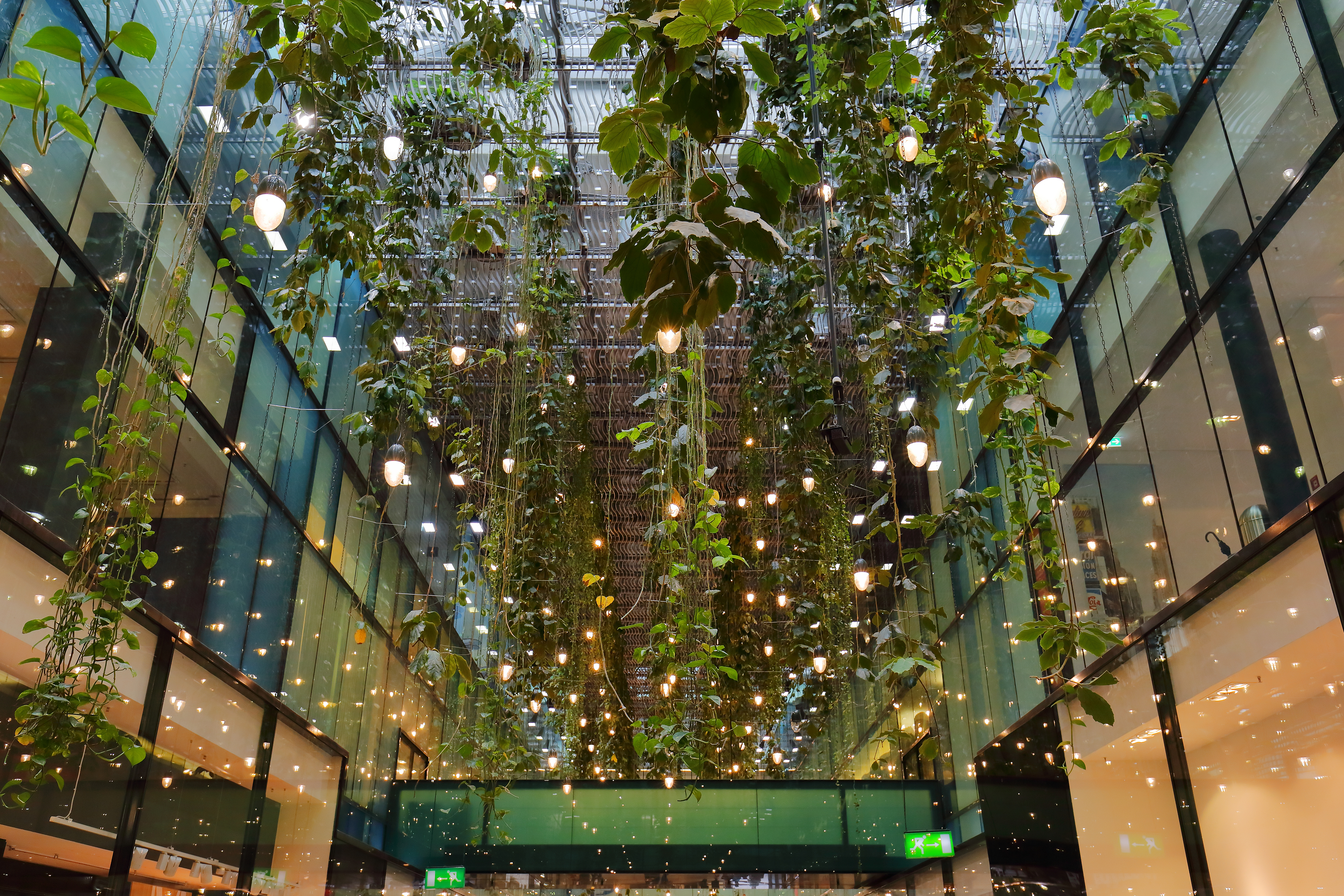
Jardin suspendu au centre commercial Fünf Höfe.
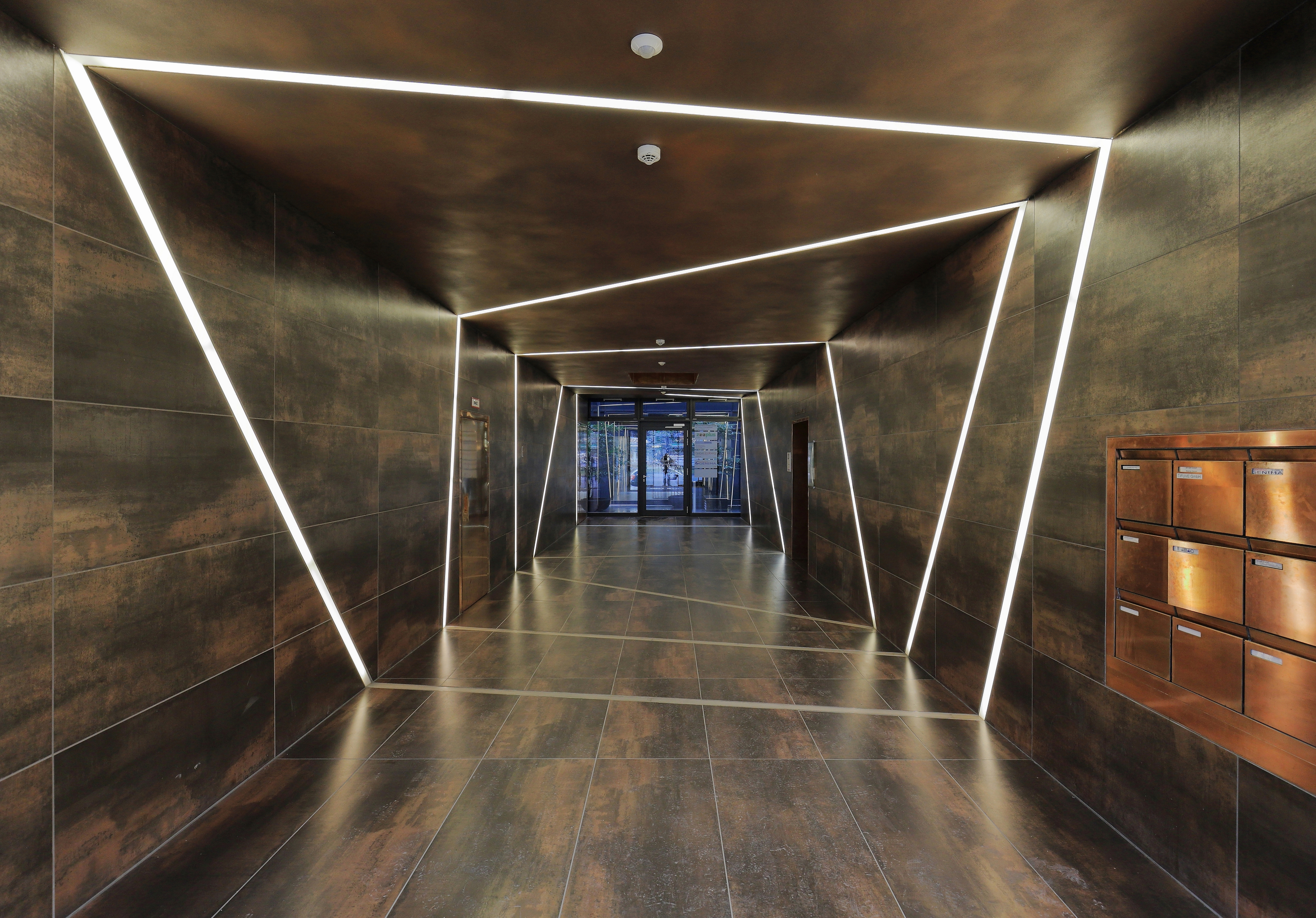
Une entrée d'immeuble, rue Sonnenstraße.
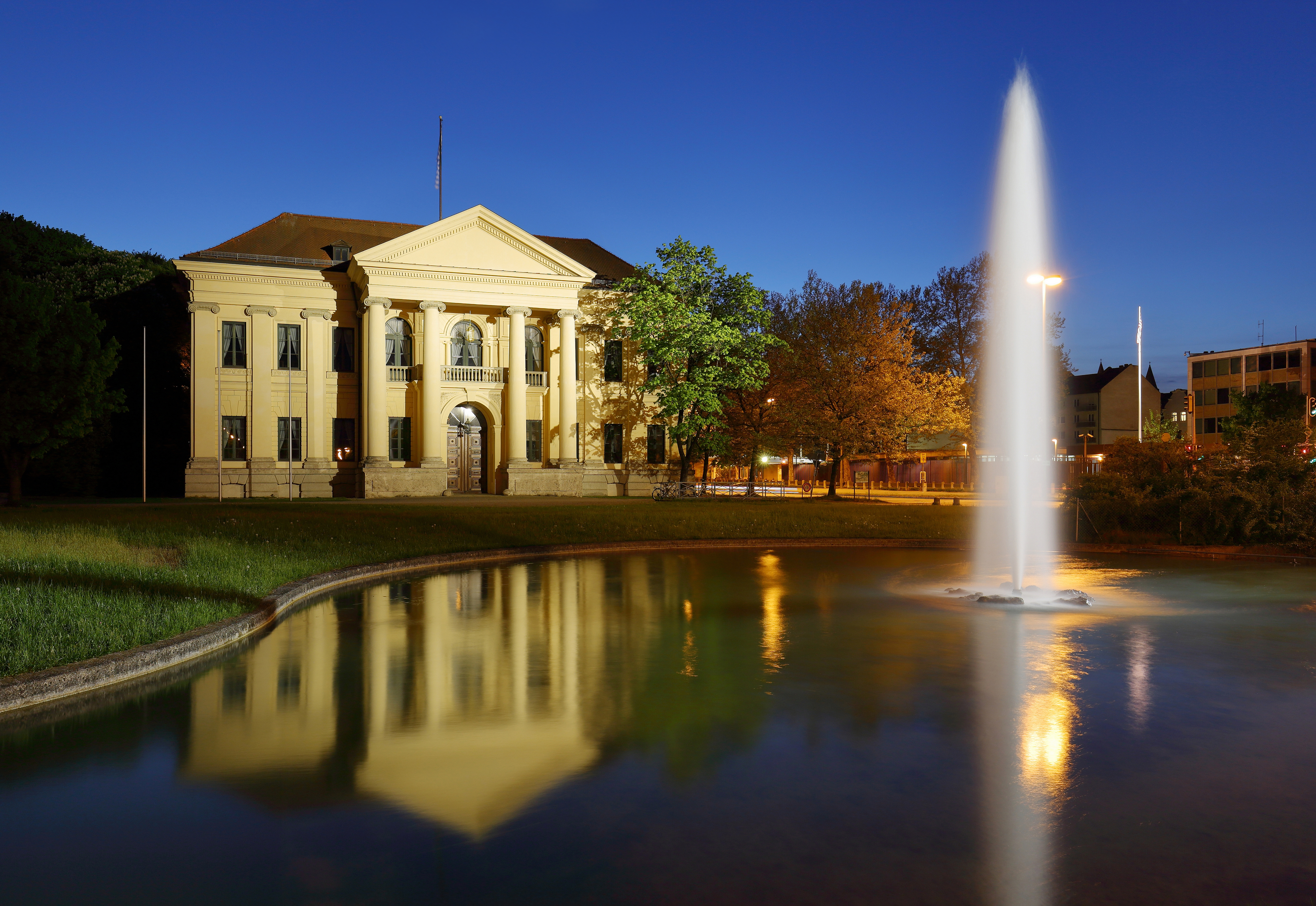
Palais du prince Charles (Prinz-Carl-Palais). Bâtiment construit de 1804 à 1806.

## Personnalités

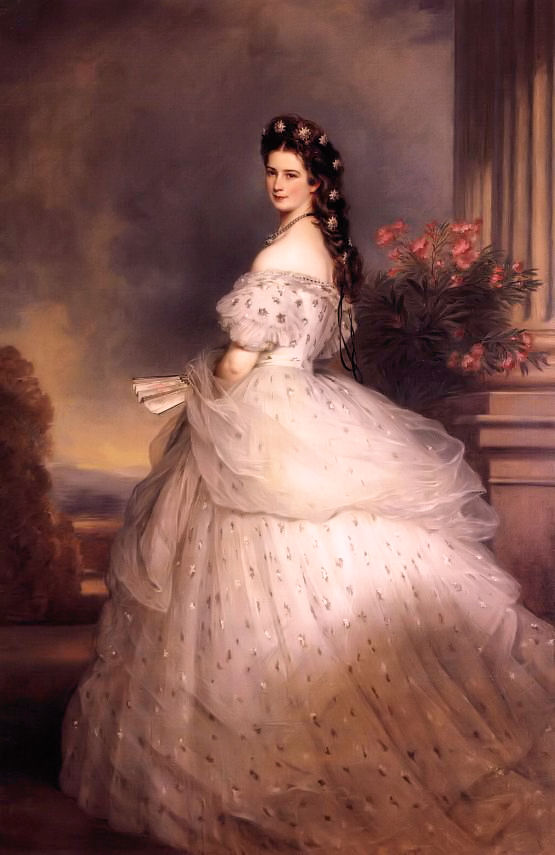
Élisabeth de Wittelsbach.

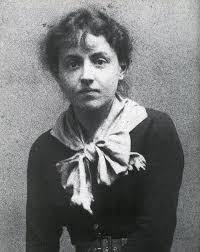
Louise Catherine Breslau.

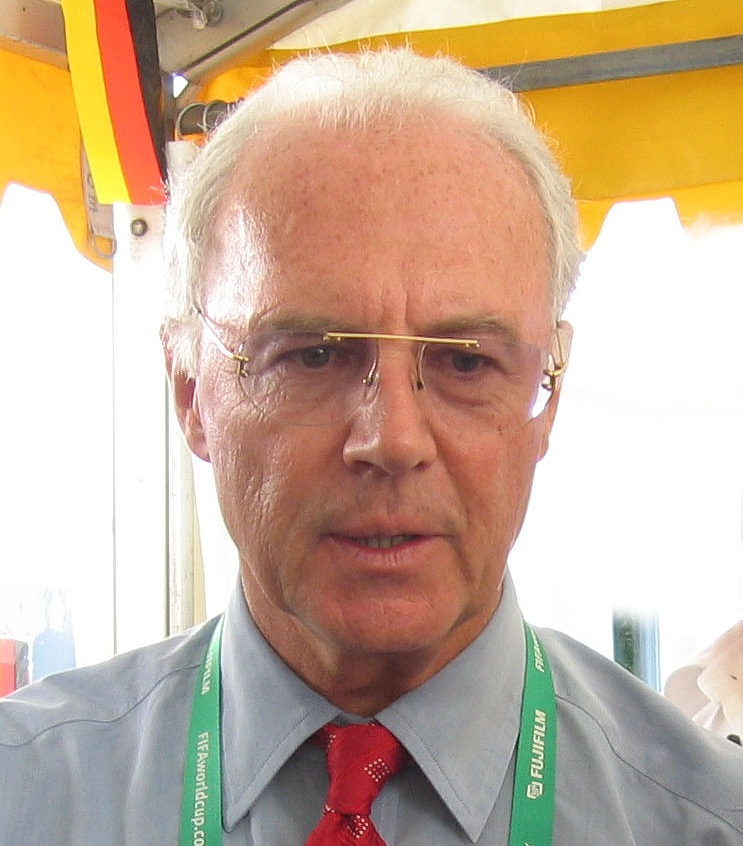
Franz Beckenbauer.

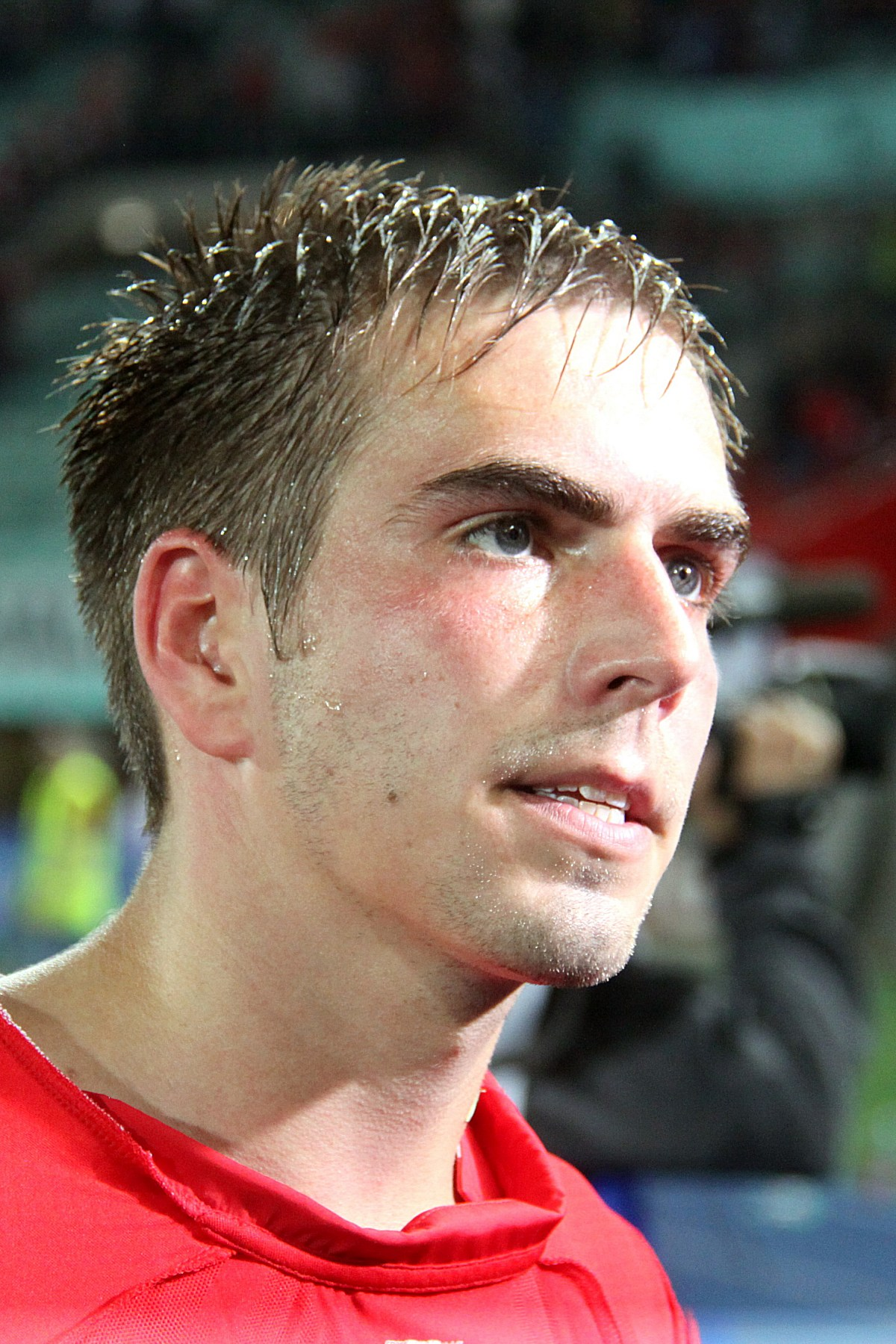
Philipp Lahm.

### Naissances
- Isabeau de Bavière (1371-1435 à Paris), reine de France de 1385 à 1422
- Gabriel Sedlmayr (1811-1891), maître-brasseur, concepteur de la fermentation basse de type industriel
- Élisabeth de Wittelsbach (1837-1898 à Genève), impératrice d'Autriche de 1854 à 1898 et reine de Hongrie de 1867 à 1898
- Gabriele Maria Deininger-Arnhard (1855-1945), peintre autrichienne
- Louise Catherine Breslau (1856-1927), peintre
- Richard Strauss (1864-1949), compositeur
- Franz Marc (1880-1916), peintre
- Marie Bernays (1883-1939), femme politique, pédagogue et militante des droits des femmes allemande
- Ernst Hanfstaengl (1887-1975), soutien financier d'Hitler aux débuts du NSDAP
- Hedwig Kämpfer (1889-1957), femme politique
- Max Amann (1891-1957), journaliste et homme politique nazi
- Ilse Fehling (1892-1982), costumière et sculptrice
- Helene Sumper (1894-1926), réformatrice scolaire
- Carl Orff (1895-1982), compositeur
- Christoph Voll (1897-1939), sculpteur allemand, mort dans la ville
- Emil Solleder (1899-1931), alpiniste
- Heinrich Himmler (1900-1945), chef de la SS
- Hanna Sandtner (1900-1957), résistante communiste
- Johanna Wolf (1900-1985), une des secrétaires d'Adolf Hitler
- Klaus Mann (1906-1949), écrivain (Mephisto)
- Golo Mann (1909-1994), historien, écrivain et philosophe allemand, né à Munich
- Wolfgang Reitherman (1909-1985), animateur, réalisateur et acteur américain, membre de la légendaire équipe des Nine Old Men des studios Disney
- Alfred Andersch (1914-1980), écrivain
- Franz Josef Strauß (1915-1988), homme politique (CSU)
- Curd Jürgens (1915-1982), acteur (Michel Strogoff, Et Dieu… créa la femme, L'espion qui m'aimait), chanteur
- Traudl Junge (1920-2002), secrétaire particulière d'Adolf Hitler de 1942 à 1945
- Walter E. Lautenbacher (1920-2000), photographe de mode, fondateur de l'Union des photographes artistiques professionnels (BFF)
- Hanne Darboven (1941-2009), artiste allemande
- Sabine Sesselmann (1936-1998), actrice allemande
- Werner Herzog, né en 1942, cinéaste
- Franz Beckenbauer, né en 1945, ancien footballeur
- Frank Shorter, né en 1947, athlète américain, champion olympique du marathon
- Christian Danner, né en 1958, pilote automobile
- Sabrina Fox, née en 1958, auteur et animatrice de télévision allemande
- Manfred Stücklschwaiger, né en 1965, acteur
- Wolfgang Krewe, né en 1966, acteur
- Alice Agneskirchner (1966-), réalisatrice allemande
- Michel Guillaume, né en 1967, acteur
- Michael Herbig, né en 1968, cinéaste
- Jeri Ryan, née en 1968, Miss Illinois 1989, actrice américaine

- Jonas Kaufmann, né en 1969, chanteur d'opéra

- Moritz Bleibtreu, né en 1971, acteur
- Markus Babbel, né en 1972, ancien footballeur
- Lou Bega, né en 1975, chanteur
- Natalie Grams, née en 1978, médecin
- Sebastian Haag (1979-2014), alpiniste et skieur
- Laura Osswald, née en 1982, actrice
- Thomas Hitzlsperger, né en 1982, ancien footballeur
- Philipp Lahm, né en 1983, footballeur
- Julia Stegner, née en 1984, top model
- Andreas Ottl, né en 1985, footballeur

- Maro Engel, né en 1985, pilote automobile
- Bettina Gundler, directrice du musée des transports du Deutsches Museum
- Nadia Hilker, née en 1988, actrice allemande
- Moritz Leitner, né en 1992, footballeur
- Daniel Malescha, né en 1994, joueur allemand de volley-ball

### Morts
- Adolf Echtler (1843-1914), peintre
- Pauline Erdmannsdörfer-Fichtner (1847-1916), pianiste et compositrice
- Max Erdmannsdörfer (1848-1905), chef d'orchestre
- Franz Eisenhut (1857-1903), peintre
- Ellen Ammann (1870-1932, femme politique, militante féministe
- Alfred von Bary (1873-1926), chanteur d'opéra
- Josef Eberz (1880-1942), peintre
- Ruth Andreas-Friedrich, résistante, journaliste et écrivaine
- Sophie Scholl, (1921-1943), exécutée en 1943, résistante
- Christoph Probst (1919-1943), exécuté en 1943, résistant
- Hans Scholl (1918-1943), exécuté en 1943, résistant
- Alexander Schmorell (1917-1943), exécuté en 1943, résistant
- Kurt Huber (1893-1943), exécuté en 1943, résistant
- Willi Graf (1918-1943), exécuté en 1943, résistant
- Dagmar Petersen (1920-2010), résistante du groupe Rütli
- Hans Leipelt (1921-1945) , exécuté en 1945, résistant
- Jakob Grimminger (1892-1969), militaire allemand
- Constanze Hallgarten (1881-1969), militante féministe et pacifiste
- Josef Hölzl (1901-1975), juriste et haut fonctionnaire ministériel allemand
- Franz Biebl (1906-2001), compositeur allemand
- Hugh Beaumont (1909-1982), acteur, réalisateur et scénariste américain
- Horst Tappert (1923-2008), acteur allemand
- Marie von Geldern-Egmond (1875-1970), designeuse et styliste